# Fianchetto

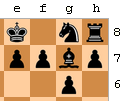
Exemple de fianchetto.

Au jeu d'échecs, un fianchetto est un mode de développement qui consiste à placer un fou en g2 ou en b2 pour les Blancs, g7 ou b7 pour les Noirs, permettant le contrôle des grandes diagonales.
C'est un mot italien qui signifie « petit côté », fianco = « côté » (prononcé  \fjɑ̃.ket.to\ , au pluriel des fianchettos puisqu'en français la grammaire demande de franciser les pluriels).
Le fianchetto est souvent utilisé dans les ouvertures « hypermodernes » dont la philosophie est de retarder l'occupation directe du centre dans l'idée d'attaquer ultérieurement les pions centraux adverses. Grâce au contrôle à distance des cases centrales, cette stratégie peut devenir une arme offensive redoutable.
On peut lui reprocher de dégrader le bouclier du roque lorsque le roi a roqué du même côté que le fianchetto.
Dans le cas du petit roque avec donc le fou en g7 ou g2 et le pion situé en g6 ou g3, la disparition du fou conduit à une case faible en h6 ou h3, où un fou ou la dame adverse peuvent facilement s'introduire, visant, dans le cas du fou, une tour.

## Exemples
|   | a | b | c | d | e | f | g | h |   |
| 8 | Tour noire sur case blanche a8 · Fou noir sur case blanche c8 · Dame noire sur case noire d8 · Roi noir sur case blanche e8 · Fou noir sur case noire f8 · Tour noire sur case noire h8 · Pion noir sur case noire a7 · Pion noir sur case blanche b7 · Pion noir sur case noire c7 · Cavalier noir sur case blanche d7 · Pion noir sur case blanche f7 · Pion noir sur case noire g7 · Pion noir sur case blanche h7 · Pion noir sur case blanche e6 · Cavalier noir sur case noire f6 · Pion noir sur case blanche d5 · Pion blanc sur case blanche c4 · Pion blanc sur case noire d4 · Cavalier blanc sur case blanche f3 · Pion blanc sur case noire g3 · Pion blanc sur case blanche a2 · Pion blanc sur case noire b2 · Pion blanc sur case blanche e2 · Pion blanc sur case noire f2 · Fou blanc sur case blanche g2 · Pion blanc sur case noire h2 · Tour blanche sur case noire a1 · Cavalier blanc sur case blanche b1 · Fou blanc sur case noire c1 · Dame blanche sur case blanche d1 · Roi blanc sur case noire e1 · Tour blanche sur case blanche h1 | Tour noire sur case blanche a8 · Fou noir sur case blanche c8 · Dame noire sur case noire d8 · Roi noir sur case blanche e8 · Fou noir sur case noire f8 · Tour noire sur case noire h8 · Pion noir sur case noire a7 · Pion noir sur case blanche b7 · Pion noir sur case noire c7 · Cavalier noir sur case blanche d7 · Pion noir sur case blanche f7 · Pion noir sur case noire g7 · Pion noir sur case blanche h7 · Pion noir sur case blanche e6 · Cavalier noir sur case noire f6 · Pion noir sur case blanche d5 · Pion blanc sur case blanche c4 · Pion blanc sur case noire d4 · Cavalier blanc sur case blanche f3 · Pion blanc sur case noire g3 · Pion blanc sur case blanche a2 · Pion blanc sur case noire b2 · Pion blanc sur case blanche e2 · Pion blanc sur case noire f2 · Fou blanc sur case blanche g2 · Pion blanc sur case noire h2 · Tour blanche sur case noire a1 · Cavalier blanc sur case blanche b1 · Fou blanc sur case noire c1 · Dame blanche sur case blanche d1 · Roi blanc sur case noire e1 · Tour blanche sur case blanche h1 | Tour noire sur case blanche a8 · Fou noir sur case blanche c8 · Dame noire sur case noire d8 · Roi noir sur case blanche e8 · Fou noir sur case noire f8 · Tour noire sur case noire h8 · Pion noir sur case noire a7 · Pion noir sur case blanche b7 · Pion noir sur case noire c7 · Cavalier noir sur case blanche d7 · Pion noir sur case blanche f7 · Pion noir sur case noire g7 · Pion noir sur case blanche h7 · Pion noir sur case blanche e6 · Cavalier noir sur case noire f6 · Pion noir sur case blanche d5 · Pion blanc sur case blanche c4 · Pion blanc sur case noire d4 · Cavalier blanc sur case blanche f3 · Pion blanc sur case noire g3 · Pion blanc sur case blanche a2 · Pion blanc sur case noire b2 · Pion blanc sur case blanche e2 · Pion blanc sur case noire f2 · Fou blanc sur case blanche g2 · Pion blanc sur case noire h2 · Tour blanche sur case noire a1 · Cavalier blanc sur case blanche b1 · Fou blanc sur case noire c1 · Dame blanche sur case blanche d1 · Roi blanc sur case noire e1 · Tour blanche sur case blanche h1 | Tour noire sur case blanche a8 · Fou noir sur case blanche c8 · Dame noire sur case noire d8 · Roi noir sur case blanche e8 · Fou noir sur case noire f8 · Tour noire sur case noire h8 · Pion noir sur case noire a7 · Pion noir sur case blanche b7 · Pion noir sur case noire c7 · Cavalier noir sur case blanche d7 · Pion noir sur case blanche f7 · Pion noir sur case noire g7 · Pion noir sur case blanche h7 · Pion noir sur case blanche e6 · Cavalier noir sur case noire f6 · Pion noir sur case blanche d5 · Pion blanc sur case blanche c4 · Pion blanc sur case noire d4 · Cavalier blanc sur case blanche f3 · Pion blanc sur case noire g3 · Pion blanc sur case blanche a2 · Pion blanc sur case noire b2 · Pion blanc sur case blanche e2 · Pion blanc sur case noire f2 · Fou blanc sur case blanche g2 · Pion blanc sur case noire h2 · Tour blanche sur case noire a1 · Cavalier blanc sur case blanche b1 · Fou blanc sur case noire c1 · Dame blanche sur case blanche d1 · Roi blanc sur case noire e1 · Tour blanche sur case blanche h1 | Tour noire sur case blanche a8 · Fou noir sur case blanche c8 · Dame noire sur case noire d8 · Roi noir sur case blanche e8 · Fou noir sur case noire f8 · Tour noire sur case noire h8 · Pion noir sur case noire a7 · Pion noir sur case blanche b7 · Pion noir sur case noire c7 · Cavalier noir sur case blanche d7 · Pion noir sur case blanche f7 · Pion noir sur case noire g7 · Pion noir sur case blanche h7 · Pion noir sur case blanche e6 · Cavalier noir sur case noire f6 · Pion noir sur case blanche d5 · Pion blanc sur case blanche c4 · Pion blanc sur case noire d4 · Cavalier blanc sur case blanche f3 · Pion blanc sur case noire g3 · Pion blanc sur case blanche a2 · Pion blanc sur case noire b2 · Pion blanc sur case blanche e2 · Pion blanc sur case noire f2 · Fou blanc sur case blanche g2 · Pion blanc sur case noire h2 · Tour blanche sur case noire a1 · Cavalier blanc sur case blanche b1 · Fou blanc sur case noire c1 · Dame blanche sur case blanche d1 · Roi blanc sur case noire e1 · Tour blanche sur case blanche h1 | Tour noire sur case blanche a8 · Fou noir sur case blanche c8 · Dame noire sur case noire d8 · Roi noir sur case blanche e8 · Fou noir sur case noire f8 · Tour noire sur case noire h8 · Pion noir sur case noire a7 · Pion noir sur case blanche b7 · Pion noir sur case noire c7 · Cavalier noir sur case blanche d7 · Pion noir sur case blanche f7 · Pion noir sur case noire g7 · Pion noir sur case blanche h7 · Pion noir sur case blanche e6 · Cavalier noir sur case noire f6 · Pion noir sur case blanche d5 · Pion blanc sur case blanche c4 · Pion blanc sur case noire d4 · Cavalier blanc sur case blanche f3 · Pion blanc sur case noire g3 · Pion blanc sur case blanche a2 · Pion blanc sur case noire b2 · Pion blanc sur case blanche e2 · Pion blanc sur case noire f2 · Fou blanc sur case blanche g2 · Pion blanc sur case noire h2 · Tour blanche sur case noire a1 · Cavalier blanc sur case blanche b1 · Fou blanc sur case noire c1 · Dame blanche sur case blanche d1 · Roi blanc sur case noire e1 · Tour blanche sur case blanche h1 | Tour noire sur case blanche a8 · Fou noir sur case blanche c8 · Dame noire sur case noire d8 · Roi noir sur case blanche e8 · Fou noir sur case noire f8 · Tour noire sur case noire h8 · Pion noir sur case noire a7 · Pion noir sur case blanche b7 · Pion noir sur case noire c7 · Cavalier noir sur case blanche d7 · Pion noir sur case blanche f7 · Pion noir sur case noire g7 · Pion noir sur case blanche h7 · Pion noir sur case blanche e6 · Cavalier noir sur case noire f6 · Pion noir sur case blanche d5 · Pion blanc sur case blanche c4 · Pion blanc sur case noire d4 · Cavalier blanc sur case blanche f3 · Pion blanc sur case noire g3 · Pion blanc sur case blanche a2 · Pion blanc sur case noire b2 · Pion blanc sur case blanche e2 · Pion blanc sur case noire f2 · Fou blanc sur case blanche g2 · Pion blanc sur case noire h2 · Tour blanche sur case noire a1 · Cavalier blanc sur case blanche b1 · Fou blanc sur case noire c1 · Dame blanche sur case blanche d1 · Roi blanc sur case noire e1 · Tour blanche sur case blanche h1 | Tour noire sur case blanche a8 · Fou noir sur case blanche c8 · Dame noire sur case noire d8 · Roi noir sur case blanche e8 · Fou noir sur case noire f8 · Tour noire sur case noire h8 · Pion noir sur case noire a7 · Pion noir sur case blanche b7 · Pion noir sur case noire c7 · Cavalier noir sur case blanche d7 · Pion noir sur case blanche f7 · Pion noir sur case noire g7 · Pion noir sur case blanche h7 · Pion noir sur case blanche e6 · Cavalier noir sur case noire f6 · Pion noir sur case blanche d5 · Pion blanc sur case blanche c4 · Pion blanc sur case noire d4 · Cavalier blanc sur case blanche f3 · Pion blanc sur case noire g3 · Pion blanc sur case blanche a2 · Pion blanc sur case noire b2 · Pion blanc sur case blanche e2 · Pion blanc sur case noire f2 · Fou blanc sur case blanche g2 · Pion blanc sur case noire h2 · Tour blanche sur case noire a1 · Cavalier blanc sur case blanche b1 · Fou blanc sur case noire c1 · Dame blanche sur case blanche d1 · Roi blanc sur case noire e1 · Tour blanche sur case blanche h1 | 8 |
| 7 | Tour noire sur case blanche a8 · Fou noir sur case blanche c8 · Dame noire sur case noire d8 · Roi noir sur case blanche e8 · Fou noir sur case noire f8 · Tour noire sur case noire h8 · Pion noir sur case noire a7 · Pion noir sur case blanche b7 · Pion noir sur case noire c7 · Cavalier noir sur case blanche d7 · Pion noir sur case blanche f7 · Pion noir sur case noire g7 · Pion noir sur case blanche h7 · Pion noir sur case blanche e6 · Cavalier noir sur case noire f6 · Pion noir sur case blanche d5 · Pion blanc sur case blanche c4 · Pion blanc sur case noire d4 · Cavalier blanc sur case blanche f3 · Pion blanc sur case noire g3 · Pion blanc sur case blanche a2 · Pion blanc sur case noire b2 · Pion blanc sur case blanche e2 · Pion blanc sur case noire f2 · Fou blanc sur case blanche g2 · Pion blanc sur case noire h2 · Tour blanche sur case noire a1 · Cavalier blanc sur case blanche b1 · Fou blanc sur case noire c1 · Dame blanche sur case blanche d1 · Roi blanc sur case noire e1 · Tour blanche sur case blanche h1 | Tour noire sur case blanche a8 · Fou noir sur case blanche c8 · Dame noire sur case noire d8 · Roi noir sur case blanche e8 · Fou noir sur case noire f8 · Tour noire sur case noire h8 · Pion noir sur case noire a7 · Pion noir sur case blanche b7 · Pion noir sur case noire c7 · Cavalier noir sur case blanche d7 · Pion noir sur case blanche f7 · Pion noir sur case noire g7 · Pion noir sur case blanche h7 · Pion noir sur case blanche e6 · Cavalier noir sur case noire f6 · Pion noir sur case blanche d5 · Pion blanc sur case blanche c4 · Pion blanc sur case noire d4 · Cavalier blanc sur case blanche f3 · Pion blanc sur case noire g3 · Pion blanc sur case blanche a2 · Pion blanc sur case noire b2 · Pion blanc sur case blanche e2 · Pion blanc sur case noire f2 · Fou blanc sur case blanche g2 · Pion blanc sur case noire h2 · Tour blanche sur case noire a1 · Cavalier blanc sur case blanche b1 · Fou blanc sur case noire c1 · Dame blanche sur case blanche d1 · Roi blanc sur case noire e1 · Tour blanche sur case blanche h1 | Tour noire sur case blanche a8 · Fou noir sur case blanche c8 · Dame noire sur case noire d8 · Roi noir sur case blanche e8 · Fou noir sur case noire f8 · Tour noire sur case noire h8 · Pion noir sur case noire a7 · Pion noir sur case blanche b7 · Pion noir sur case noire c7 · Cavalier noir sur case blanche d7 · Pion noir sur case blanche f7 · Pion noir sur case noire g7 · Pion noir sur case blanche h7 · Pion noir sur case blanche e6 · Cavalier noir sur case noire f6 · Pion noir sur case blanche d5 · Pion blanc sur case blanche c4 · Pion blanc sur case noire d4 · Cavalier blanc sur case blanche f3 · Pion blanc sur case noire g3 · Pion blanc sur case blanche a2 · Pion blanc sur case noire b2 · Pion blanc sur case blanche e2 · Pion blanc sur case noire f2 · Fou blanc sur case blanche g2 · Pion blanc sur case noire h2 · Tour blanche sur case noire a1 · Cavalier blanc sur case blanche b1 · Fou blanc sur case noire c1 · Dame blanche sur case blanche d1 · Roi blanc sur case noire e1 · Tour blanche sur case blanche h1 | Tour noire sur case blanche a8 · Fou noir sur case blanche c8 · Dame noire sur case noire d8 · Roi noir sur case blanche e8 · Fou noir sur case noire f8 · Tour noire sur case noire h8 · Pion noir sur case noire a7 · Pion noir sur case blanche b7 · Pion noir sur case noire c7 · Cavalier noir sur case blanche d7 · Pion noir sur case blanche f7 · Pion noir sur case noire g7 · Pion noir sur case blanche h7 · Pion noir sur case blanche e6 · Cavalier noir sur case noire f6 · Pion noir sur case blanche d5 · Pion blanc sur case blanche c4 · Pion blanc sur case noire d4 · Cavalier blanc sur case blanche f3 · Pion blanc sur case noire g3 · Pion blanc sur case blanche a2 · Pion blanc sur case noire b2 · Pion blanc sur case blanche e2 · Pion blanc sur case noire f2 · Fou blanc sur case blanche g2 · Pion blanc sur case noire h2 · Tour blanche sur case noire a1 · Cavalier blanc sur case blanche b1 · Fou blanc sur case noire c1 · Dame blanche sur case blanche d1 · Roi blanc sur case noire e1 · Tour blanche sur case blanche h1 | Tour noire sur case blanche a8 · Fou noir sur case blanche c8 · Dame noire sur case noire d8 · Roi noir sur case blanche e8 · Fou noir sur case noire f8 · Tour noire sur case noire h8 · Pion noir sur case noire a7 · Pion noir sur case blanche b7 · Pion noir sur case noire c7 · Cavalier noir sur case blanche d7 · Pion noir sur case blanche f7 · Pion noir sur case noire g7 · Pion noir sur case blanche h7 · Pion noir sur case blanche e6 · Cavalier noir sur case noire f6 · Pion noir sur case blanche d5 · Pion blanc sur case blanche c4 · Pion blanc sur case noire d4 · Cavalier blanc sur case blanche f3 · Pion blanc sur case noire g3 · Pion blanc sur case blanche a2 · Pion blanc sur case noire b2 · Pion blanc sur case blanche e2 · Pion blanc sur case noire f2 · Fou blanc sur case blanche g2 · Pion blanc sur case noire h2 · Tour blanche sur case noire a1 · Cavalier blanc sur case blanche b1 · Fou blanc sur case noire c1 · Dame blanche sur case blanche d1 · Roi blanc sur case noire e1 · Tour blanche sur case blanche h1 | Tour noire sur case blanche a8 · Fou noir sur case blanche c8 · Dame noire sur case noire d8 · Roi noir sur case blanche e8 · Fou noir sur case noire f8 · Tour noire sur case noire h8 · Pion noir sur case noire a7 · Pion noir sur case blanche b7 · Pion noir sur case noire c7 · Cavalier noir sur case blanche d7 · Pion noir sur case blanche f7 · Pion noir sur case noire g7 · Pion noir sur case blanche h7 · Pion noir sur case blanche e6 · Cavalier noir sur case noire f6 · Pion noir sur case blanche d5 · Pion blanc sur case blanche c4 · Pion blanc sur case noire d4 · Cavalier blanc sur case blanche f3 · Pion blanc sur case noire g3 · Pion blanc sur case blanche a2 · Pion blanc sur case noire b2 · Pion blanc sur case blanche e2 · Pion blanc sur case noire f2 · Fou blanc sur case blanche g2 · Pion blanc sur case noire h2 · Tour blanche sur case noire a1 · Cavalier blanc sur case blanche b1 · Fou blanc sur case noire c1 · Dame blanche sur case blanche d1 · Roi blanc sur case noire e1 · Tour blanche sur case blanche h1 | Tour noire sur case blanche a8 · Fou noir sur case blanche c8 · Dame noire sur case noire d8 · Roi noir sur case blanche e8 · Fou noir sur case noire f8 · Tour noire sur case noire h8 · Pion noir sur case noire a7 · Pion noir sur case blanche b7 · Pion noir sur case noire c7 · Cavalier noir sur case blanche d7 · Pion noir sur case blanche f7 · Pion noir sur case noire g7 · Pion noir sur case blanche h7 · Pion noir sur case blanche e6 · Cavalier noir sur case noire f6 · Pion noir sur case blanche d5 · Pion blanc sur case blanche c4 · Pion blanc sur case noire d4 · Cavalier blanc sur case blanche f3 · Pion blanc sur case noire g3 · Pion blanc sur case blanche a2 · Pion blanc sur case noire b2 · Pion blanc sur case blanche e2 · Pion blanc sur case noire f2 · Fou blanc sur case blanche g2 · Pion blanc sur case noire h2 · Tour blanche sur case noire a1 · Cavalier blanc sur case blanche b1 · Fou blanc sur case noire c1 · Dame blanche sur case blanche d1 · Roi blanc sur case noire e1 · Tour blanche sur case blanche h1 | Tour noire sur case blanche a8 · Fou noir sur case blanche c8 · Dame noire sur case noire d8 · Roi noir sur case blanche e8 · Fou noir sur case noire f8 · Tour noire sur case noire h8 · Pion noir sur case noire a7 · Pion noir sur case blanche b7 · Pion noir sur case noire c7 · Cavalier noir sur case blanche d7 · Pion noir sur case blanche f7 · Pion noir sur case noire g7 · Pion noir sur case blanche h7 · Pion noir sur case blanche e6 · Cavalier noir sur case noire f6 · Pion noir sur case blanche d5 · Pion blanc sur case blanche c4 · Pion blanc sur case noire d4 · Cavalier blanc sur case blanche f3 · Pion blanc sur case noire g3 · Pion blanc sur case blanche a2 · Pion blanc sur case noire b2 · Pion blanc sur case blanche e2 · Pion blanc sur case noire f2 · Fou blanc sur case blanche g2 · Pion blanc sur case noire h2 · Tour blanche sur case noire a1 · Cavalier blanc sur case blanche b1 · Fou blanc sur case noire c1 · Dame blanche sur case blanche d1 · Roi blanc sur case noire e1 · Tour blanche sur case blanche h1 | 7 |
| 6 | Tour noire sur case blanche a8 · Fou noir sur case blanche c8 · Dame noire sur case noire d8 · Roi noir sur case blanche e8 · Fou noir sur case noire f8 · Tour noire sur case noire h8 · Pion noir sur case noire a7 · Pion noir sur case blanche b7 · Pion noir sur case noire c7 · Cavalier noir sur case blanche d7 · Pion noir sur case blanche f7 · Pion noir sur case noire g7 · Pion noir sur case blanche h7 · Pion noir sur case blanche e6 · Cavalier noir sur case noire f6 · Pion noir sur case blanche d5 · Pion blanc sur case blanche c4 · Pion blanc sur case noire d4 · Cavalier blanc sur case blanche f3 · Pion blanc sur case noire g3 · Pion blanc sur case blanche a2 · Pion blanc sur case noire b2 · Pion blanc sur case blanche e2 · Pion blanc sur case noire f2 · Fou blanc sur case blanche g2 · Pion blanc sur case noire h2 · Tour blanche sur case noire a1 · Cavalier blanc sur case blanche b1 · Fou blanc sur case noire c1 · Dame blanche sur case blanche d1 · Roi blanc sur case noire e1 · Tour blanche sur case blanche h1 | Tour noire sur case blanche a8 · Fou noir sur case blanche c8 · Dame noire sur case noire d8 · Roi noir sur case blanche e8 · Fou noir sur case noire f8 · Tour noire sur case noire h8 · Pion noir sur case noire a7 · Pion noir sur case blanche b7 · Pion noir sur case noire c7 · Cavalier noir sur case blanche d7 · Pion noir sur case blanche f7 · Pion noir sur case noire g7 · Pion noir sur case blanche h7 · Pion noir sur case blanche e6 · Cavalier noir sur case noire f6 · Pion noir sur case blanche d5 · Pion blanc sur case blanche c4 · Pion blanc sur case noire d4 · Cavalier blanc sur case blanche f3 · Pion blanc sur case noire g3 · Pion blanc sur case blanche a2 · Pion blanc sur case noire b2 · Pion blanc sur case blanche e2 · Pion blanc sur case noire f2 · Fou blanc sur case blanche g2 · Pion blanc sur case noire h2 · Tour blanche sur case noire a1 · Cavalier blanc sur case blanche b1 · Fou blanc sur case noire c1 · Dame blanche sur case blanche d1 · Roi blanc sur case noire e1 · Tour blanche sur case blanche h1 | Tour noire sur case blanche a8 · Fou noir sur case blanche c8 · Dame noire sur case noire d8 · Roi noir sur case blanche e8 · Fou noir sur case noire f8 · Tour noire sur case noire h8 · Pion noir sur case noire a7 · Pion noir sur case blanche b7 · Pion noir sur case noire c7 · Cavalier noir sur case blanche d7 · Pion noir sur case blanche f7 · Pion noir sur case noire g7 · Pion noir sur case blanche h7 · Pion noir sur case blanche e6 · Cavalier noir sur case noire f6 · Pion noir sur case blanche d5 · Pion blanc sur case blanche c4 · Pion blanc sur case noire d4 · Cavalier blanc sur case blanche f3 · Pion blanc sur case noire g3 · Pion blanc sur case blanche a2 · Pion blanc sur case noire b2 · Pion blanc sur case blanche e2 · Pion blanc sur case noire f2 · Fou blanc sur case blanche g2 · Pion blanc sur case noire h2 · Tour blanche sur case noire a1 · Cavalier blanc sur case blanche b1 · Fou blanc sur case noire c1 · Dame blanche sur case blanche d1 · Roi blanc sur case noire e1 · Tour blanche sur case blanche h1 | Tour noire sur case blanche a8 · Fou noir sur case blanche c8 · Dame noire sur case noire d8 · Roi noir sur case blanche e8 · Fou noir sur case noire f8 · Tour noire sur case noire h8 · Pion noir sur case noire a7 · Pion noir sur case blanche b7 · Pion noir sur case noire c7 · Cavalier noir sur case blanche d7 · Pion noir sur case blanche f7 · Pion noir sur case noire g7 · Pion noir sur case blanche h7 · Pion noir sur case blanche e6 · Cavalier noir sur case noire f6 · Pion noir sur case blanche d5 · Pion blanc sur case blanche c4 · Pion blanc sur case noire d4 · Cavalier blanc sur case blanche f3 · Pion blanc sur case noire g3 · Pion blanc sur case blanche a2 · Pion blanc sur case noire b2 · Pion blanc sur case blanche e2 · Pion blanc sur case noire f2 · Fou blanc sur case blanche g2 · Pion blanc sur case noire h2 · Tour blanche sur case noire a1 · Cavalier blanc sur case blanche b1 · Fou blanc sur case noire c1 · Dame blanche sur case blanche d1 · Roi blanc sur case noire e1 · Tour blanche sur case blanche h1 | Tour noire sur case blanche a8 · Fou noir sur case blanche c8 · Dame noire sur case noire d8 · Roi noir sur case blanche e8 · Fou noir sur case noire f8 · Tour noire sur case noire h8 · Pion noir sur case noire a7 · Pion noir sur case blanche b7 · Pion noir sur case noire c7 · Cavalier noir sur case blanche d7 · Pion noir sur case blanche f7 · Pion noir sur case noire g7 · Pion noir sur case blanche h7 · Pion noir sur case blanche e6 · Cavalier noir sur case noire f6 · Pion noir sur case blanche d5 · Pion blanc sur case blanche c4 · Pion blanc sur case noire d4 · Cavalier blanc sur case blanche f3 · Pion blanc sur case noire g3 · Pion blanc sur case blanche a2 · Pion blanc sur case noire b2 · Pion blanc sur case blanche e2 · Pion blanc sur case noire f2 · Fou blanc sur case blanche g2 · Pion blanc sur case noire h2 · Tour blanche sur case noire a1 · Cavalier blanc sur case blanche b1 · Fou blanc sur case noire c1 · Dame blanche sur case blanche d1 · Roi blanc sur case noire e1 · Tour blanche sur case blanche h1 | Tour noire sur case blanche a8 · Fou noir sur case blanche c8 · Dame noire sur case noire d8 · Roi noir sur case blanche e8 · Fou noir sur case noire f8 · Tour noire sur case noire h8 · Pion noir sur case noire a7 · Pion noir sur case blanche b7 · Pion noir sur case noire c7 · Cavalier noir sur case blanche d7 · Pion noir sur case blanche f7 · Pion noir sur case noire g7 · Pion noir sur case blanche h7 · Pion noir sur case blanche e6 · Cavalier noir sur case noire f6 · Pion noir sur case blanche d5 · Pion blanc sur case blanche c4 · Pion blanc sur case noire d4 · Cavalier blanc sur case blanche f3 · Pion blanc sur case noire g3 · Pion blanc sur case blanche a2 · Pion blanc sur case noire b2 · Pion blanc sur case blanche e2 · Pion blanc sur case noire f2 · Fou blanc sur case blanche g2 · Pion blanc sur case noire h2 · Tour blanche sur case noire a1 · Cavalier blanc sur case blanche b1 · Fou blanc sur case noire c1 · Dame blanche sur case blanche d1 · Roi blanc sur case noire e1 · Tour blanche sur case blanche h1 | Tour noire sur case blanche a8 · Fou noir sur case blanche c8 · Dame noire sur case noire d8 · Roi noir sur case blanche e8 · Fou noir sur case noire f8 · Tour noire sur case noire h8 · Pion noir sur case noire a7 · Pion noir sur case blanche b7 · Pion noir sur case noire c7 · Cavalier noir sur case blanche d7 · Pion noir sur case blanche f7 · Pion noir sur case noire g7 · Pion noir sur case blanche h7 · Pion noir sur case blanche e6 · Cavalier noir sur case noire f6 · Pion noir sur case blanche d5 · Pion blanc sur case blanche c4 · Pion blanc sur case noire d4 · Cavalier blanc sur case blanche f3 · Pion blanc sur case noire g3 · Pion blanc sur case blanche a2 · Pion blanc sur case noire b2 · Pion blanc sur case blanche e2 · Pion blanc sur case noire f2 · Fou blanc sur case blanche g2 · Pion blanc sur case noire h2 · Tour blanche sur case noire a1 · Cavalier blanc sur case blanche b1 · Fou blanc sur case noire c1 · Dame blanche sur case blanche d1 · Roi blanc sur case noire e1 · Tour blanche sur case blanche h1 | Tour noire sur case blanche a8 · Fou noir sur case blanche c8 · Dame noire sur case noire d8 · Roi noir sur case blanche e8 · Fou noir sur case noire f8 · Tour noire sur case noire h8 · Pion noir sur case noire a7 · Pion noir sur case blanche b7 · Pion noir sur case noire c7 · Cavalier noir sur case blanche d7 · Pion noir sur case blanche f7 · Pion noir sur case noire g7 · Pion noir sur case blanche h7 · Pion noir sur case blanche e6 · Cavalier noir sur case noire f6 · Pion noir sur case blanche d5 · Pion blanc sur case blanche c4 · Pion blanc sur case noire d4 · Cavalier blanc sur case blanche f3 · Pion blanc sur case noire g3 · Pion blanc sur case blanche a2 · Pion blanc sur case noire b2 · Pion blanc sur case blanche e2 · Pion blanc sur case noire f2 · Fou blanc sur case blanche g2 · Pion blanc sur case noire h2 · Tour blanche sur case noire a1 · Cavalier blanc sur case blanche b1 · Fou blanc sur case noire c1 · Dame blanche sur case blanche d1 · Roi blanc sur case noire e1 · Tour blanche sur case blanche h1 | 6 |
| 5 | Tour noire sur case blanche a8 · Fou noir sur case blanche c8 · Dame noire sur case noire d8 · Roi noir sur case blanche e8 · Fou noir sur case noire f8 · Tour noire sur case noire h8 · Pion noir sur case noire a7 · Pion noir sur case blanche b7 · Pion noir sur case noire c7 · Cavalier noir sur case blanche d7 · Pion noir sur case blanche f7 · Pion noir sur case noire g7 · Pion noir sur case blanche h7 · Pion noir sur case blanche e6 · Cavalier noir sur case noire f6 · Pion noir sur case blanche d5 · Pion blanc sur case blanche c4 · Pion blanc sur case noire d4 · Cavalier blanc sur case blanche f3 · Pion blanc sur case noire g3 · Pion blanc sur case blanche a2 · Pion blanc sur case noire b2 · Pion blanc sur case blanche e2 · Pion blanc sur case noire f2 · Fou blanc sur case blanche g2 · Pion blanc sur case noire h2 · Tour blanche sur case noire a1 · Cavalier blanc sur case blanche b1 · Fou blanc sur case noire c1 · Dame blanche sur case blanche d1 · Roi blanc sur case noire e1 · Tour blanche sur case blanche h1 | Tour noire sur case blanche a8 · Fou noir sur case blanche c8 · Dame noire sur case noire d8 · Roi noir sur case blanche e8 · Fou noir sur case noire f8 · Tour noire sur case noire h8 · Pion noir sur case noire a7 · Pion noir sur case blanche b7 · Pion noir sur case noire c7 · Cavalier noir sur case blanche d7 · Pion noir sur case blanche f7 · Pion noir sur case noire g7 · Pion noir sur case blanche h7 · Pion noir sur case blanche e6 · Cavalier noir sur case noire f6 · Pion noir sur case blanche d5 · Pion blanc sur case blanche c4 · Pion blanc sur case noire d4 · Cavalier blanc sur case blanche f3 · Pion blanc sur case noire g3 · Pion blanc sur case blanche a2 · Pion blanc sur case noire b2 · Pion blanc sur case blanche e2 · Pion blanc sur case noire f2 · Fou blanc sur case blanche g2 · Pion blanc sur case noire h2 · Tour blanche sur case noire a1 · Cavalier blanc sur case blanche b1 · Fou blanc sur case noire c1 · Dame blanche sur case blanche d1 · Roi blanc sur case noire e1 · Tour blanche sur case blanche h1 | Tour noire sur case blanche a8 · Fou noir sur case blanche c8 · Dame noire sur case noire d8 · Roi noir sur case blanche e8 · Fou noir sur case noire f8 · Tour noire sur case noire h8 · Pion noir sur case noire a7 · Pion noir sur case blanche b7 · Pion noir sur case noire c7 · Cavalier noir sur case blanche d7 · Pion noir sur case blanche f7 · Pion noir sur case noire g7 · Pion noir sur case blanche h7 · Pion noir sur case blanche e6 · Cavalier noir sur case noire f6 · Pion noir sur case blanche d5 · Pion blanc sur case blanche c4 · Pion blanc sur case noire d4 · Cavalier blanc sur case blanche f3 · Pion blanc sur case noire g3 · Pion blanc sur case blanche a2 · Pion blanc sur case noire b2 · Pion blanc sur case blanche e2 · Pion blanc sur case noire f2 · Fou blanc sur case blanche g2 · Pion blanc sur case noire h2 · Tour blanche sur case noire a1 · Cavalier blanc sur case blanche b1 · Fou blanc sur case noire c1 · Dame blanche sur case blanche d1 · Roi blanc sur case noire e1 · Tour blanche sur case blanche h1 | Tour noire sur case blanche a8 · Fou noir sur case blanche c8 · Dame noire sur case noire d8 · Roi noir sur case blanche e8 · Fou noir sur case noire f8 · Tour noire sur case noire h8 · Pion noir sur case noire a7 · Pion noir sur case blanche b7 · Pion noir sur case noire c7 · Cavalier noir sur case blanche d7 · Pion noir sur case blanche f7 · Pion noir sur case noire g7 · Pion noir sur case blanche h7 · Pion noir sur case blanche e6 · Cavalier noir sur case noire f6 · Pion noir sur case blanche d5 · Pion blanc sur case blanche c4 · Pion blanc sur case noire d4 · Cavalier blanc sur case blanche f3 · Pion blanc sur case noire g3 · Pion blanc sur case blanche a2 · Pion blanc sur case noire b2 · Pion blanc sur case blanche e2 · Pion blanc sur case noire f2 · Fou blanc sur case blanche g2 · Pion blanc sur case noire h2 · Tour blanche sur case noire a1 · Cavalier blanc sur case blanche b1 · Fou blanc sur case noire c1 · Dame blanche sur case blanche d1 · Roi blanc sur case noire e1 · Tour blanche sur case blanche h1 | Tour noire sur case blanche a8 · Fou noir sur case blanche c8 · Dame noire sur case noire d8 · Roi noir sur case blanche e8 · Fou noir sur case noire f8 · Tour noire sur case noire h8 · Pion noir sur case noire a7 · Pion noir sur case blanche b7 · Pion noir sur case noire c7 · Cavalier noir sur case blanche d7 · Pion noir sur case blanche f7 · Pion noir sur case noire g7 · Pion noir sur case blanche h7 · Pion noir sur case blanche e6 · Cavalier noir sur case noire f6 · Pion noir sur case blanche d5 · Pion blanc sur case blanche c4 · Pion blanc sur case noire d4 · Cavalier blanc sur case blanche f3 · Pion blanc sur case noire g3 · Pion blanc sur case blanche a2 · Pion blanc sur case noire b2 · Pion blanc sur case blanche e2 · Pion blanc sur case noire f2 · Fou blanc sur case blanche g2 · Pion blanc sur case noire h2 · Tour blanche sur case noire a1 · Cavalier blanc sur case blanche b1 · Fou blanc sur case noire c1 · Dame blanche sur case blanche d1 · Roi blanc sur case noire e1 · Tour blanche sur case blanche h1 | Tour noire sur case blanche a8 · Fou noir sur case blanche c8 · Dame noire sur case noire d8 · Roi noir sur case blanche e8 · Fou noir sur case noire f8 · Tour noire sur case noire h8 · Pion noir sur case noire a7 · Pion noir sur case blanche b7 · Pion noir sur case noire c7 · Cavalier noir sur case blanche d7 · Pion noir sur case blanche f7 · Pion noir sur case noire g7 · Pion noir sur case blanche h7 · Pion noir sur case blanche e6 · Cavalier noir sur case noire f6 · Pion noir sur case blanche d5 · Pion blanc sur case blanche c4 · Pion blanc sur case noire d4 · Cavalier blanc sur case blanche f3 · Pion blanc sur case noire g3 · Pion blanc sur case blanche a2 · Pion blanc sur case noire b2 · Pion blanc sur case blanche e2 · Pion blanc sur case noire f2 · Fou blanc sur case blanche g2 · Pion blanc sur case noire h2 · Tour blanche sur case noire a1 · Cavalier blanc sur case blanche b1 · Fou blanc sur case noire c1 · Dame blanche sur case blanche d1 · Roi blanc sur case noire e1 · Tour blanche sur case blanche h1 | Tour noire sur case blanche a8 · Fou noir sur case blanche c8 · Dame noire sur case noire d8 · Roi noir sur case blanche e8 · Fou noir sur case noire f8 · Tour noire sur case noire h8 · Pion noir sur case noire a7 · Pion noir sur case blanche b7 · Pion noir sur case noire c7 · Cavalier noir sur case blanche d7 · Pion noir sur case blanche f7 · Pion noir sur case noire g7 · Pion noir sur case blanche h7 · Pion noir sur case blanche e6 · Cavalier noir sur case noire f6 · Pion noir sur case blanche d5 · Pion blanc sur case blanche c4 · Pion blanc sur case noire d4 · Cavalier blanc sur case blanche f3 · Pion blanc sur case noire g3 · Pion blanc sur case blanche a2 · Pion blanc sur case noire b2 · Pion blanc sur case blanche e2 · Pion blanc sur case noire f2 · Fou blanc sur case blanche g2 · Pion blanc sur case noire h2 · Tour blanche sur case noire a1 · Cavalier blanc sur case blanche b1 · Fou blanc sur case noire c1 · Dame blanche sur case blanche d1 · Roi blanc sur case noire e1 · Tour blanche sur case blanche h1 | Tour noire sur case blanche a8 · Fou noir sur case blanche c8 · Dame noire sur case noire d8 · Roi noir sur case blanche e8 · Fou noir sur case noire f8 · Tour noire sur case noire h8 · Pion noir sur case noire a7 · Pion noir sur case blanche b7 · Pion noir sur case noire c7 · Cavalier noir sur case blanche d7 · Pion noir sur case blanche f7 · Pion noir sur case noire g7 · Pion noir sur case blanche h7 · Pion noir sur case blanche e6 · Cavalier noir sur case noire f6 · Pion noir sur case blanche d5 · Pion blanc sur case blanche c4 · Pion blanc sur case noire d4 · Cavalier blanc sur case blanche f3 · Pion blanc sur case noire g3 · Pion blanc sur case blanche a2 · Pion blanc sur case noire b2 · Pion blanc sur case blanche e2 · Pion blanc sur case noire f2 · Fou blanc sur case blanche g2 · Pion blanc sur case noire h2 · Tour blanche sur case noire a1 · Cavalier blanc sur case blanche b1 · Fou blanc sur case noire c1 · Dame blanche sur case blanche d1 · Roi blanc sur case noire e1 · Tour blanche sur case blanche h1 | 5 |
| 4 | Tour noire sur case blanche a8 · Fou noir sur case blanche c8 · Dame noire sur case noire d8 · Roi noir sur case blanche e8 · Fou noir sur case noire f8 · Tour noire sur case noire h8 · Pion noir sur case noire a7 · Pion noir sur case blanche b7 · Pion noir sur case noire c7 · Cavalier noir sur case blanche d7 · Pion noir sur case blanche f7 · Pion noir sur case noire g7 · Pion noir sur case blanche h7 · Pion noir sur case blanche e6 · Cavalier noir sur case noire f6 · Pion noir sur case blanche d5 · Pion blanc sur case blanche c4 · Pion blanc sur case noire d4 · Cavalier blanc sur case blanche f3 · Pion blanc sur case noire g3 · Pion blanc sur case blanche a2 · Pion blanc sur case noire b2 · Pion blanc sur case blanche e2 · Pion blanc sur case noire f2 · Fou blanc sur case blanche g2 · Pion blanc sur case noire h2 · Tour blanche sur case noire a1 · Cavalier blanc sur case blanche b1 · Fou blanc sur case noire c1 · Dame blanche sur case blanche d1 · Roi blanc sur case noire e1 · Tour blanche sur case blanche h1 | Tour noire sur case blanche a8 · Fou noir sur case blanche c8 · Dame noire sur case noire d8 · Roi noir sur case blanche e8 · Fou noir sur case noire f8 · Tour noire sur case noire h8 · Pion noir sur case noire a7 · Pion noir sur case blanche b7 · Pion noir sur case noire c7 · Cavalier noir sur case blanche d7 · Pion noir sur case blanche f7 · Pion noir sur case noire g7 · Pion noir sur case blanche h7 · Pion noir sur case blanche e6 · Cavalier noir sur case noire f6 · Pion noir sur case blanche d5 · Pion blanc sur case blanche c4 · Pion blanc sur case noire d4 · Cavalier blanc sur case blanche f3 · Pion blanc sur case noire g3 · Pion blanc sur case blanche a2 · Pion blanc sur case noire b2 · Pion blanc sur case blanche e2 · Pion blanc sur case noire f2 · Fou blanc sur case blanche g2 · Pion blanc sur case noire h2 · Tour blanche sur case noire a1 · Cavalier blanc sur case blanche b1 · Fou blanc sur case noire c1 · Dame blanche sur case blanche d1 · Roi blanc sur case noire e1 · Tour blanche sur case blanche h1 | Tour noire sur case blanche a8 · Fou noir sur case blanche c8 · Dame noire sur case noire d8 · Roi noir sur case blanche e8 · Fou noir sur case noire f8 · Tour noire sur case noire h8 · Pion noir sur case noire a7 · Pion noir sur case blanche b7 · Pion noir sur case noire c7 · Cavalier noir sur case blanche d7 · Pion noir sur case blanche f7 · Pion noir sur case noire g7 · Pion noir sur case blanche h7 · Pion noir sur case blanche e6 · Cavalier noir sur case noire f6 · Pion noir sur case blanche d5 · Pion blanc sur case blanche c4 · Pion blanc sur case noire d4 · Cavalier blanc sur case blanche f3 · Pion blanc sur case noire g3 · Pion blanc sur case blanche a2 · Pion blanc sur case noire b2 · Pion blanc sur case blanche e2 · Pion blanc sur case noire f2 · Fou blanc sur case blanche g2 · Pion blanc sur case noire h2 · Tour blanche sur case noire a1 · Cavalier blanc sur case blanche b1 · Fou blanc sur case noire c1 · Dame blanche sur case blanche d1 · Roi blanc sur case noire e1 · Tour blanche sur case blanche h1 | Tour noire sur case blanche a8 · Fou noir sur case blanche c8 · Dame noire sur case noire d8 · Roi noir sur case blanche e8 · Fou noir sur case noire f8 · Tour noire sur case noire h8 · Pion noir sur case noire a7 · Pion noir sur case blanche b7 · Pion noir sur case noire c7 · Cavalier noir sur case blanche d7 · Pion noir sur case blanche f7 · Pion noir sur case noire g7 · Pion noir sur case blanche h7 · Pion noir sur case blanche e6 · Cavalier noir sur case noire f6 · Pion noir sur case blanche d5 · Pion blanc sur case blanche c4 · Pion blanc sur case noire d4 · Cavalier blanc sur case blanche f3 · Pion blanc sur case noire g3 · Pion blanc sur case blanche a2 · Pion blanc sur case noire b2 · Pion blanc sur case blanche e2 · Pion blanc sur case noire f2 · Fou blanc sur case blanche g2 · Pion blanc sur case noire h2 · Tour blanche sur case noire a1 · Cavalier blanc sur case blanche b1 · Fou blanc sur case noire c1 · Dame blanche sur case blanche d1 · Roi blanc sur case noire e1 · Tour blanche sur case blanche h1 | Tour noire sur case blanche a8 · Fou noir sur case blanche c8 · Dame noire sur case noire d8 · Roi noir sur case blanche e8 · Fou noir sur case noire f8 · Tour noire sur case noire h8 · Pion noir sur case noire a7 · Pion noir sur case blanche b7 · Pion noir sur case noire c7 · Cavalier noir sur case blanche d7 · Pion noir sur case blanche f7 · Pion noir sur case noire g7 · Pion noir sur case blanche h7 · Pion noir sur case blanche e6 · Cavalier noir sur case noire f6 · Pion noir sur case blanche d5 · Pion blanc sur case blanche c4 · Pion blanc sur case noire d4 · Cavalier blanc sur case blanche f3 · Pion blanc sur case noire g3 · Pion blanc sur case blanche a2 · Pion blanc sur case noire b2 · Pion blanc sur case blanche e2 · Pion blanc sur case noire f2 · Fou blanc sur case blanche g2 · Pion blanc sur case noire h2 · Tour blanche sur case noire a1 · Cavalier blanc sur case blanche b1 · Fou blanc sur case noire c1 · Dame blanche sur case blanche d1 · Roi blanc sur case noire e1 · Tour blanche sur case blanche h1 | Tour noire sur case blanche a8 · Fou noir sur case blanche c8 · Dame noire sur case noire d8 · Roi noir sur case blanche e8 · Fou noir sur case noire f8 · Tour noire sur case noire h8 · Pion noir sur case noire a7 · Pion noir sur case blanche b7 · Pion noir sur case noire c7 · Cavalier noir sur case blanche d7 · Pion noir sur case blanche f7 · Pion noir sur case noire g7 · Pion noir sur case blanche h7 · Pion noir sur case blanche e6 · Cavalier noir sur case noire f6 · Pion noir sur case blanche d5 · Pion blanc sur case blanche c4 · Pion blanc sur case noire d4 · Cavalier blanc sur case blanche f3 · Pion blanc sur case noire g3 · Pion blanc sur case blanche a2 · Pion blanc sur case noire b2 · Pion blanc sur case blanche e2 · Pion blanc sur case noire f2 · Fou blanc sur case blanche g2 · Pion blanc sur case noire h2 · Tour blanche sur case noire a1 · Cavalier blanc sur case blanche b1 · Fou blanc sur case noire c1 · Dame blanche sur case blanche d1 · Roi blanc sur case noire e1 · Tour blanche sur case blanche h1 | Tour noire sur case blanche a8 · Fou noir sur case blanche c8 · Dame noire sur case noire d8 · Roi noir sur case blanche e8 · Fou noir sur case noire f8 · Tour noire sur case noire h8 · Pion noir sur case noire a7 · Pion noir sur case blanche b7 · Pion noir sur case noire c7 · Cavalier noir sur case blanche d7 · Pion noir sur case blanche f7 · Pion noir sur case noire g7 · Pion noir sur case blanche h7 · Pion noir sur case blanche e6 · Cavalier noir sur case noire f6 · Pion noir sur case blanche d5 · Pion blanc sur case blanche c4 · Pion blanc sur case noire d4 · Cavalier blanc sur case blanche f3 · Pion blanc sur case noire g3 · Pion blanc sur case blanche a2 · Pion blanc sur case noire b2 · Pion blanc sur case blanche e2 · Pion blanc sur case noire f2 · Fou blanc sur case blanche g2 · Pion blanc sur case noire h2 · Tour blanche sur case noire a1 · Cavalier blanc sur case blanche b1 · Fou blanc sur case noire c1 · Dame blanche sur case blanche d1 · Roi blanc sur case noire e1 · Tour blanche sur case blanche h1 | Tour noire sur case blanche a8 · Fou noir sur case blanche c8 · Dame noire sur case noire d8 · Roi noir sur case blanche e8 · Fou noir sur case noire f8 · Tour noire sur case noire h8 · Pion noir sur case noire a7 · Pion noir sur case blanche b7 · Pion noir sur case noire c7 · Cavalier noir sur case blanche d7 · Pion noir sur case blanche f7 · Pion noir sur case noire g7 · Pion noir sur case blanche h7 · Pion noir sur case blanche e6 · Cavalier noir sur case noire f6 · Pion noir sur case blanche d5 · Pion blanc sur case blanche c4 · Pion blanc sur case noire d4 · Cavalier blanc sur case blanche f3 · Pion blanc sur case noire g3 · Pion blanc sur case blanche a2 · Pion blanc sur case noire b2 · Pion blanc sur case blanche e2 · Pion blanc sur case noire f2 · Fou blanc sur case blanche g2 · Pion blanc sur case noire h2 · Tour blanche sur case noire a1 · Cavalier blanc sur case blanche b1 · Fou blanc sur case noire c1 · Dame blanche sur case blanche d1 · Roi blanc sur case noire e1 · Tour blanche sur case blanche h1 | 4 |
| 3 | Tour noire sur case blanche a8 · Fou noir sur case blanche c8 · Dame noire sur case noire d8 · Roi noir sur case blanche e8 · Fou noir sur case noire f8 · Tour noire sur case noire h8 · Pion noir sur case noire a7 · Pion noir sur case blanche b7 · Pion noir sur case noire c7 · Cavalier noir sur case blanche d7 · Pion noir sur case blanche f7 · Pion noir sur case noire g7 · Pion noir sur case blanche h7 · Pion noir sur case blanche e6 · Cavalier noir sur case noire f6 · Pion noir sur case blanche d5 · Pion blanc sur case blanche c4 · Pion blanc sur case noire d4 · Cavalier blanc sur case blanche f3 · Pion blanc sur case noire g3 · Pion blanc sur case blanche a2 · Pion blanc sur case noire b2 · Pion blanc sur case blanche e2 · Pion blanc sur case noire f2 · Fou blanc sur case blanche g2 · Pion blanc sur case noire h2 · Tour blanche sur case noire a1 · Cavalier blanc sur case blanche b1 · Fou blanc sur case noire c1 · Dame blanche sur case blanche d1 · Roi blanc sur case noire e1 · Tour blanche sur case blanche h1 | Tour noire sur case blanche a8 · Fou noir sur case blanche c8 · Dame noire sur case noire d8 · Roi noir sur case blanche e8 · Fou noir sur case noire f8 · Tour noire sur case noire h8 · Pion noir sur case noire a7 · Pion noir sur case blanche b7 · Pion noir sur case noire c7 · Cavalier noir sur case blanche d7 · Pion noir sur case blanche f7 · Pion noir sur case noire g7 · Pion noir sur case blanche h7 · Pion noir sur case blanche e6 · Cavalier noir sur case noire f6 · Pion noir sur case blanche d5 · Pion blanc sur case blanche c4 · Pion blanc sur case noire d4 · Cavalier blanc sur case blanche f3 · Pion blanc sur case noire g3 · Pion blanc sur case blanche a2 · Pion blanc sur case noire b2 · Pion blanc sur case blanche e2 · Pion blanc sur case noire f2 · Fou blanc sur case blanche g2 · Pion blanc sur case noire h2 · Tour blanche sur case noire a1 · Cavalier blanc sur case blanche b1 · Fou blanc sur case noire c1 · Dame blanche sur case blanche d1 · Roi blanc sur case noire e1 · Tour blanche sur case blanche h1 | Tour noire sur case blanche a8 · Fou noir sur case blanche c8 · Dame noire sur case noire d8 · Roi noir sur case blanche e8 · Fou noir sur case noire f8 · Tour noire sur case noire h8 · Pion noir sur case noire a7 · Pion noir sur case blanche b7 · Pion noir sur case noire c7 · Cavalier noir sur case blanche d7 · Pion noir sur case blanche f7 · Pion noir sur case noire g7 · Pion noir sur case blanche h7 · Pion noir sur case blanche e6 · Cavalier noir sur case noire f6 · Pion noir sur case blanche d5 · Pion blanc sur case blanche c4 · Pion blanc sur case noire d4 · Cavalier blanc sur case blanche f3 · Pion blanc sur case noire g3 · Pion blanc sur case blanche a2 · Pion blanc sur case noire b2 · Pion blanc sur case blanche e2 · Pion blanc sur case noire f2 · Fou blanc sur case blanche g2 · Pion blanc sur case noire h2 · Tour blanche sur case noire a1 · Cavalier blanc sur case blanche b1 · Fou blanc sur case noire c1 · Dame blanche sur case blanche d1 · Roi blanc sur case noire e1 · Tour blanche sur case blanche h1 | Tour noire sur case blanche a8 · Fou noir sur case blanche c8 · Dame noire sur case noire d8 · Roi noir sur case blanche e8 · Fou noir sur case noire f8 · Tour noire sur case noire h8 · Pion noir sur case noire a7 · Pion noir sur case blanche b7 · Pion noir sur case noire c7 · Cavalier noir sur case blanche d7 · Pion noir sur case blanche f7 · Pion noir sur case noire g7 · Pion noir sur case blanche h7 · Pion noir sur case blanche e6 · Cavalier noir sur case noire f6 · Pion noir sur case blanche d5 · Pion blanc sur case blanche c4 · Pion blanc sur case noire d4 · Cavalier blanc sur case blanche f3 · Pion blanc sur case noire g3 · Pion blanc sur case blanche a2 · Pion blanc sur case noire b2 · Pion blanc sur case blanche e2 · Pion blanc sur case noire f2 · Fou blanc sur case blanche g2 · Pion blanc sur case noire h2 · Tour blanche sur case noire a1 · Cavalier blanc sur case blanche b1 · Fou blanc sur case noire c1 · Dame blanche sur case blanche d1 · Roi blanc sur case noire e1 · Tour blanche sur case blanche h1 | Tour noire sur case blanche a8 · Fou noir sur case blanche c8 · Dame noire sur case noire d8 · Roi noir sur case blanche e8 · Fou noir sur case noire f8 · Tour noire sur case noire h8 · Pion noir sur case noire a7 · Pion noir sur case blanche b7 · Pion noir sur case noire c7 · Cavalier noir sur case blanche d7 · Pion noir sur case blanche f7 · Pion noir sur case noire g7 · Pion noir sur case blanche h7 · Pion noir sur case blanche e6 · Cavalier noir sur case noire f6 · Pion noir sur case blanche d5 · Pion blanc sur case blanche c4 · Pion blanc sur case noire d4 · Cavalier blanc sur case blanche f3 · Pion blanc sur case noire g3 · Pion blanc sur case blanche a2 · Pion blanc sur case noire b2 · Pion blanc sur case blanche e2 · Pion blanc sur case noire f2 · Fou blanc sur case blanche g2 · Pion blanc sur case noire h2 · Tour blanche sur case noire a1 · Cavalier blanc sur case blanche b1 · Fou blanc sur case noire c1 · Dame blanche sur case blanche d1 · Roi blanc sur case noire e1 · Tour blanche sur case blanche h1 | Tour noire sur case blanche a8 · Fou noir sur case blanche c8 · Dame noire sur case noire d8 · Roi noir sur case blanche e8 · Fou noir sur case noire f8 · Tour noire sur case noire h8 · Pion noir sur case noire a7 · Pion noir sur case blanche b7 · Pion noir sur case noire c7 · Cavalier noir sur case blanche d7 · Pion noir sur case blanche f7 · Pion noir sur case noire g7 · Pion noir sur case blanche h7 · Pion noir sur case blanche e6 · Cavalier noir sur case noire f6 · Pion noir sur case blanche d5 · Pion blanc sur case blanche c4 · Pion blanc sur case noire d4 · Cavalier blanc sur case blanche f3 · Pion blanc sur case noire g3 · Pion blanc sur case blanche a2 · Pion blanc sur case noire b2 · Pion blanc sur case blanche e2 · Pion blanc sur case noire f2 · Fou blanc sur case blanche g2 · Pion blanc sur case noire h2 · Tour blanche sur case noire a1 · Cavalier blanc sur case blanche b1 · Fou blanc sur case noire c1 · Dame blanche sur case blanche d1 · Roi blanc sur case noire e1 · Tour blanche sur case blanche h1 | Tour noire sur case blanche a8 · Fou noir sur case blanche c8 · Dame noire sur case noire d8 · Roi noir sur case blanche e8 · Fou noir sur case noire f8 · Tour noire sur case noire h8 · Pion noir sur case noire a7 · Pion noir sur case blanche b7 · Pion noir sur case noire c7 · Cavalier noir sur case blanche d7 · Pion noir sur case blanche f7 · Pion noir sur case noire g7 · Pion noir sur case blanche h7 · Pion noir sur case blanche e6 · Cavalier noir sur case noire f6 · Pion noir sur case blanche d5 · Pion blanc sur case blanche c4 · Pion blanc sur case noire d4 · Cavalier blanc sur case blanche f3 · Pion blanc sur case noire g3 · Pion blanc sur case blanche a2 · Pion blanc sur case noire b2 · Pion blanc sur case blanche e2 · Pion blanc sur case noire f2 · Fou blanc sur case blanche g2 · Pion blanc sur case noire h2 · Tour blanche sur case noire a1 · Cavalier blanc sur case blanche b1 · Fou blanc sur case noire c1 · Dame blanche sur case blanche d1 · Roi blanc sur case noire e1 · Tour blanche sur case blanche h1 | Tour noire sur case blanche a8 · Fou noir sur case blanche c8 · Dame noire sur case noire d8 · Roi noir sur case blanche e8 · Fou noir sur case noire f8 · Tour noire sur case noire h8 · Pion noir sur case noire a7 · Pion noir sur case blanche b7 · Pion noir sur case noire c7 · Cavalier noir sur case blanche d7 · Pion noir sur case blanche f7 · Pion noir sur case noire g7 · Pion noir sur case blanche h7 · Pion noir sur case blanche e6 · Cavalier noir sur case noire f6 · Pion noir sur case blanche d5 · Pion blanc sur case blanche c4 · Pion blanc sur case noire d4 · Cavalier blanc sur case blanche f3 · Pion blanc sur case noire g3 · Pion blanc sur case blanche a2 · Pion blanc sur case noire b2 · Pion blanc sur case blanche e2 · Pion blanc sur case noire f2 · Fou blanc sur case blanche g2 · Pion blanc sur case noire h2 · Tour blanche sur case noire a1 · Cavalier blanc sur case blanche b1 · Fou blanc sur case noire c1 · Dame blanche sur case blanche d1 · Roi blanc sur case noire e1 · Tour blanche sur case blanche h1 | 3 |
| 2 | Tour noire sur case blanche a8 · Fou noir sur case blanche c8 · Dame noire sur case noire d8 · Roi noir sur case blanche e8 · Fou noir sur case noire f8 · Tour noire sur case noire h8 · Pion noir sur case noire a7 · Pion noir sur case blanche b7 · Pion noir sur case noire c7 · Cavalier noir sur case blanche d7 · Pion noir sur case blanche f7 · Pion noir sur case noire g7 · Pion noir sur case blanche h7 · Pion noir sur case blanche e6 · Cavalier noir sur case noire f6 · Pion noir sur case blanche d5 · Pion blanc sur case blanche c4 · Pion blanc sur case noire d4 · Cavalier blanc sur case blanche f3 · Pion blanc sur case noire g3 · Pion blanc sur case blanche a2 · Pion blanc sur case noire b2 · Pion blanc sur case blanche e2 · Pion blanc sur case noire f2 · Fou blanc sur case blanche g2 · Pion blanc sur case noire h2 · Tour blanche sur case noire a1 · Cavalier blanc sur case blanche b1 · Fou blanc sur case noire c1 · Dame blanche sur case blanche d1 · Roi blanc sur case noire e1 · Tour blanche sur case blanche h1 | Tour noire sur case blanche a8 · Fou noir sur case blanche c8 · Dame noire sur case noire d8 · Roi noir sur case blanche e8 · Fou noir sur case noire f8 · Tour noire sur case noire h8 · Pion noir sur case noire a7 · Pion noir sur case blanche b7 · Pion noir sur case noire c7 · Cavalier noir sur case blanche d7 · Pion noir sur case blanche f7 · Pion noir sur case noire g7 · Pion noir sur case blanche h7 · Pion noir sur case blanche e6 · Cavalier noir sur case noire f6 · Pion noir sur case blanche d5 · Pion blanc sur case blanche c4 · Pion blanc sur case noire d4 · Cavalier blanc sur case blanche f3 · Pion blanc sur case noire g3 · Pion blanc sur case blanche a2 · Pion blanc sur case noire b2 · Pion blanc sur case blanche e2 · Pion blanc sur case noire f2 · Fou blanc sur case blanche g2 · Pion blanc sur case noire h2 · Tour blanche sur case noire a1 · Cavalier blanc sur case blanche b1 · Fou blanc sur case noire c1 · Dame blanche sur case blanche d1 · Roi blanc sur case noire e1 · Tour blanche sur case blanche h1 | Tour noire sur case blanche a8 · Fou noir sur case blanche c8 · Dame noire sur case noire d8 · Roi noir sur case blanche e8 · Fou noir sur case noire f8 · Tour noire sur case noire h8 · Pion noir sur case noire a7 · Pion noir sur case blanche b7 · Pion noir sur case noire c7 · Cavalier noir sur case blanche d7 · Pion noir sur case blanche f7 · Pion noir sur case noire g7 · Pion noir sur case blanche h7 · Pion noir sur case blanche e6 · Cavalier noir sur case noire f6 · Pion noir sur case blanche d5 · Pion blanc sur case blanche c4 · Pion blanc sur case noire d4 · Cavalier blanc sur case blanche f3 · Pion blanc sur case noire g3 · Pion blanc sur case blanche a2 · Pion blanc sur case noire b2 · Pion blanc sur case blanche e2 · Pion blanc sur case noire f2 · Fou blanc sur case blanche g2 · Pion blanc sur case noire h2 · Tour blanche sur case noire a1 · Cavalier blanc sur case blanche b1 · Fou blanc sur case noire c1 · Dame blanche sur case blanche d1 · Roi blanc sur case noire e1 · Tour blanche sur case blanche h1 | Tour noire sur case blanche a8 · Fou noir sur case blanche c8 · Dame noire sur case noire d8 · Roi noir sur case blanche e8 · Fou noir sur case noire f8 · Tour noire sur case noire h8 · Pion noir sur case noire a7 · Pion noir sur case blanche b7 · Pion noir sur case noire c7 · Cavalier noir sur case blanche d7 · Pion noir sur case blanche f7 · Pion noir sur case noire g7 · Pion noir sur case blanche h7 · Pion noir sur case blanche e6 · Cavalier noir sur case noire f6 · Pion noir sur case blanche d5 · Pion blanc sur case blanche c4 · Pion blanc sur case noire d4 · Cavalier blanc sur case blanche f3 · Pion blanc sur case noire g3 · Pion blanc sur case blanche a2 · Pion blanc sur case noire b2 · Pion blanc sur case blanche e2 · Pion blanc sur case noire f2 · Fou blanc sur case blanche g2 · Pion blanc sur case noire h2 · Tour blanche sur case noire a1 · Cavalier blanc sur case blanche b1 · Fou blanc sur case noire c1 · Dame blanche sur case blanche d1 · Roi blanc sur case noire e1 · Tour blanche sur case blanche h1 | Tour noire sur case blanche a8 · Fou noir sur case blanche c8 · Dame noire sur case noire d8 · Roi noir sur case blanche e8 · Fou noir sur case noire f8 · Tour noire sur case noire h8 · Pion noir sur case noire a7 · Pion noir sur case blanche b7 · Pion noir sur case noire c7 · Cavalier noir sur case blanche d7 · Pion noir sur case blanche f7 · Pion noir sur case noire g7 · Pion noir sur case blanche h7 · Pion noir sur case blanche e6 · Cavalier noir sur case noire f6 · Pion noir sur case blanche d5 · Pion blanc sur case blanche c4 · Pion blanc sur case noire d4 · Cavalier blanc sur case blanche f3 · Pion blanc sur case noire g3 · Pion blanc sur case blanche a2 · Pion blanc sur case noire b2 · Pion blanc sur case blanche e2 · Pion blanc sur case noire f2 · Fou blanc sur case blanche g2 · Pion blanc sur case noire h2 · Tour blanche sur case noire a1 · Cavalier blanc sur case blanche b1 · Fou blanc sur case noire c1 · Dame blanche sur case blanche d1 · Roi blanc sur case noire e1 · Tour blanche sur case blanche h1 | Tour noire sur case blanche a8 · Fou noir sur case blanche c8 · Dame noire sur case noire d8 · Roi noir sur case blanche e8 · Fou noir sur case noire f8 · Tour noire sur case noire h8 · Pion noir sur case noire a7 · Pion noir sur case blanche b7 · Pion noir sur case noire c7 · Cavalier noir sur case blanche d7 · Pion noir sur case blanche f7 · Pion noir sur case noire g7 · Pion noir sur case blanche h7 · Pion noir sur case blanche e6 · Cavalier noir sur case noire f6 · Pion noir sur case blanche d5 · Pion blanc sur case blanche c4 · Pion blanc sur case noire d4 · Cavalier blanc sur case blanche f3 · Pion blanc sur case noire g3 · Pion blanc sur case blanche a2 · Pion blanc sur case noire b2 · Pion blanc sur case blanche e2 · Pion blanc sur case noire f2 · Fou blanc sur case blanche g2 · Pion blanc sur case noire h2 · Tour blanche sur case noire a1 · Cavalier blanc sur case blanche b1 · Fou blanc sur case noire c1 · Dame blanche sur case blanche d1 · Roi blanc sur case noire e1 · Tour blanche sur case blanche h1 | Tour noire sur case blanche a8 · Fou noir sur case blanche c8 · Dame noire sur case noire d8 · Roi noir sur case blanche e8 · Fou noir sur case noire f8 · Tour noire sur case noire h8 · Pion noir sur case noire a7 · Pion noir sur case blanche b7 · Pion noir sur case noire c7 · Cavalier noir sur case blanche d7 · Pion noir sur case blanche f7 · Pion noir sur case noire g7 · Pion noir sur case blanche h7 · Pion noir sur case blanche e6 · Cavalier noir sur case noire f6 · Pion noir sur case blanche d5 · Pion blanc sur case blanche c4 · Pion blanc sur case noire d4 · Cavalier blanc sur case blanche f3 · Pion blanc sur case noire g3 · Pion blanc sur case blanche a2 · Pion blanc sur case noire b2 · Pion blanc sur case blanche e2 · Pion blanc sur case noire f2 · Fou blanc sur case blanche g2 · Pion blanc sur case noire h2 · Tour blanche sur case noire a1 · Cavalier blanc sur case blanche b1 · Fou blanc sur case noire c1 · Dame blanche sur case blanche d1 · Roi blanc sur case noire e1 · Tour blanche sur case blanche h1 | Tour noire sur case blanche a8 · Fou noir sur case blanche c8 · Dame noire sur case noire d8 · Roi noir sur case blanche e8 · Fou noir sur case noire f8 · Tour noire sur case noire h8 · Pion noir sur case noire a7 · Pion noir sur case blanche b7 · Pion noir sur case noire c7 · Cavalier noir sur case blanche d7 · Pion noir sur case blanche f7 · Pion noir sur case noire g7 · Pion noir sur case blanche h7 · Pion noir sur case blanche e6 · Cavalier noir sur case noire f6 · Pion noir sur case blanche d5 · Pion blanc sur case blanche c4 · Pion blanc sur case noire d4 · Cavalier blanc sur case blanche f3 · Pion blanc sur case noire g3 · Pion blanc sur case blanche a2 · Pion blanc sur case noire b2 · Pion blanc sur case blanche e2 · Pion blanc sur case noire f2 · Fou blanc sur case blanche g2 · Pion blanc sur case noire h2 · Tour blanche sur case noire a1 · Cavalier blanc sur case blanche b1 · Fou blanc sur case noire c1 · Dame blanche sur case blanche d1 · Roi blanc sur case noire e1 · Tour blanche sur case blanche h1 | 2 |
| 1 | Tour noire sur case blanche a8 · Fou noir sur case blanche c8 · Dame noire sur case noire d8 · Roi noir sur case blanche e8 · Fou noir sur case noire f8 · Tour noire sur case noire h8 · Pion noir sur case noire a7 · Pion noir sur case blanche b7 · Pion noir sur case noire c7 · Cavalier noir sur case blanche d7 · Pion noir sur case blanche f7 · Pion noir sur case noire g7 · Pion noir sur case blanche h7 · Pion noir sur case blanche e6 · Cavalier noir sur case noire f6 · Pion noir sur case blanche d5 · Pion blanc sur case blanche c4 · Pion blanc sur case noire d4 · Cavalier blanc sur case blanche f3 · Pion blanc sur case noire g3 · Pion blanc sur case blanche a2 · Pion blanc sur case noire b2 · Pion blanc sur case blanche e2 · Pion blanc sur case noire f2 · Fou blanc sur case blanche g2 · Pion blanc sur case noire h2 · Tour blanche sur case noire a1 · Cavalier blanc sur case blanche b1 · Fou blanc sur case noire c1 · Dame blanche sur case blanche d1 · Roi blanc sur case noire e1 · Tour blanche sur case blanche h1 | Tour noire sur case blanche a8 · Fou noir sur case blanche c8 · Dame noire sur case noire d8 · Roi noir sur case blanche e8 · Fou noir sur case noire f8 · Tour noire sur case noire h8 · Pion noir sur case noire a7 · Pion noir sur case blanche b7 · Pion noir sur case noire c7 · Cavalier noir sur case blanche d7 · Pion noir sur case blanche f7 · Pion noir sur case noire g7 · Pion noir sur case blanche h7 · Pion noir sur case blanche e6 · Cavalier noir sur case noire f6 · Pion noir sur case blanche d5 · Pion blanc sur case blanche c4 · Pion blanc sur case noire d4 · Cavalier blanc sur case blanche f3 · Pion blanc sur case noire g3 · Pion blanc sur case blanche a2 · Pion blanc sur case noire b2 · Pion blanc sur case blanche e2 · Pion blanc sur case noire f2 · Fou blanc sur case blanche g2 · Pion blanc sur case noire h2 · Tour blanche sur case noire a1 · Cavalier blanc sur case blanche b1 · Fou blanc sur case noire c1 · Dame blanche sur case blanche d1 · Roi blanc sur case noire e1 · Tour blanche sur case blanche h1 | Tour noire sur case blanche a8 · Fou noir sur case blanche c8 · Dame noire sur case noire d8 · Roi noir sur case blanche e8 · Fou noir sur case noire f8 · Tour noire sur case noire h8 · Pion noir sur case noire a7 · Pion noir sur case blanche b7 · Pion noir sur case noire c7 · Cavalier noir sur case blanche d7 · Pion noir sur case blanche f7 · Pion noir sur case noire g7 · Pion noir sur case blanche h7 · Pion noir sur case blanche e6 · Cavalier noir sur case noire f6 · Pion noir sur case blanche d5 · Pion blanc sur case blanche c4 · Pion blanc sur case noire d4 · Cavalier blanc sur case blanche f3 · Pion blanc sur case noire g3 · Pion blanc sur case blanche a2 · Pion blanc sur case noire b2 · Pion blanc sur case blanche e2 · Pion blanc sur case noire f2 · Fou blanc sur case blanche g2 · Pion blanc sur case noire h2 · Tour blanche sur case noire a1 · Cavalier blanc sur case blanche b1 · Fou blanc sur case noire c1 · Dame blanche sur case blanche d1 · Roi blanc sur case noire e1 · Tour blanche sur case blanche h1 | Tour noire sur case blanche a8 · Fou noir sur case blanche c8 · Dame noire sur case noire d8 · Roi noir sur case blanche e8 · Fou noir sur case noire f8 · Tour noire sur case noire h8 · Pion noir sur case noire a7 · Pion noir sur case blanche b7 · Pion noir sur case noire c7 · Cavalier noir sur case blanche d7 · Pion noir sur case blanche f7 · Pion noir sur case noire g7 · Pion noir sur case blanche h7 · Pion noir sur case blanche e6 · Cavalier noir sur case noire f6 · Pion noir sur case blanche d5 · Pion blanc sur case blanche c4 · Pion blanc sur case noire d4 · Cavalier blanc sur case blanche f3 · Pion blanc sur case noire g3 · Pion blanc sur case blanche a2 · Pion blanc sur case noire b2 · Pion blanc sur case blanche e2 · Pion blanc sur case noire f2 · Fou blanc sur case blanche g2 · Pion blanc sur case noire h2 · Tour blanche sur case noire a1 · Cavalier blanc sur case blanche b1 · Fou blanc sur case noire c1 · Dame blanche sur case blanche d1 · Roi blanc sur case noire e1 · Tour blanche sur case blanche h1 | Tour noire sur case blanche a8 · Fou noir sur case blanche c8 · Dame noire sur case noire d8 · Roi noir sur case blanche e8 · Fou noir sur case noire f8 · Tour noire sur case noire h8 · Pion noir sur case noire a7 · Pion noir sur case blanche b7 · Pion noir sur case noire c7 · Cavalier noir sur case blanche d7 · Pion noir sur case blanche f7 · Pion noir sur case noire g7 · Pion noir sur case blanche h7 · Pion noir sur case blanche e6 · Cavalier noir sur case noire f6 · Pion noir sur case blanche d5 · Pion blanc sur case blanche c4 · Pion blanc sur case noire d4 · Cavalier blanc sur case blanche f3 · Pion blanc sur case noire g3 · Pion blanc sur case blanche a2 · Pion blanc sur case noire b2 · Pion blanc sur case blanche e2 · Pion blanc sur case noire f2 · Fou blanc sur case blanche g2 · Pion blanc sur case noire h2 · Tour blanche sur case noire a1 · Cavalier blanc sur case blanche b1 · Fou blanc sur case noire c1 · Dame blanche sur case blanche d1 · Roi blanc sur case noire e1 · Tour blanche sur case blanche h1 | Tour noire sur case blanche a8 · Fou noir sur case blanche c8 · Dame noire sur case noire d8 · Roi noir sur case blanche e8 · Fou noir sur case noire f8 · Tour noire sur case noire h8 · Pion noir sur case noire a7 · Pion noir sur case blanche b7 · Pion noir sur case noire c7 · Cavalier noir sur case blanche d7 · Pion noir sur case blanche f7 · Pion noir sur case noire g7 · Pion noir sur case blanche h7 · Pion noir sur case blanche e6 · Cavalier noir sur case noire f6 · Pion noir sur case blanche d5 · Pion blanc sur case blanche c4 · Pion blanc sur case noire d4 · Cavalier blanc sur case blanche f3 · Pion blanc sur case noire g3 · Pion blanc sur case blanche a2 · Pion blanc sur case noire b2 · Pion blanc sur case blanche e2 · Pion blanc sur case noire f2 · Fou blanc sur case blanche g2 · Pion blanc sur case noire h2 · Tour blanche sur case noire a1 · Cavalier blanc sur case blanche b1 · Fou blanc sur case noire c1 · Dame blanche sur case blanche d1 · Roi blanc sur case noire e1 · Tour blanche sur case blanche h1 | Tour noire sur case blanche a8 · Fou noir sur case blanche c8 · Dame noire sur case noire d8 · Roi noir sur case blanche e8 · Fou noir sur case noire f8 · Tour noire sur case noire h8 · Pion noir sur case noire a7 · Pion noir sur case blanche b7 · Pion noir sur case noire c7 · Cavalier noir sur case blanche d7 · Pion noir sur case blanche f7 · Pion noir sur case noire g7 · Pion noir sur case blanche h7 · Pion noir sur case blanche e6 · Cavalier noir sur case noire f6 · Pion noir sur case blanche d5 · Pion blanc sur case blanche c4 · Pion blanc sur case noire d4 · Cavalier blanc sur case blanche f3 · Pion blanc sur case noire g3 · Pion blanc sur case blanche a2 · Pion blanc sur case noire b2 · Pion blanc sur case blanche e2 · Pion blanc sur case noire f2 · Fou blanc sur case blanche g2 · Pion blanc sur case noire h2 · Tour blanche sur case noire a1 · Cavalier blanc sur case blanche b1 · Fou blanc sur case noire c1 · Dame blanche sur case blanche d1 · Roi blanc sur case noire e1 · Tour blanche sur case blanche h1 | Tour noire sur case blanche a8 · Fou noir sur case blanche c8 · Dame noire sur case noire d8 · Roi noir sur case blanche e8 · Fou noir sur case noire f8 · Tour noire sur case noire h8 · Pion noir sur case noire a7 · Pion noir sur case blanche b7 · Pion noir sur case noire c7 · Cavalier noir sur case blanche d7 · Pion noir sur case blanche f7 · Pion noir sur case noire g7 · Pion noir sur case blanche h7 · Pion noir sur case blanche e6 · Cavalier noir sur case noire f6 · Pion noir sur case blanche d5 · Pion blanc sur case blanche c4 · Pion blanc sur case noire d4 · Cavalier blanc sur case blanche f3 · Pion blanc sur case noire g3 · Pion blanc sur case blanche a2 · Pion blanc sur case noire b2 · Pion blanc sur case blanche e2 · Pion blanc sur case noire f2 · Fou blanc sur case blanche g2 · Pion blanc sur case noire h2 · Tour blanche sur case noire a1 · Cavalier blanc sur case blanche b1 · Fou blanc sur case noire c1 · Dame blanche sur case blanche d1 · Roi blanc sur case noire e1 · Tour blanche sur case blanche h1 | 1 |
|   | a | b | c | d | e | f | g | h |   |

|   | a | b | c | d | e | f | g | h |   |
| 8 | Tour noire sur case blanche a8 · Fou noir sur case blanche c8 · Dame noire sur case noire d8 · Roi noir sur case blanche e8 · Tour noire sur case noire h8 · Pion noir sur case noire a7 · Pion noir sur case blanche b7 · Pion noir sur case blanche d7 · Pion noir sur case noire e7 · Pion noir sur case blanche f7 · Fou noir sur case noire g7 · Pion noir sur case blanche h7 · Cavalier noir sur case blanche c6 · Cavalier noir sur case noire f6 · Pion noir sur case blanche g6 · Cavalier blanc sur case noire d4 · Pion blanc sur case blanche e4 · Cavalier blanc sur case noire c3 · Fou blanc sur case noire e3 · Pion blanc sur case blanche f3 · Pion blanc sur case blanche a2 · Pion blanc sur case noire b2 · Pion blanc sur case blanche c2 · Pion blanc sur case blanche g2 · Pion blanc sur case noire h2 · Tour blanche sur case noire a1 · Dame blanche sur case blanche d1 · Roi blanc sur case noire e1 · Fou blanc sur case blanche f1 · Tour blanche sur case blanche h1 | Tour noire sur case blanche a8 · Fou noir sur case blanche c8 · Dame noire sur case noire d8 · Roi noir sur case blanche e8 · Tour noire sur case noire h8 · Pion noir sur case noire a7 · Pion noir sur case blanche b7 · Pion noir sur case blanche d7 · Pion noir sur case noire e7 · Pion noir sur case blanche f7 · Fou noir sur case noire g7 · Pion noir sur case blanche h7 · Cavalier noir sur case blanche c6 · Cavalier noir sur case noire f6 · Pion noir sur case blanche g6 · Cavalier blanc sur case noire d4 · Pion blanc sur case blanche e4 · Cavalier blanc sur case noire c3 · Fou blanc sur case noire e3 · Pion blanc sur case blanche f3 · Pion blanc sur case blanche a2 · Pion blanc sur case noire b2 · Pion blanc sur case blanche c2 · Pion blanc sur case blanche g2 · Pion blanc sur case noire h2 · Tour blanche sur case noire a1 · Dame blanche sur case blanche d1 · Roi blanc sur case noire e1 · Fou blanc sur case blanche f1 · Tour blanche sur case blanche h1 | Tour noire sur case blanche a8 · Fou noir sur case blanche c8 · Dame noire sur case noire d8 · Roi noir sur case blanche e8 · Tour noire sur case noire h8 · Pion noir sur case noire a7 · Pion noir sur case blanche b7 · Pion noir sur case blanche d7 · Pion noir sur case noire e7 · Pion noir sur case blanche f7 · Fou noir sur case noire g7 · Pion noir sur case blanche h7 · Cavalier noir sur case blanche c6 · Cavalier noir sur case noire f6 · Pion noir sur case blanche g6 · Cavalier blanc sur case noire d4 · Pion blanc sur case blanche e4 · Cavalier blanc sur case noire c3 · Fou blanc sur case noire e3 · Pion blanc sur case blanche f3 · Pion blanc sur case blanche a2 · Pion blanc sur case noire b2 · Pion blanc sur case blanche c2 · Pion blanc sur case blanche g2 · Pion blanc sur case noire h2 · Tour blanche sur case noire a1 · Dame blanche sur case blanche d1 · Roi blanc sur case noire e1 · Fou blanc sur case blanche f1 · Tour blanche sur case blanche h1 | Tour noire sur case blanche a8 · Fou noir sur case blanche c8 · Dame noire sur case noire d8 · Roi noir sur case blanche e8 · Tour noire sur case noire h8 · Pion noir sur case noire a7 · Pion noir sur case blanche b7 · Pion noir sur case blanche d7 · Pion noir sur case noire e7 · Pion noir sur case blanche f7 · Fou noir sur case noire g7 · Pion noir sur case blanche h7 · Cavalier noir sur case blanche c6 · Cavalier noir sur case noire f6 · Pion noir sur case blanche g6 · Cavalier blanc sur case noire d4 · Pion blanc sur case blanche e4 · Cavalier blanc sur case noire c3 · Fou blanc sur case noire e3 · Pion blanc sur case blanche f3 · Pion blanc sur case blanche a2 · Pion blanc sur case noire b2 · Pion blanc sur case blanche c2 · Pion blanc sur case blanche g2 · Pion blanc sur case noire h2 · Tour blanche sur case noire a1 · Dame blanche sur case blanche d1 · Roi blanc sur case noire e1 · Fou blanc sur case blanche f1 · Tour blanche sur case blanche h1 | Tour noire sur case blanche a8 · Fou noir sur case blanche c8 · Dame noire sur case noire d8 · Roi noir sur case blanche e8 · Tour noire sur case noire h8 · Pion noir sur case noire a7 · Pion noir sur case blanche b7 · Pion noir sur case blanche d7 · Pion noir sur case noire e7 · Pion noir sur case blanche f7 · Fou noir sur case noire g7 · Pion noir sur case blanche h7 · Cavalier noir sur case blanche c6 · Cavalier noir sur case noire f6 · Pion noir sur case blanche g6 · Cavalier blanc sur case noire d4 · Pion blanc sur case blanche e4 · Cavalier blanc sur case noire c3 · Fou blanc sur case noire e3 · Pion blanc sur case blanche f3 · Pion blanc sur case blanche a2 · Pion blanc sur case noire b2 · Pion blanc sur case blanche c2 · Pion blanc sur case blanche g2 · Pion blanc sur case noire h2 · Tour blanche sur case noire a1 · Dame blanche sur case blanche d1 · Roi blanc sur case noire e1 · Fou blanc sur case blanche f1 · Tour blanche sur case blanche h1 | Tour noire sur case blanche a8 · Fou noir sur case blanche c8 · Dame noire sur case noire d8 · Roi noir sur case blanche e8 · Tour noire sur case noire h8 · Pion noir sur case noire a7 · Pion noir sur case blanche b7 · Pion noir sur case blanche d7 · Pion noir sur case noire e7 · Pion noir sur case blanche f7 · Fou noir sur case noire g7 · Pion noir sur case blanche h7 · Cavalier noir sur case blanche c6 · Cavalier noir sur case noire f6 · Pion noir sur case blanche g6 · Cavalier blanc sur case noire d4 · Pion blanc sur case blanche e4 · Cavalier blanc sur case noire c3 · Fou blanc sur case noire e3 · Pion blanc sur case blanche f3 · Pion blanc sur case blanche a2 · Pion blanc sur case noire b2 · Pion blanc sur case blanche c2 · Pion blanc sur case blanche g2 · Pion blanc sur case noire h2 · Tour blanche sur case noire a1 · Dame blanche sur case blanche d1 · Roi blanc sur case noire e1 · Fou blanc sur case blanche f1 · Tour blanche sur case blanche h1 | Tour noire sur case blanche a8 · Fou noir sur case blanche c8 · Dame noire sur case noire d8 · Roi noir sur case blanche e8 · Tour noire sur case noire h8 · Pion noir sur case noire a7 · Pion noir sur case blanche b7 · Pion noir sur case blanche d7 · Pion noir sur case noire e7 · Pion noir sur case blanche f7 · Fou noir sur case noire g7 · Pion noir sur case blanche h7 · Cavalier noir sur case blanche c6 · Cavalier noir sur case noire f6 · Pion noir sur case blanche g6 · Cavalier blanc sur case noire d4 · Pion blanc sur case blanche e4 · Cavalier blanc sur case noire c3 · Fou blanc sur case noire e3 · Pion blanc sur case blanche f3 · Pion blanc sur case blanche a2 · Pion blanc sur case noire b2 · Pion blanc sur case blanche c2 · Pion blanc sur case blanche g2 · Pion blanc sur case noire h2 · Tour blanche sur case noire a1 · Dame blanche sur case blanche d1 · Roi blanc sur case noire e1 · Fou blanc sur case blanche f1 · Tour blanche sur case blanche h1 | Tour noire sur case blanche a8 · Fou noir sur case blanche c8 · Dame noire sur case noire d8 · Roi noir sur case blanche e8 · Tour noire sur case noire h8 · Pion noir sur case noire a7 · Pion noir sur case blanche b7 · Pion noir sur case blanche d7 · Pion noir sur case noire e7 · Pion noir sur case blanche f7 · Fou noir sur case noire g7 · Pion noir sur case blanche h7 · Cavalier noir sur case blanche c6 · Cavalier noir sur case noire f6 · Pion noir sur case blanche g6 · Cavalier blanc sur case noire d4 · Pion blanc sur case blanche e4 · Cavalier blanc sur case noire c3 · Fou blanc sur case noire e3 · Pion blanc sur case blanche f3 · Pion blanc sur case blanche a2 · Pion blanc sur case noire b2 · Pion blanc sur case blanche c2 · Pion blanc sur case blanche g2 · Pion blanc sur case noire h2 · Tour blanche sur case noire a1 · Dame blanche sur case blanche d1 · Roi blanc sur case noire e1 · Fou blanc sur case blanche f1 · Tour blanche sur case blanche h1 | 8 |
| 7 | Tour noire sur case blanche a8 · Fou noir sur case blanche c8 · Dame noire sur case noire d8 · Roi noir sur case blanche e8 · Tour noire sur case noire h8 · Pion noir sur case noire a7 · Pion noir sur case blanche b7 · Pion noir sur case blanche d7 · Pion noir sur case noire e7 · Pion noir sur case blanche f7 · Fou noir sur case noire g7 · Pion noir sur case blanche h7 · Cavalier noir sur case blanche c6 · Cavalier noir sur case noire f6 · Pion noir sur case blanche g6 · Cavalier blanc sur case noire d4 · Pion blanc sur case blanche e4 · Cavalier blanc sur case noire c3 · Fou blanc sur case noire e3 · Pion blanc sur case blanche f3 · Pion blanc sur case blanche a2 · Pion blanc sur case noire b2 · Pion blanc sur case blanche c2 · Pion blanc sur case blanche g2 · Pion blanc sur case noire h2 · Tour blanche sur case noire a1 · Dame blanche sur case blanche d1 · Roi blanc sur case noire e1 · Fou blanc sur case blanche f1 · Tour blanche sur case blanche h1 | Tour noire sur case blanche a8 · Fou noir sur case blanche c8 · Dame noire sur case noire d8 · Roi noir sur case blanche e8 · Tour noire sur case noire h8 · Pion noir sur case noire a7 · Pion noir sur case blanche b7 · Pion noir sur case blanche d7 · Pion noir sur case noire e7 · Pion noir sur case blanche f7 · Fou noir sur case noire g7 · Pion noir sur case blanche h7 · Cavalier noir sur case blanche c6 · Cavalier noir sur case noire f6 · Pion noir sur case blanche g6 · Cavalier blanc sur case noire d4 · Pion blanc sur case blanche e4 · Cavalier blanc sur case noire c3 · Fou blanc sur case noire e3 · Pion blanc sur case blanche f3 · Pion blanc sur case blanche a2 · Pion blanc sur case noire b2 · Pion blanc sur case blanche c2 · Pion blanc sur case blanche g2 · Pion blanc sur case noire h2 · Tour blanche sur case noire a1 · Dame blanche sur case blanche d1 · Roi blanc sur case noire e1 · Fou blanc sur case blanche f1 · Tour blanche sur case blanche h1 | Tour noire sur case blanche a8 · Fou noir sur case blanche c8 · Dame noire sur case noire d8 · Roi noir sur case blanche e8 · Tour noire sur case noire h8 · Pion noir sur case noire a7 · Pion noir sur case blanche b7 · Pion noir sur case blanche d7 · Pion noir sur case noire e7 · Pion noir sur case blanche f7 · Fou noir sur case noire g7 · Pion noir sur case blanche h7 · Cavalier noir sur case blanche c6 · Cavalier noir sur case noire f6 · Pion noir sur case blanche g6 · Cavalier blanc sur case noire d4 · Pion blanc sur case blanche e4 · Cavalier blanc sur case noire c3 · Fou blanc sur case noire e3 · Pion blanc sur case blanche f3 · Pion blanc sur case blanche a2 · Pion blanc sur case noire b2 · Pion blanc sur case blanche c2 · Pion blanc sur case blanche g2 · Pion blanc sur case noire h2 · Tour blanche sur case noire a1 · Dame blanche sur case blanche d1 · Roi blanc sur case noire e1 · Fou blanc sur case blanche f1 · Tour blanche sur case blanche h1 | Tour noire sur case blanche a8 · Fou noir sur case blanche c8 · Dame noire sur case noire d8 · Roi noir sur case blanche e8 · Tour noire sur case noire h8 · Pion noir sur case noire a7 · Pion noir sur case blanche b7 · Pion noir sur case blanche d7 · Pion noir sur case noire e7 · Pion noir sur case blanche f7 · Fou noir sur case noire g7 · Pion noir sur case blanche h7 · Cavalier noir sur case blanche c6 · Cavalier noir sur case noire f6 · Pion noir sur case blanche g6 · Cavalier blanc sur case noire d4 · Pion blanc sur case blanche e4 · Cavalier blanc sur case noire c3 · Fou blanc sur case noire e3 · Pion blanc sur case blanche f3 · Pion blanc sur case blanche a2 · Pion blanc sur case noire b2 · Pion blanc sur case blanche c2 · Pion blanc sur case blanche g2 · Pion blanc sur case noire h2 · Tour blanche sur case noire a1 · Dame blanche sur case blanche d1 · Roi blanc sur case noire e1 · Fou blanc sur case blanche f1 · Tour blanche sur case blanche h1 | Tour noire sur case blanche a8 · Fou noir sur case blanche c8 · Dame noire sur case noire d8 · Roi noir sur case blanche e8 · Tour noire sur case noire h8 · Pion noir sur case noire a7 · Pion noir sur case blanche b7 · Pion noir sur case blanche d7 · Pion noir sur case noire e7 · Pion noir sur case blanche f7 · Fou noir sur case noire g7 · Pion noir sur case blanche h7 · Cavalier noir sur case blanche c6 · Cavalier noir sur case noire f6 · Pion noir sur case blanche g6 · Cavalier blanc sur case noire d4 · Pion blanc sur case blanche e4 · Cavalier blanc sur case noire c3 · Fou blanc sur case noire e3 · Pion blanc sur case blanche f3 · Pion blanc sur case blanche a2 · Pion blanc sur case noire b2 · Pion blanc sur case blanche c2 · Pion blanc sur case blanche g2 · Pion blanc sur case noire h2 · Tour blanche sur case noire a1 · Dame blanche sur case blanche d1 · Roi blanc sur case noire e1 · Fou blanc sur case blanche f1 · Tour blanche sur case blanche h1 | Tour noire sur case blanche a8 · Fou noir sur case blanche c8 · Dame noire sur case noire d8 · Roi noir sur case blanche e8 · Tour noire sur case noire h8 · Pion noir sur case noire a7 · Pion noir sur case blanche b7 · Pion noir sur case blanche d7 · Pion noir sur case noire e7 · Pion noir sur case blanche f7 · Fou noir sur case noire g7 · Pion noir sur case blanche h7 · Cavalier noir sur case blanche c6 · Cavalier noir sur case noire f6 · Pion noir sur case blanche g6 · Cavalier blanc sur case noire d4 · Pion blanc sur case blanche e4 · Cavalier blanc sur case noire c3 · Fou blanc sur case noire e3 · Pion blanc sur case blanche f3 · Pion blanc sur case blanche a2 · Pion blanc sur case noire b2 · Pion blanc sur case blanche c2 · Pion blanc sur case blanche g2 · Pion blanc sur case noire h2 · Tour blanche sur case noire a1 · Dame blanche sur case blanche d1 · Roi blanc sur case noire e1 · Fou blanc sur case blanche f1 · Tour blanche sur case blanche h1 | Tour noire sur case blanche a8 · Fou noir sur case blanche c8 · Dame noire sur case noire d8 · Roi noir sur case blanche e8 · Tour noire sur case noire h8 · Pion noir sur case noire a7 · Pion noir sur case blanche b7 · Pion noir sur case blanche d7 · Pion noir sur case noire e7 · Pion noir sur case blanche f7 · Fou noir sur case noire g7 · Pion noir sur case blanche h7 · Cavalier noir sur case blanche c6 · Cavalier noir sur case noire f6 · Pion noir sur case blanche g6 · Cavalier blanc sur case noire d4 · Pion blanc sur case blanche e4 · Cavalier blanc sur case noire c3 · Fou blanc sur case noire e3 · Pion blanc sur case blanche f3 · Pion blanc sur case blanche a2 · Pion blanc sur case noire b2 · Pion blanc sur case blanche c2 · Pion blanc sur case blanche g2 · Pion blanc sur case noire h2 · Tour blanche sur case noire a1 · Dame blanche sur case blanche d1 · Roi blanc sur case noire e1 · Fou blanc sur case blanche f1 · Tour blanche sur case blanche h1 | Tour noire sur case blanche a8 · Fou noir sur case blanche c8 · Dame noire sur case noire d8 · Roi noir sur case blanche e8 · Tour noire sur case noire h8 · Pion noir sur case noire a7 · Pion noir sur case blanche b7 · Pion noir sur case blanche d7 · Pion noir sur case noire e7 · Pion noir sur case blanche f7 · Fou noir sur case noire g7 · Pion noir sur case blanche h7 · Cavalier noir sur case blanche c6 · Cavalier noir sur case noire f6 · Pion noir sur case blanche g6 · Cavalier blanc sur case noire d4 · Pion blanc sur case blanche e4 · Cavalier blanc sur case noire c3 · Fou blanc sur case noire e3 · Pion blanc sur case blanche f3 · Pion blanc sur case blanche a2 · Pion blanc sur case noire b2 · Pion blanc sur case blanche c2 · Pion blanc sur case blanche g2 · Pion blanc sur case noire h2 · Tour blanche sur case noire a1 · Dame blanche sur case blanche d1 · Roi blanc sur case noire e1 · Fou blanc sur case blanche f1 · Tour blanche sur case blanche h1 | 7 |
| 6 | Tour noire sur case blanche a8 · Fou noir sur case blanche c8 · Dame noire sur case noire d8 · Roi noir sur case blanche e8 · Tour noire sur case noire h8 · Pion noir sur case noire a7 · Pion noir sur case blanche b7 · Pion noir sur case blanche d7 · Pion noir sur case noire e7 · Pion noir sur case blanche f7 · Fou noir sur case noire g7 · Pion noir sur case blanche h7 · Cavalier noir sur case blanche c6 · Cavalier noir sur case noire f6 · Pion noir sur case blanche g6 · Cavalier blanc sur case noire d4 · Pion blanc sur case blanche e4 · Cavalier blanc sur case noire c3 · Fou blanc sur case noire e3 · Pion blanc sur case blanche f3 · Pion blanc sur case blanche a2 · Pion blanc sur case noire b2 · Pion blanc sur case blanche c2 · Pion blanc sur case blanche g2 · Pion blanc sur case noire h2 · Tour blanche sur case noire a1 · Dame blanche sur case blanche d1 · Roi blanc sur case noire e1 · Fou blanc sur case blanche f1 · Tour blanche sur case blanche h1 | Tour noire sur case blanche a8 · Fou noir sur case blanche c8 · Dame noire sur case noire d8 · Roi noir sur case blanche e8 · Tour noire sur case noire h8 · Pion noir sur case noire a7 · Pion noir sur case blanche b7 · Pion noir sur case blanche d7 · Pion noir sur case noire e7 · Pion noir sur case blanche f7 · Fou noir sur case noire g7 · Pion noir sur case blanche h7 · Cavalier noir sur case blanche c6 · Cavalier noir sur case noire f6 · Pion noir sur case blanche g6 · Cavalier blanc sur case noire d4 · Pion blanc sur case blanche e4 · Cavalier blanc sur case noire c3 · Fou blanc sur case noire e3 · Pion blanc sur case blanche f3 · Pion blanc sur case blanche a2 · Pion blanc sur case noire b2 · Pion blanc sur case blanche c2 · Pion blanc sur case blanche g2 · Pion blanc sur case noire h2 · Tour blanche sur case noire a1 · Dame blanche sur case blanche d1 · Roi blanc sur case noire e1 · Fou blanc sur case blanche f1 · Tour blanche sur case blanche h1 | Tour noire sur case blanche a8 · Fou noir sur case blanche c8 · Dame noire sur case noire d8 · Roi noir sur case blanche e8 · Tour noire sur case noire h8 · Pion noir sur case noire a7 · Pion noir sur case blanche b7 · Pion noir sur case blanche d7 · Pion noir sur case noire e7 · Pion noir sur case blanche f7 · Fou noir sur case noire g7 · Pion noir sur case blanche h7 · Cavalier noir sur case blanche c6 · Cavalier noir sur case noire f6 · Pion noir sur case blanche g6 · Cavalier blanc sur case noire d4 · Pion blanc sur case blanche e4 · Cavalier blanc sur case noire c3 · Fou blanc sur case noire e3 · Pion blanc sur case blanche f3 · Pion blanc sur case blanche a2 · Pion blanc sur case noire b2 · Pion blanc sur case blanche c2 · Pion blanc sur case blanche g2 · Pion blanc sur case noire h2 · Tour blanche sur case noire a1 · Dame blanche sur case blanche d1 · Roi blanc sur case noire e1 · Fou blanc sur case blanche f1 · Tour blanche sur case blanche h1 | Tour noire sur case blanche a8 · Fou noir sur case blanche c8 · Dame noire sur case noire d8 · Roi noir sur case blanche e8 · Tour noire sur case noire h8 · Pion noir sur case noire a7 · Pion noir sur case blanche b7 · Pion noir sur case blanche d7 · Pion noir sur case noire e7 · Pion noir sur case blanche f7 · Fou noir sur case noire g7 · Pion noir sur case blanche h7 · Cavalier noir sur case blanche c6 · Cavalier noir sur case noire f6 · Pion noir sur case blanche g6 · Cavalier blanc sur case noire d4 · Pion blanc sur case blanche e4 · Cavalier blanc sur case noire c3 · Fou blanc sur case noire e3 · Pion blanc sur case blanche f3 · Pion blanc sur case blanche a2 · Pion blanc sur case noire b2 · Pion blanc sur case blanche c2 · Pion blanc sur case blanche g2 · Pion blanc sur case noire h2 · Tour blanche sur case noire a1 · Dame blanche sur case blanche d1 · Roi blanc sur case noire e1 · Fou blanc sur case blanche f1 · Tour blanche sur case blanche h1 | Tour noire sur case blanche a8 · Fou noir sur case blanche c8 · Dame noire sur case noire d8 · Roi noir sur case blanche e8 · Tour noire sur case noire h8 · Pion noir sur case noire a7 · Pion noir sur case blanche b7 · Pion noir sur case blanche d7 · Pion noir sur case noire e7 · Pion noir sur case blanche f7 · Fou noir sur case noire g7 · Pion noir sur case blanche h7 · Cavalier noir sur case blanche c6 · Cavalier noir sur case noire f6 · Pion noir sur case blanche g6 · Cavalier blanc sur case noire d4 · Pion blanc sur case blanche e4 · Cavalier blanc sur case noire c3 · Fou blanc sur case noire e3 · Pion blanc sur case blanche f3 · Pion blanc sur case blanche a2 · Pion blanc sur case noire b2 · Pion blanc sur case blanche c2 · Pion blanc sur case blanche g2 · Pion blanc sur case noire h2 · Tour blanche sur case noire a1 · Dame blanche sur case blanche d1 · Roi blanc sur case noire e1 · Fou blanc sur case blanche f1 · Tour blanche sur case blanche h1 | Tour noire sur case blanche a8 · Fou noir sur case blanche c8 · Dame noire sur case noire d8 · Roi noir sur case blanche e8 · Tour noire sur case noire h8 · Pion noir sur case noire a7 · Pion noir sur case blanche b7 · Pion noir sur case blanche d7 · Pion noir sur case noire e7 · Pion noir sur case blanche f7 · Fou noir sur case noire g7 · Pion noir sur case blanche h7 · Cavalier noir sur case blanche c6 · Cavalier noir sur case noire f6 · Pion noir sur case blanche g6 · Cavalier blanc sur case noire d4 · Pion blanc sur case blanche e4 · Cavalier blanc sur case noire c3 · Fou blanc sur case noire e3 · Pion blanc sur case blanche f3 · Pion blanc sur case blanche a2 · Pion blanc sur case noire b2 · Pion blanc sur case blanche c2 · Pion blanc sur case blanche g2 · Pion blanc sur case noire h2 · Tour blanche sur case noire a1 · Dame blanche sur case blanche d1 · Roi blanc sur case noire e1 · Fou blanc sur case blanche f1 · Tour blanche sur case blanche h1 | Tour noire sur case blanche a8 · Fou noir sur case blanche c8 · Dame noire sur case noire d8 · Roi noir sur case blanche e8 · Tour noire sur case noire h8 · Pion noir sur case noire a7 · Pion noir sur case blanche b7 · Pion noir sur case blanche d7 · Pion noir sur case noire e7 · Pion noir sur case blanche f7 · Fou noir sur case noire g7 · Pion noir sur case blanche h7 · Cavalier noir sur case blanche c6 · Cavalier noir sur case noire f6 · Pion noir sur case blanche g6 · Cavalier blanc sur case noire d4 · Pion blanc sur case blanche e4 · Cavalier blanc sur case noire c3 · Fou blanc sur case noire e3 · Pion blanc sur case blanche f3 · Pion blanc sur case blanche a2 · Pion blanc sur case noire b2 · Pion blanc sur case blanche c2 · Pion blanc sur case blanche g2 · Pion blanc sur case noire h2 · Tour blanche sur case noire a1 · Dame blanche sur case blanche d1 · Roi blanc sur case noire e1 · Fou blanc sur case blanche f1 · Tour blanche sur case blanche h1 | Tour noire sur case blanche a8 · Fou noir sur case blanche c8 · Dame noire sur case noire d8 · Roi noir sur case blanche e8 · Tour noire sur case noire h8 · Pion noir sur case noire a7 · Pion noir sur case blanche b7 · Pion noir sur case blanche d7 · Pion noir sur case noire e7 · Pion noir sur case blanche f7 · Fou noir sur case noire g7 · Pion noir sur case blanche h7 · Cavalier noir sur case blanche c6 · Cavalier noir sur case noire f6 · Pion noir sur case blanche g6 · Cavalier blanc sur case noire d4 · Pion blanc sur case blanche e4 · Cavalier blanc sur case noire c3 · Fou blanc sur case noire e3 · Pion blanc sur case blanche f3 · Pion blanc sur case blanche a2 · Pion blanc sur case noire b2 · Pion blanc sur case blanche c2 · Pion blanc sur case blanche g2 · Pion blanc sur case noire h2 · Tour blanche sur case noire a1 · Dame blanche sur case blanche d1 · Roi blanc sur case noire e1 · Fou blanc sur case blanche f1 · Tour blanche sur case blanche h1 | 6 |
| 5 | Tour noire sur case blanche a8 · Fou noir sur case blanche c8 · Dame noire sur case noire d8 · Roi noir sur case blanche e8 · Tour noire sur case noire h8 · Pion noir sur case noire a7 · Pion noir sur case blanche b7 · Pion noir sur case blanche d7 · Pion noir sur case noire e7 · Pion noir sur case blanche f7 · Fou noir sur case noire g7 · Pion noir sur case blanche h7 · Cavalier noir sur case blanche c6 · Cavalier noir sur case noire f6 · Pion noir sur case blanche g6 · Cavalier blanc sur case noire d4 · Pion blanc sur case blanche e4 · Cavalier blanc sur case noire c3 · Fou blanc sur case noire e3 · Pion blanc sur case blanche f3 · Pion blanc sur case blanche a2 · Pion blanc sur case noire b2 · Pion blanc sur case blanche c2 · Pion blanc sur case blanche g2 · Pion blanc sur case noire h2 · Tour blanche sur case noire a1 · Dame blanche sur case blanche d1 · Roi blanc sur case noire e1 · Fou blanc sur case blanche f1 · Tour blanche sur case blanche h1 | Tour noire sur case blanche a8 · Fou noir sur case blanche c8 · Dame noire sur case noire d8 · Roi noir sur case blanche e8 · Tour noire sur case noire h8 · Pion noir sur case noire a7 · Pion noir sur case blanche b7 · Pion noir sur case blanche d7 · Pion noir sur case noire e7 · Pion noir sur case blanche f7 · Fou noir sur case noire g7 · Pion noir sur case blanche h7 · Cavalier noir sur case blanche c6 · Cavalier noir sur case noire f6 · Pion noir sur case blanche g6 · Cavalier blanc sur case noire d4 · Pion blanc sur case blanche e4 · Cavalier blanc sur case noire c3 · Fou blanc sur case noire e3 · Pion blanc sur case blanche f3 · Pion blanc sur case blanche a2 · Pion blanc sur case noire b2 · Pion blanc sur case blanche c2 · Pion blanc sur case blanche g2 · Pion blanc sur case noire h2 · Tour blanche sur case noire a1 · Dame blanche sur case blanche d1 · Roi blanc sur case noire e1 · Fou blanc sur case blanche f1 · Tour blanche sur case blanche h1 | Tour noire sur case blanche a8 · Fou noir sur case blanche c8 · Dame noire sur case noire d8 · Roi noir sur case blanche e8 · Tour noire sur case noire h8 · Pion noir sur case noire a7 · Pion noir sur case blanche b7 · Pion noir sur case blanche d7 · Pion noir sur case noire e7 · Pion noir sur case blanche f7 · Fou noir sur case noire g7 · Pion noir sur case blanche h7 · Cavalier noir sur case blanche c6 · Cavalier noir sur case noire f6 · Pion noir sur case blanche g6 · Cavalier blanc sur case noire d4 · Pion blanc sur case blanche e4 · Cavalier blanc sur case noire c3 · Fou blanc sur case noire e3 · Pion blanc sur case blanche f3 · Pion blanc sur case blanche a2 · Pion blanc sur case noire b2 · Pion blanc sur case blanche c2 · Pion blanc sur case blanche g2 · Pion blanc sur case noire h2 · Tour blanche sur case noire a1 · Dame blanche sur case blanche d1 · Roi blanc sur case noire e1 · Fou blanc sur case blanche f1 · Tour blanche sur case blanche h1 | Tour noire sur case blanche a8 · Fou noir sur case blanche c8 · Dame noire sur case noire d8 · Roi noir sur case blanche e8 · Tour noire sur case noire h8 · Pion noir sur case noire a7 · Pion noir sur case blanche b7 · Pion noir sur case blanche d7 · Pion noir sur case noire e7 · Pion noir sur case blanche f7 · Fou noir sur case noire g7 · Pion noir sur case blanche h7 · Cavalier noir sur case blanche c6 · Cavalier noir sur case noire f6 · Pion noir sur case blanche g6 · Cavalier blanc sur case noire d4 · Pion blanc sur case blanche e4 · Cavalier blanc sur case noire c3 · Fou blanc sur case noire e3 · Pion blanc sur case blanche f3 · Pion blanc sur case blanche a2 · Pion blanc sur case noire b2 · Pion blanc sur case blanche c2 · Pion blanc sur case blanche g2 · Pion blanc sur case noire h2 · Tour blanche sur case noire a1 · Dame blanche sur case blanche d1 · Roi blanc sur case noire e1 · Fou blanc sur case blanche f1 · Tour blanche sur case blanche h1 | Tour noire sur case blanche a8 · Fou noir sur case blanche c8 · Dame noire sur case noire d8 · Roi noir sur case blanche e8 · Tour noire sur case noire h8 · Pion noir sur case noire a7 · Pion noir sur case blanche b7 · Pion noir sur case blanche d7 · Pion noir sur case noire e7 · Pion noir sur case blanche f7 · Fou noir sur case noire g7 · Pion noir sur case blanche h7 · Cavalier noir sur case blanche c6 · Cavalier noir sur case noire f6 · Pion noir sur case blanche g6 · Cavalier blanc sur case noire d4 · Pion blanc sur case blanche e4 · Cavalier blanc sur case noire c3 · Fou blanc sur case noire e3 · Pion blanc sur case blanche f3 · Pion blanc sur case blanche a2 · Pion blanc sur case noire b2 · Pion blanc sur case blanche c2 · Pion blanc sur case blanche g2 · Pion blanc sur case noire h2 · Tour blanche sur case noire a1 · Dame blanche sur case blanche d1 · Roi blanc sur case noire e1 · Fou blanc sur case blanche f1 · Tour blanche sur case blanche h1 | Tour noire sur case blanche a8 · Fou noir sur case blanche c8 · Dame noire sur case noire d8 · Roi noir sur case blanche e8 · Tour noire sur case noire h8 · Pion noir sur case noire a7 · Pion noir sur case blanche b7 · Pion noir sur case blanche d7 · Pion noir sur case noire e7 · Pion noir sur case blanche f7 · Fou noir sur case noire g7 · Pion noir sur case blanche h7 · Cavalier noir sur case blanche c6 · Cavalier noir sur case noire f6 · Pion noir sur case blanche g6 · Cavalier blanc sur case noire d4 · Pion blanc sur case blanche e4 · Cavalier blanc sur case noire c3 · Fou blanc sur case noire e3 · Pion blanc sur case blanche f3 · Pion blanc sur case blanche a2 · Pion blanc sur case noire b2 · Pion blanc sur case blanche c2 · Pion blanc sur case blanche g2 · Pion blanc sur case noire h2 · Tour blanche sur case noire a1 · Dame blanche sur case blanche d1 · Roi blanc sur case noire e1 · Fou blanc sur case blanche f1 · Tour blanche sur case blanche h1 | Tour noire sur case blanche a8 · Fou noir sur case blanche c8 · Dame noire sur case noire d8 · Roi noir sur case blanche e8 · Tour noire sur case noire h8 · Pion noir sur case noire a7 · Pion noir sur case blanche b7 · Pion noir sur case blanche d7 · Pion noir sur case noire e7 · Pion noir sur case blanche f7 · Fou noir sur case noire g7 · Pion noir sur case blanche h7 · Cavalier noir sur case blanche c6 · Cavalier noir sur case noire f6 · Pion noir sur case blanche g6 · Cavalier blanc sur case noire d4 · Pion blanc sur case blanche e4 · Cavalier blanc sur case noire c3 · Fou blanc sur case noire e3 · Pion blanc sur case blanche f3 · Pion blanc sur case blanche a2 · Pion blanc sur case noire b2 · Pion blanc sur case blanche c2 · Pion blanc sur case blanche g2 · Pion blanc sur case noire h2 · Tour blanche sur case noire a1 · Dame blanche sur case blanche d1 · Roi blanc sur case noire e1 · Fou blanc sur case blanche f1 · Tour blanche sur case blanche h1 | Tour noire sur case blanche a8 · Fou noir sur case blanche c8 · Dame noire sur case noire d8 · Roi noir sur case blanche e8 · Tour noire sur case noire h8 · Pion noir sur case noire a7 · Pion noir sur case blanche b7 · Pion noir sur case blanche d7 · Pion noir sur case noire e7 · Pion noir sur case blanche f7 · Fou noir sur case noire g7 · Pion noir sur case blanche h7 · Cavalier noir sur case blanche c6 · Cavalier noir sur case noire f6 · Pion noir sur case blanche g6 · Cavalier blanc sur case noire d4 · Pion blanc sur case blanche e4 · Cavalier blanc sur case noire c3 · Fou blanc sur case noire e3 · Pion blanc sur case blanche f3 · Pion blanc sur case blanche a2 · Pion blanc sur case noire b2 · Pion blanc sur case blanche c2 · Pion blanc sur case blanche g2 · Pion blanc sur case noire h2 · Tour blanche sur case noire a1 · Dame blanche sur case blanche d1 · Roi blanc sur case noire e1 · Fou blanc sur case blanche f1 · Tour blanche sur case blanche h1 | 5 |
| 4 | Tour noire sur case blanche a8 · Fou noir sur case blanche c8 · Dame noire sur case noire d8 · Roi noir sur case blanche e8 · Tour noire sur case noire h8 · Pion noir sur case noire a7 · Pion noir sur case blanche b7 · Pion noir sur case blanche d7 · Pion noir sur case noire e7 · Pion noir sur case blanche f7 · Fou noir sur case noire g7 · Pion noir sur case blanche h7 · Cavalier noir sur case blanche c6 · Cavalier noir sur case noire f6 · Pion noir sur case blanche g6 · Cavalier blanc sur case noire d4 · Pion blanc sur case blanche e4 · Cavalier blanc sur case noire c3 · Fou blanc sur case noire e3 · Pion blanc sur case blanche f3 · Pion blanc sur case blanche a2 · Pion blanc sur case noire b2 · Pion blanc sur case blanche c2 · Pion blanc sur case blanche g2 · Pion blanc sur case noire h2 · Tour blanche sur case noire a1 · Dame blanche sur case blanche d1 · Roi blanc sur case noire e1 · Fou blanc sur case blanche f1 · Tour blanche sur case blanche h1 | Tour noire sur case blanche a8 · Fou noir sur case blanche c8 · Dame noire sur case noire d8 · Roi noir sur case blanche e8 · Tour noire sur case noire h8 · Pion noir sur case noire a7 · Pion noir sur case blanche b7 · Pion noir sur case blanche d7 · Pion noir sur case noire e7 · Pion noir sur case blanche f7 · Fou noir sur case noire g7 · Pion noir sur case blanche h7 · Cavalier noir sur case blanche c6 · Cavalier noir sur case noire f6 · Pion noir sur case blanche g6 · Cavalier blanc sur case noire d4 · Pion blanc sur case blanche e4 · Cavalier blanc sur case noire c3 · Fou blanc sur case noire e3 · Pion blanc sur case blanche f3 · Pion blanc sur case blanche a2 · Pion blanc sur case noire b2 · Pion blanc sur case blanche c2 · Pion blanc sur case blanche g2 · Pion blanc sur case noire h2 · Tour blanche sur case noire a1 · Dame blanche sur case blanche d1 · Roi blanc sur case noire e1 · Fou blanc sur case blanche f1 · Tour blanche sur case blanche h1 | Tour noire sur case blanche a8 · Fou noir sur case blanche c8 · Dame noire sur case noire d8 · Roi noir sur case blanche e8 · Tour noire sur case noire h8 · Pion noir sur case noire a7 · Pion noir sur case blanche b7 · Pion noir sur case blanche d7 · Pion noir sur case noire e7 · Pion noir sur case blanche f7 · Fou noir sur case noire g7 · Pion noir sur case blanche h7 · Cavalier noir sur case blanche c6 · Cavalier noir sur case noire f6 · Pion noir sur case blanche g6 · Cavalier blanc sur case noire d4 · Pion blanc sur case blanche e4 · Cavalier blanc sur case noire c3 · Fou blanc sur case noire e3 · Pion blanc sur case blanche f3 · Pion blanc sur case blanche a2 · Pion blanc sur case noire b2 · Pion blanc sur case blanche c2 · Pion blanc sur case blanche g2 · Pion blanc sur case noire h2 · Tour blanche sur case noire a1 · Dame blanche sur case blanche d1 · Roi blanc sur case noire e1 · Fou blanc sur case blanche f1 · Tour blanche sur case blanche h1 | Tour noire sur case blanche a8 · Fou noir sur case blanche c8 · Dame noire sur case noire d8 · Roi noir sur case blanche e8 · Tour noire sur case noire h8 · Pion noir sur case noire a7 · Pion noir sur case blanche b7 · Pion noir sur case blanche d7 · Pion noir sur case noire e7 · Pion noir sur case blanche f7 · Fou noir sur case noire g7 · Pion noir sur case blanche h7 · Cavalier noir sur case blanche c6 · Cavalier noir sur case noire f6 · Pion noir sur case blanche g6 · Cavalier blanc sur case noire d4 · Pion blanc sur case blanche e4 · Cavalier blanc sur case noire c3 · Fou blanc sur case noire e3 · Pion blanc sur case blanche f3 · Pion blanc sur case blanche a2 · Pion blanc sur case noire b2 · Pion blanc sur case blanche c2 · Pion blanc sur case blanche g2 · Pion blanc sur case noire h2 · Tour blanche sur case noire a1 · Dame blanche sur case blanche d1 · Roi blanc sur case noire e1 · Fou blanc sur case blanche f1 · Tour blanche sur case blanche h1 | Tour noire sur case blanche a8 · Fou noir sur case blanche c8 · Dame noire sur case noire d8 · Roi noir sur case blanche e8 · Tour noire sur case noire h8 · Pion noir sur case noire a7 · Pion noir sur case blanche b7 · Pion noir sur case blanche d7 · Pion noir sur case noire e7 · Pion noir sur case blanche f7 · Fou noir sur case noire g7 · Pion noir sur case blanche h7 · Cavalier noir sur case blanche c6 · Cavalier noir sur case noire f6 · Pion noir sur case blanche g6 · Cavalier blanc sur case noire d4 · Pion blanc sur case blanche e4 · Cavalier blanc sur case noire c3 · Fou blanc sur case noire e3 · Pion blanc sur case blanche f3 · Pion blanc sur case blanche a2 · Pion blanc sur case noire b2 · Pion blanc sur case blanche c2 · Pion blanc sur case blanche g2 · Pion blanc sur case noire h2 · Tour blanche sur case noire a1 · Dame blanche sur case blanche d1 · Roi blanc sur case noire e1 · Fou blanc sur case blanche f1 · Tour blanche sur case blanche h1 | Tour noire sur case blanche a8 · Fou noir sur case blanche c8 · Dame noire sur case noire d8 · Roi noir sur case blanche e8 · Tour noire sur case noire h8 · Pion noir sur case noire a7 · Pion noir sur case blanche b7 · Pion noir sur case blanche d7 · Pion noir sur case noire e7 · Pion noir sur case blanche f7 · Fou noir sur case noire g7 · Pion noir sur case blanche h7 · Cavalier noir sur case blanche c6 · Cavalier noir sur case noire f6 · Pion noir sur case blanche g6 · Cavalier blanc sur case noire d4 · Pion blanc sur case blanche e4 · Cavalier blanc sur case noire c3 · Fou blanc sur case noire e3 · Pion blanc sur case blanche f3 · Pion blanc sur case blanche a2 · Pion blanc sur case noire b2 · Pion blanc sur case blanche c2 · Pion blanc sur case blanche g2 · Pion blanc sur case noire h2 · Tour blanche sur case noire a1 · Dame blanche sur case blanche d1 · Roi blanc sur case noire e1 · Fou blanc sur case blanche f1 · Tour blanche sur case blanche h1 | Tour noire sur case blanche a8 · Fou noir sur case blanche c8 · Dame noire sur case noire d8 · Roi noir sur case blanche e8 · Tour noire sur case noire h8 · Pion noir sur case noire a7 · Pion noir sur case blanche b7 · Pion noir sur case blanche d7 · Pion noir sur case noire e7 · Pion noir sur case blanche f7 · Fou noir sur case noire g7 · Pion noir sur case blanche h7 · Cavalier noir sur case blanche c6 · Cavalier noir sur case noire f6 · Pion noir sur case blanche g6 · Cavalier blanc sur case noire d4 · Pion blanc sur case blanche e4 · Cavalier blanc sur case noire c3 · Fou blanc sur case noire e3 · Pion blanc sur case blanche f3 · Pion blanc sur case blanche a2 · Pion blanc sur case noire b2 · Pion blanc sur case blanche c2 · Pion blanc sur case blanche g2 · Pion blanc sur case noire h2 · Tour blanche sur case noire a1 · Dame blanche sur case blanche d1 · Roi blanc sur case noire e1 · Fou blanc sur case blanche f1 · Tour blanche sur case blanche h1 | Tour noire sur case blanche a8 · Fou noir sur case blanche c8 · Dame noire sur case noire d8 · Roi noir sur case blanche e8 · Tour noire sur case noire h8 · Pion noir sur case noire a7 · Pion noir sur case blanche b7 · Pion noir sur case blanche d7 · Pion noir sur case noire e7 · Pion noir sur case blanche f7 · Fou noir sur case noire g7 · Pion noir sur case blanche h7 · Cavalier noir sur case blanche c6 · Cavalier noir sur case noire f6 · Pion noir sur case blanche g6 · Cavalier blanc sur case noire d4 · Pion blanc sur case blanche e4 · Cavalier blanc sur case noire c3 · Fou blanc sur case noire e3 · Pion blanc sur case blanche f3 · Pion blanc sur case blanche a2 · Pion blanc sur case noire b2 · Pion blanc sur case blanche c2 · Pion blanc sur case blanche g2 · Pion blanc sur case noire h2 · Tour blanche sur case noire a1 · Dame blanche sur case blanche d1 · Roi blanc sur case noire e1 · Fou blanc sur case blanche f1 · Tour blanche sur case blanche h1 | 4 |
| 3 | Tour noire sur case blanche a8 · Fou noir sur case blanche c8 · Dame noire sur case noire d8 · Roi noir sur case blanche e8 · Tour noire sur case noire h8 · Pion noir sur case noire a7 · Pion noir sur case blanche b7 · Pion noir sur case blanche d7 · Pion noir sur case noire e7 · Pion noir sur case blanche f7 · Fou noir sur case noire g7 · Pion noir sur case blanche h7 · Cavalier noir sur case blanche c6 · Cavalier noir sur case noire f6 · Pion noir sur case blanche g6 · Cavalier blanc sur case noire d4 · Pion blanc sur case blanche e4 · Cavalier blanc sur case noire c3 · Fou blanc sur case noire e3 · Pion blanc sur case blanche f3 · Pion blanc sur case blanche a2 · Pion blanc sur case noire b2 · Pion blanc sur case blanche c2 · Pion blanc sur case blanche g2 · Pion blanc sur case noire h2 · Tour blanche sur case noire a1 · Dame blanche sur case blanche d1 · Roi blanc sur case noire e1 · Fou blanc sur case blanche f1 · Tour blanche sur case blanche h1 | Tour noire sur case blanche a8 · Fou noir sur case blanche c8 · Dame noire sur case noire d8 · Roi noir sur case blanche e8 · Tour noire sur case noire h8 · Pion noir sur case noire a7 · Pion noir sur case blanche b7 · Pion noir sur case blanche d7 · Pion noir sur case noire e7 · Pion noir sur case blanche f7 · Fou noir sur case noire g7 · Pion noir sur case blanche h7 · Cavalier noir sur case blanche c6 · Cavalier noir sur case noire f6 · Pion noir sur case blanche g6 · Cavalier blanc sur case noire d4 · Pion blanc sur case blanche e4 · Cavalier blanc sur case noire c3 · Fou blanc sur case noire e3 · Pion blanc sur case blanche f3 · Pion blanc sur case blanche a2 · Pion blanc sur case noire b2 · Pion blanc sur case blanche c2 · Pion blanc sur case blanche g2 · Pion blanc sur case noire h2 · Tour blanche sur case noire a1 · Dame blanche sur case blanche d1 · Roi blanc sur case noire e1 · Fou blanc sur case blanche f1 · Tour blanche sur case blanche h1 | Tour noire sur case blanche a8 · Fou noir sur case blanche c8 · Dame noire sur case noire d8 · Roi noir sur case blanche e8 · Tour noire sur case noire h8 · Pion noir sur case noire a7 · Pion noir sur case blanche b7 · Pion noir sur case blanche d7 · Pion noir sur case noire e7 · Pion noir sur case blanche f7 · Fou noir sur case noire g7 · Pion noir sur case blanche h7 · Cavalier noir sur case blanche c6 · Cavalier noir sur case noire f6 · Pion noir sur case blanche g6 · Cavalier blanc sur case noire d4 · Pion blanc sur case blanche e4 · Cavalier blanc sur case noire c3 · Fou blanc sur case noire e3 · Pion blanc sur case blanche f3 · Pion blanc sur case blanche a2 · Pion blanc sur case noire b2 · Pion blanc sur case blanche c2 · Pion blanc sur case blanche g2 · Pion blanc sur case noire h2 · Tour blanche sur case noire a1 · Dame blanche sur case blanche d1 · Roi blanc sur case noire e1 · Fou blanc sur case blanche f1 · Tour blanche sur case blanche h1 | Tour noire sur case blanche a8 · Fou noir sur case blanche c8 · Dame noire sur case noire d8 · Roi noir sur case blanche e8 · Tour noire sur case noire h8 · Pion noir sur case noire a7 · Pion noir sur case blanche b7 · Pion noir sur case blanche d7 · Pion noir sur case noire e7 · Pion noir sur case blanche f7 · Fou noir sur case noire g7 · Pion noir sur case blanche h7 · Cavalier noir sur case blanche c6 · Cavalier noir sur case noire f6 · Pion noir sur case blanche g6 · Cavalier blanc sur case noire d4 · Pion blanc sur case blanche e4 · Cavalier blanc sur case noire c3 · Fou blanc sur case noire e3 · Pion blanc sur case blanche f3 · Pion blanc sur case blanche a2 · Pion blanc sur case noire b2 · Pion blanc sur case blanche c2 · Pion blanc sur case blanche g2 · Pion blanc sur case noire h2 · Tour blanche sur case noire a1 · Dame blanche sur case blanche d1 · Roi blanc sur case noire e1 · Fou blanc sur case blanche f1 · Tour blanche sur case blanche h1 | Tour noire sur case blanche a8 · Fou noir sur case blanche c8 · Dame noire sur case noire d8 · Roi noir sur case blanche e8 · Tour noire sur case noire h8 · Pion noir sur case noire a7 · Pion noir sur case blanche b7 · Pion noir sur case blanche d7 · Pion noir sur case noire e7 · Pion noir sur case blanche f7 · Fou noir sur case noire g7 · Pion noir sur case blanche h7 · Cavalier noir sur case blanche c6 · Cavalier noir sur case noire f6 · Pion noir sur case blanche g6 · Cavalier blanc sur case noire d4 · Pion blanc sur case blanche e4 · Cavalier blanc sur case noire c3 · Fou blanc sur case noire e3 · Pion blanc sur case blanche f3 · Pion blanc sur case blanche a2 · Pion blanc sur case noire b2 · Pion blanc sur case blanche c2 · Pion blanc sur case blanche g2 · Pion blanc sur case noire h2 · Tour blanche sur case noire a1 · Dame blanche sur case blanche d1 · Roi blanc sur case noire e1 · Fou blanc sur case blanche f1 · Tour blanche sur case blanche h1 | Tour noire sur case blanche a8 · Fou noir sur case blanche c8 · Dame noire sur case noire d8 · Roi noir sur case blanche e8 · Tour noire sur case noire h8 · Pion noir sur case noire a7 · Pion noir sur case blanche b7 · Pion noir sur case blanche d7 · Pion noir sur case noire e7 · Pion noir sur case blanche f7 · Fou noir sur case noire g7 · Pion noir sur case blanche h7 · Cavalier noir sur case blanche c6 · Cavalier noir sur case noire f6 · Pion noir sur case blanche g6 · Cavalier blanc sur case noire d4 · Pion blanc sur case blanche e4 · Cavalier blanc sur case noire c3 · Fou blanc sur case noire e3 · Pion blanc sur case blanche f3 · Pion blanc sur case blanche a2 · Pion blanc sur case noire b2 · Pion blanc sur case blanche c2 · Pion blanc sur case blanche g2 · Pion blanc sur case noire h2 · Tour blanche sur case noire a1 · Dame blanche sur case blanche d1 · Roi blanc sur case noire e1 · Fou blanc sur case blanche f1 · Tour blanche sur case blanche h1 | Tour noire sur case blanche a8 · Fou noir sur case blanche c8 · Dame noire sur case noire d8 · Roi noir sur case blanche e8 · Tour noire sur case noire h8 · Pion noir sur case noire a7 · Pion noir sur case blanche b7 · Pion noir sur case blanche d7 · Pion noir sur case noire e7 · Pion noir sur case blanche f7 · Fou noir sur case noire g7 · Pion noir sur case blanche h7 · Cavalier noir sur case blanche c6 · Cavalier noir sur case noire f6 · Pion noir sur case blanche g6 · Cavalier blanc sur case noire d4 · Pion blanc sur case blanche e4 · Cavalier blanc sur case noire c3 · Fou blanc sur case noire e3 · Pion blanc sur case blanche f3 · Pion blanc sur case blanche a2 · Pion blanc sur case noire b2 · Pion blanc sur case blanche c2 · Pion blanc sur case blanche g2 · Pion blanc sur case noire h2 · Tour blanche sur case noire a1 · Dame blanche sur case blanche d1 · Roi blanc sur case noire e1 · Fou blanc sur case blanche f1 · Tour blanche sur case blanche h1 | Tour noire sur case blanche a8 · Fou noir sur case blanche c8 · Dame noire sur case noire d8 · Roi noir sur case blanche e8 · Tour noire sur case noire h8 · Pion noir sur case noire a7 · Pion noir sur case blanche b7 · Pion noir sur case blanche d7 · Pion noir sur case noire e7 · Pion noir sur case blanche f7 · Fou noir sur case noire g7 · Pion noir sur case blanche h7 · Cavalier noir sur case blanche c6 · Cavalier noir sur case noire f6 · Pion noir sur case blanche g6 · Cavalier blanc sur case noire d4 · Pion blanc sur case blanche e4 · Cavalier blanc sur case noire c3 · Fou blanc sur case noire e3 · Pion blanc sur case blanche f3 · Pion blanc sur case blanche a2 · Pion blanc sur case noire b2 · Pion blanc sur case blanche c2 · Pion blanc sur case blanche g2 · Pion blanc sur case noire h2 · Tour blanche sur case noire a1 · Dame blanche sur case blanche d1 · Roi blanc sur case noire e1 · Fou blanc sur case blanche f1 · Tour blanche sur case blanche h1 | 3 |
| 2 | Tour noire sur case blanche a8 · Fou noir sur case blanche c8 · Dame noire sur case noire d8 · Roi noir sur case blanche e8 · Tour noire sur case noire h8 · Pion noir sur case noire a7 · Pion noir sur case blanche b7 · Pion noir sur case blanche d7 · Pion noir sur case noire e7 · Pion noir sur case blanche f7 · Fou noir sur case noire g7 · Pion noir sur case blanche h7 · Cavalier noir sur case blanche c6 · Cavalier noir sur case noire f6 · Pion noir sur case blanche g6 · Cavalier blanc sur case noire d4 · Pion blanc sur case blanche e4 · Cavalier blanc sur case noire c3 · Fou blanc sur case noire e3 · Pion blanc sur case blanche f3 · Pion blanc sur case blanche a2 · Pion blanc sur case noire b2 · Pion blanc sur case blanche c2 · Pion blanc sur case blanche g2 · Pion blanc sur case noire h2 · Tour blanche sur case noire a1 · Dame blanche sur case blanche d1 · Roi blanc sur case noire e1 · Fou blanc sur case blanche f1 · Tour blanche sur case blanche h1 | Tour noire sur case blanche a8 · Fou noir sur case blanche c8 · Dame noire sur case noire d8 · Roi noir sur case blanche e8 · Tour noire sur case noire h8 · Pion noir sur case noire a7 · Pion noir sur case blanche b7 · Pion noir sur case blanche d7 · Pion noir sur case noire e7 · Pion noir sur case blanche f7 · Fou noir sur case noire g7 · Pion noir sur case blanche h7 · Cavalier noir sur case blanche c6 · Cavalier noir sur case noire f6 · Pion noir sur case blanche g6 · Cavalier blanc sur case noire d4 · Pion blanc sur case blanche e4 · Cavalier blanc sur case noire c3 · Fou blanc sur case noire e3 · Pion blanc sur case blanche f3 · Pion blanc sur case blanche a2 · Pion blanc sur case noire b2 · Pion blanc sur case blanche c2 · Pion blanc sur case blanche g2 · Pion blanc sur case noire h2 · Tour blanche sur case noire a1 · Dame blanche sur case blanche d1 · Roi blanc sur case noire e1 · Fou blanc sur case blanche f1 · Tour blanche sur case blanche h1 | Tour noire sur case blanche a8 · Fou noir sur case blanche c8 · Dame noire sur case noire d8 · Roi noir sur case blanche e8 · Tour noire sur case noire h8 · Pion noir sur case noire a7 · Pion noir sur case blanche b7 · Pion noir sur case blanche d7 · Pion noir sur case noire e7 · Pion noir sur case blanche f7 · Fou noir sur case noire g7 · Pion noir sur case blanche h7 · Cavalier noir sur case blanche c6 · Cavalier noir sur case noire f6 · Pion noir sur case blanche g6 · Cavalier blanc sur case noire d4 · Pion blanc sur case blanche e4 · Cavalier blanc sur case noire c3 · Fou blanc sur case noire e3 · Pion blanc sur case blanche f3 · Pion blanc sur case blanche a2 · Pion blanc sur case noire b2 · Pion blanc sur case blanche c2 · Pion blanc sur case blanche g2 · Pion blanc sur case noire h2 · Tour blanche sur case noire a1 · Dame blanche sur case blanche d1 · Roi blanc sur case noire e1 · Fou blanc sur case blanche f1 · Tour blanche sur case blanche h1 | Tour noire sur case blanche a8 · Fou noir sur case blanche c8 · Dame noire sur case noire d8 · Roi noir sur case blanche e8 · Tour noire sur case noire h8 · Pion noir sur case noire a7 · Pion noir sur case blanche b7 · Pion noir sur case blanche d7 · Pion noir sur case noire e7 · Pion noir sur case blanche f7 · Fou noir sur case noire g7 · Pion noir sur case blanche h7 · Cavalier noir sur case blanche c6 · Cavalier noir sur case noire f6 · Pion noir sur case blanche g6 · Cavalier blanc sur case noire d4 · Pion blanc sur case blanche e4 · Cavalier blanc sur case noire c3 · Fou blanc sur case noire e3 · Pion blanc sur case blanche f3 · Pion blanc sur case blanche a2 · Pion blanc sur case noire b2 · Pion blanc sur case blanche c2 · Pion blanc sur case blanche g2 · Pion blanc sur case noire h2 · Tour blanche sur case noire a1 · Dame blanche sur case blanche d1 · Roi blanc sur case noire e1 · Fou blanc sur case blanche f1 · Tour blanche sur case blanche h1 | Tour noire sur case blanche a8 · Fou noir sur case blanche c8 · Dame noire sur case noire d8 · Roi noir sur case blanche e8 · Tour noire sur case noire h8 · Pion noir sur case noire a7 · Pion noir sur case blanche b7 · Pion noir sur case blanche d7 · Pion noir sur case noire e7 · Pion noir sur case blanche f7 · Fou noir sur case noire g7 · Pion noir sur case blanche h7 · Cavalier noir sur case blanche c6 · Cavalier noir sur case noire f6 · Pion noir sur case blanche g6 · Cavalier blanc sur case noire d4 · Pion blanc sur case blanche e4 · Cavalier blanc sur case noire c3 · Fou blanc sur case noire e3 · Pion blanc sur case blanche f3 · Pion blanc sur case blanche a2 · Pion blanc sur case noire b2 · Pion blanc sur case blanche c2 · Pion blanc sur case blanche g2 · Pion blanc sur case noire h2 · Tour blanche sur case noire a1 · Dame blanche sur case blanche d1 · Roi blanc sur case noire e1 · Fou blanc sur case blanche f1 · Tour blanche sur case blanche h1 | Tour noire sur case blanche a8 · Fou noir sur case blanche c8 · Dame noire sur case noire d8 · Roi noir sur case blanche e8 · Tour noire sur case noire h8 · Pion noir sur case noire a7 · Pion noir sur case blanche b7 · Pion noir sur case blanche d7 · Pion noir sur case noire e7 · Pion noir sur case blanche f7 · Fou noir sur case noire g7 · Pion noir sur case blanche h7 · Cavalier noir sur case blanche c6 · Cavalier noir sur case noire f6 · Pion noir sur case blanche g6 · Cavalier blanc sur case noire d4 · Pion blanc sur case blanche e4 · Cavalier blanc sur case noire c3 · Fou blanc sur case noire e3 · Pion blanc sur case blanche f3 · Pion blanc sur case blanche a2 · Pion blanc sur case noire b2 · Pion blanc sur case blanche c2 · Pion blanc sur case blanche g2 · Pion blanc sur case noire h2 · Tour blanche sur case noire a1 · Dame blanche sur case blanche d1 · Roi blanc sur case noire e1 · Fou blanc sur case blanche f1 · Tour blanche sur case blanche h1 | Tour noire sur case blanche a8 · Fou noir sur case blanche c8 · Dame noire sur case noire d8 · Roi noir sur case blanche e8 · Tour noire sur case noire h8 · Pion noir sur case noire a7 · Pion noir sur case blanche b7 · Pion noir sur case blanche d7 · Pion noir sur case noire e7 · Pion noir sur case blanche f7 · Fou noir sur case noire g7 · Pion noir sur case blanche h7 · Cavalier noir sur case blanche c6 · Cavalier noir sur case noire f6 · Pion noir sur case blanche g6 · Cavalier blanc sur case noire d4 · Pion blanc sur case blanche e4 · Cavalier blanc sur case noire c3 · Fou blanc sur case noire e3 · Pion blanc sur case blanche f3 · Pion blanc sur case blanche a2 · Pion blanc sur case noire b2 · Pion blanc sur case blanche c2 · Pion blanc sur case blanche g2 · Pion blanc sur case noire h2 · Tour blanche sur case noire a1 · Dame blanche sur case blanche d1 · Roi blanc sur case noire e1 · Fou blanc sur case blanche f1 · Tour blanche sur case blanche h1 | Tour noire sur case blanche a8 · Fou noir sur case blanche c8 · Dame noire sur case noire d8 · Roi noir sur case blanche e8 · Tour noire sur case noire h8 · Pion noir sur case noire a7 · Pion noir sur case blanche b7 · Pion noir sur case blanche d7 · Pion noir sur case noire e7 · Pion noir sur case blanche f7 · Fou noir sur case noire g7 · Pion noir sur case blanche h7 · Cavalier noir sur case blanche c6 · Cavalier noir sur case noire f6 · Pion noir sur case blanche g6 · Cavalier blanc sur case noire d4 · Pion blanc sur case blanche e4 · Cavalier blanc sur case noire c3 · Fou blanc sur case noire e3 · Pion blanc sur case blanche f3 · Pion blanc sur case blanche a2 · Pion blanc sur case noire b2 · Pion blanc sur case blanche c2 · Pion blanc sur case blanche g2 · Pion blanc sur case noire h2 · Tour blanche sur case noire a1 · Dame blanche sur case blanche d1 · Roi blanc sur case noire e1 · Fou blanc sur case blanche f1 · Tour blanche sur case blanche h1 | 2 |
| 1 | Tour noire sur case blanche a8 · Fou noir sur case blanche c8 · Dame noire sur case noire d8 · Roi noir sur case blanche e8 · Tour noire sur case noire h8 · Pion noir sur case noire a7 · Pion noir sur case blanche b7 · Pion noir sur case blanche d7 · Pion noir sur case noire e7 · Pion noir sur case blanche f7 · Fou noir sur case noire g7 · Pion noir sur case blanche h7 · Cavalier noir sur case blanche c6 · Cavalier noir sur case noire f6 · Pion noir sur case blanche g6 · Cavalier blanc sur case noire d4 · Pion blanc sur case blanche e4 · Cavalier blanc sur case noire c3 · Fou blanc sur case noire e3 · Pion blanc sur case blanche f3 · Pion blanc sur case blanche a2 · Pion blanc sur case noire b2 · Pion blanc sur case blanche c2 · Pion blanc sur case blanche g2 · Pion blanc sur case noire h2 · Tour blanche sur case noire a1 · Dame blanche sur case blanche d1 · Roi blanc sur case noire e1 · Fou blanc sur case blanche f1 · Tour blanche sur case blanche h1 | Tour noire sur case blanche a8 · Fou noir sur case blanche c8 · Dame noire sur case noire d8 · Roi noir sur case blanche e8 · Tour noire sur case noire h8 · Pion noir sur case noire a7 · Pion noir sur case blanche b7 · Pion noir sur case blanche d7 · Pion noir sur case noire e7 · Pion noir sur case blanche f7 · Fou noir sur case noire g7 · Pion noir sur case blanche h7 · Cavalier noir sur case blanche c6 · Cavalier noir sur case noire f6 · Pion noir sur case blanche g6 · Cavalier blanc sur case noire d4 · Pion blanc sur case blanche e4 · Cavalier blanc sur case noire c3 · Fou blanc sur case noire e3 · Pion blanc sur case blanche f3 · Pion blanc sur case blanche a2 · Pion blanc sur case noire b2 · Pion blanc sur case blanche c2 · Pion blanc sur case blanche g2 · Pion blanc sur case noire h2 · Tour blanche sur case noire a1 · Dame blanche sur case blanche d1 · Roi blanc sur case noire e1 · Fou blanc sur case blanche f1 · Tour blanche sur case blanche h1 | Tour noire sur case blanche a8 · Fou noir sur case blanche c8 · Dame noire sur case noire d8 · Roi noir sur case blanche e8 · Tour noire sur case noire h8 · Pion noir sur case noire a7 · Pion noir sur case blanche b7 · Pion noir sur case blanche d7 · Pion noir sur case noire e7 · Pion noir sur case blanche f7 · Fou noir sur case noire g7 · Pion noir sur case blanche h7 · Cavalier noir sur case blanche c6 · Cavalier noir sur case noire f6 · Pion noir sur case blanche g6 · Cavalier blanc sur case noire d4 · Pion blanc sur case blanche e4 · Cavalier blanc sur case noire c3 · Fou blanc sur case noire e3 · Pion blanc sur case blanche f3 · Pion blanc sur case blanche a2 · Pion blanc sur case noire b2 · Pion blanc sur case blanche c2 · Pion blanc sur case blanche g2 · Pion blanc sur case noire h2 · Tour blanche sur case noire a1 · Dame blanche sur case blanche d1 · Roi blanc sur case noire e1 · Fou blanc sur case blanche f1 · Tour blanche sur case blanche h1 | Tour noire sur case blanche a8 · Fou noir sur case blanche c8 · Dame noire sur case noire d8 · Roi noir sur case blanche e8 · Tour noire sur case noire h8 · Pion noir sur case noire a7 · Pion noir sur case blanche b7 · Pion noir sur case blanche d7 · Pion noir sur case noire e7 · Pion noir sur case blanche f7 · Fou noir sur case noire g7 · Pion noir sur case blanche h7 · Cavalier noir sur case blanche c6 · Cavalier noir sur case noire f6 · Pion noir sur case blanche g6 · Cavalier blanc sur case noire d4 · Pion blanc sur case blanche e4 · Cavalier blanc sur case noire c3 · Fou blanc sur case noire e3 · Pion blanc sur case blanche f3 · Pion blanc sur case blanche a2 · Pion blanc sur case noire b2 · Pion blanc sur case blanche c2 · Pion blanc sur case blanche g2 · Pion blanc sur case noire h2 · Tour blanche sur case noire a1 · Dame blanche sur case blanche d1 · Roi blanc sur case noire e1 · Fou blanc sur case blanche f1 · Tour blanche sur case blanche h1 | Tour noire sur case blanche a8 · Fou noir sur case blanche c8 · Dame noire sur case noire d8 · Roi noir sur case blanche e8 · Tour noire sur case noire h8 · Pion noir sur case noire a7 · Pion noir sur case blanche b7 · Pion noir sur case blanche d7 · Pion noir sur case noire e7 · Pion noir sur case blanche f7 · Fou noir sur case noire g7 · Pion noir sur case blanche h7 · Cavalier noir sur case blanche c6 · Cavalier noir sur case noire f6 · Pion noir sur case blanche g6 · Cavalier blanc sur case noire d4 · Pion blanc sur case blanche e4 · Cavalier blanc sur case noire c3 · Fou blanc sur case noire e3 · Pion blanc sur case blanche f3 · Pion blanc sur case blanche a2 · Pion blanc sur case noire b2 · Pion blanc sur case blanche c2 · Pion blanc sur case blanche g2 · Pion blanc sur case noire h2 · Tour blanche sur case noire a1 · Dame blanche sur case blanche d1 · Roi blanc sur case noire e1 · Fou blanc sur case blanche f1 · Tour blanche sur case blanche h1 | Tour noire sur case blanche a8 · Fou noir sur case blanche c8 · Dame noire sur case noire d8 · Roi noir sur case blanche e8 · Tour noire sur case noire h8 · Pion noir sur case noire a7 · Pion noir sur case blanche b7 · Pion noir sur case blanche d7 · Pion noir sur case noire e7 · Pion noir sur case blanche f7 · Fou noir sur case noire g7 · Pion noir sur case blanche h7 · Cavalier noir sur case blanche c6 · Cavalier noir sur case noire f6 · Pion noir sur case blanche g6 · Cavalier blanc sur case noire d4 · Pion blanc sur case blanche e4 · Cavalier blanc sur case noire c3 · Fou blanc sur case noire e3 · Pion blanc sur case blanche f3 · Pion blanc sur case blanche a2 · Pion blanc sur case noire b2 · Pion blanc sur case blanche c2 · Pion blanc sur case blanche g2 · Pion blanc sur case noire h2 · Tour blanche sur case noire a1 · Dame blanche sur case blanche d1 · Roi blanc sur case noire e1 · Fou blanc sur case blanche f1 · Tour blanche sur case blanche h1 | Tour noire sur case blanche a8 · Fou noir sur case blanche c8 · Dame noire sur case noire d8 · Roi noir sur case blanche e8 · Tour noire sur case noire h8 · Pion noir sur case noire a7 · Pion noir sur case blanche b7 · Pion noir sur case blanche d7 · Pion noir sur case noire e7 · Pion noir sur case blanche f7 · Fou noir sur case noire g7 · Pion noir sur case blanche h7 · Cavalier noir sur case blanche c6 · Cavalier noir sur case noire f6 · Pion noir sur case blanche g6 · Cavalier blanc sur case noire d4 · Pion blanc sur case blanche e4 · Cavalier blanc sur case noire c3 · Fou blanc sur case noire e3 · Pion blanc sur case blanche f3 · Pion blanc sur case blanche a2 · Pion blanc sur case noire b2 · Pion blanc sur case blanche c2 · Pion blanc sur case blanche g2 · Pion blanc sur case noire h2 · Tour blanche sur case noire a1 · Dame blanche sur case blanche d1 · Roi blanc sur case noire e1 · Fou blanc sur case blanche f1 · Tour blanche sur case blanche h1 | Tour noire sur case blanche a8 · Fou noir sur case blanche c8 · Dame noire sur case noire d8 · Roi noir sur case blanche e8 · Tour noire sur case noire h8 · Pion noir sur case noire a7 · Pion noir sur case blanche b7 · Pion noir sur case blanche d7 · Pion noir sur case noire e7 · Pion noir sur case blanche f7 · Fou noir sur case noire g7 · Pion noir sur case blanche h7 · Cavalier noir sur case blanche c6 · Cavalier noir sur case noire f6 · Pion noir sur case blanche g6 · Cavalier blanc sur case noire d4 · Pion blanc sur case blanche e4 · Cavalier blanc sur case noire c3 · Fou blanc sur case noire e3 · Pion blanc sur case blanche f3 · Pion blanc sur case blanche a2 · Pion blanc sur case noire b2 · Pion blanc sur case blanche c2 · Pion blanc sur case blanche g2 · Pion blanc sur case noire h2 · Tour blanche sur case noire a1 · Dame blanche sur case blanche d1 · Roi blanc sur case noire e1 · Fou blanc sur case blanche f1 · Tour blanche sur case blanche h1 | 1 |
|   | a | b | c | d | e | f | g | h |   |

|   | a | b | c | d | e | f | g | h |   |
| 8 | Tour noire sur case blanche a8 · Cavalier noir sur case noire b8 · Dame noire sur case noire d8 · Roi noir sur case blanche e8 · Fou noir sur case noire f8 · Tour noire sur case noire h8 · Pion noir sur case noire a7 · Fou noir sur case blanche b7 · Pion noir sur case noire c7 · Pion noir sur case blanche d7 · Pion noir sur case blanche f7 · Pion noir sur case noire g7 · Pion noir sur case blanche h7 · Pion noir sur case noire b6 · Pion noir sur case blanche e6 · Cavalier noir sur case noire f6 · Pion blanc sur case blanche c4 · Pion blanc sur case noire d4 · Pion blanc sur case noire a3 · Cavalier blanc sur case blanche f3 · Pion blanc sur case noire b2 · Pion blanc sur case blanche e2 · Pion blanc sur case noire f2 · Pion blanc sur case blanche g2 · Pion blanc sur case noire h2 · Tour blanche sur case noire a1 · Cavalier blanc sur case blanche b1 · Fou blanc sur case noire c1 · Dame blanche sur case blanche d1 · Roi blanc sur case noire e1 · Fou blanc sur case blanche f1 · Tour blanche sur case blanche h1 | Tour noire sur case blanche a8 · Cavalier noir sur case noire b8 · Dame noire sur case noire d8 · Roi noir sur case blanche e8 · Fou noir sur case noire f8 · Tour noire sur case noire h8 · Pion noir sur case noire a7 · Fou noir sur case blanche b7 · Pion noir sur case noire c7 · Pion noir sur case blanche d7 · Pion noir sur case blanche f7 · Pion noir sur case noire g7 · Pion noir sur case blanche h7 · Pion noir sur case noire b6 · Pion noir sur case blanche e6 · Cavalier noir sur case noire f6 · Pion blanc sur case blanche c4 · Pion blanc sur case noire d4 · Pion blanc sur case noire a3 · Cavalier blanc sur case blanche f3 · Pion blanc sur case noire b2 · Pion blanc sur case blanche e2 · Pion blanc sur case noire f2 · Pion blanc sur case blanche g2 · Pion blanc sur case noire h2 · Tour blanche sur case noire a1 · Cavalier blanc sur case blanche b1 · Fou blanc sur case noire c1 · Dame blanche sur case blanche d1 · Roi blanc sur case noire e1 · Fou blanc sur case blanche f1 · Tour blanche sur case blanche h1 | Tour noire sur case blanche a8 · Cavalier noir sur case noire b8 · Dame noire sur case noire d8 · Roi noir sur case blanche e8 · Fou noir sur case noire f8 · Tour noire sur case noire h8 · Pion noir sur case noire a7 · Fou noir sur case blanche b7 · Pion noir sur case noire c7 · Pion noir sur case blanche d7 · Pion noir sur case blanche f7 · Pion noir sur case noire g7 · Pion noir sur case blanche h7 · Pion noir sur case noire b6 · Pion noir sur case blanche e6 · Cavalier noir sur case noire f6 · Pion blanc sur case blanche c4 · Pion blanc sur case noire d4 · Pion blanc sur case noire a3 · Cavalier blanc sur case blanche f3 · Pion blanc sur case noire b2 · Pion blanc sur case blanche e2 · Pion blanc sur case noire f2 · Pion blanc sur case blanche g2 · Pion blanc sur case noire h2 · Tour blanche sur case noire a1 · Cavalier blanc sur case blanche b1 · Fou blanc sur case noire c1 · Dame blanche sur case blanche d1 · Roi blanc sur case noire e1 · Fou blanc sur case blanche f1 · Tour blanche sur case blanche h1 | Tour noire sur case blanche a8 · Cavalier noir sur case noire b8 · Dame noire sur case noire d8 · Roi noir sur case blanche e8 · Fou noir sur case noire f8 · Tour noire sur case noire h8 · Pion noir sur case noire a7 · Fou noir sur case blanche b7 · Pion noir sur case noire c7 · Pion noir sur case blanche d7 · Pion noir sur case blanche f7 · Pion noir sur case noire g7 · Pion noir sur case blanche h7 · Pion noir sur case noire b6 · Pion noir sur case blanche e6 · Cavalier noir sur case noire f6 · Pion blanc sur case blanche c4 · Pion blanc sur case noire d4 · Pion blanc sur case noire a3 · Cavalier blanc sur case blanche f3 · Pion blanc sur case noire b2 · Pion blanc sur case blanche e2 · Pion blanc sur case noire f2 · Pion blanc sur case blanche g2 · Pion blanc sur case noire h2 · Tour blanche sur case noire a1 · Cavalier blanc sur case blanche b1 · Fou blanc sur case noire c1 · Dame blanche sur case blanche d1 · Roi blanc sur case noire e1 · Fou blanc sur case blanche f1 · Tour blanche sur case blanche h1 | Tour noire sur case blanche a8 · Cavalier noir sur case noire b8 · Dame noire sur case noire d8 · Roi noir sur case blanche e8 · Fou noir sur case noire f8 · Tour noire sur case noire h8 · Pion noir sur case noire a7 · Fou noir sur case blanche b7 · Pion noir sur case noire c7 · Pion noir sur case blanche d7 · Pion noir sur case blanche f7 · Pion noir sur case noire g7 · Pion noir sur case blanche h7 · Pion noir sur case noire b6 · Pion noir sur case blanche e6 · Cavalier noir sur case noire f6 · Pion blanc sur case blanche c4 · Pion blanc sur case noire d4 · Pion blanc sur case noire a3 · Cavalier blanc sur case blanche f3 · Pion blanc sur case noire b2 · Pion blanc sur case blanche e2 · Pion blanc sur case noire f2 · Pion blanc sur case blanche g2 · Pion blanc sur case noire h2 · Tour blanche sur case noire a1 · Cavalier blanc sur case blanche b1 · Fou blanc sur case noire c1 · Dame blanche sur case blanche d1 · Roi blanc sur case noire e1 · Fou blanc sur case blanche f1 · Tour blanche sur case blanche h1 | Tour noire sur case blanche a8 · Cavalier noir sur case noire b8 · Dame noire sur case noire d8 · Roi noir sur case blanche e8 · Fou noir sur case noire f8 · Tour noire sur case noire h8 · Pion noir sur case noire a7 · Fou noir sur case blanche b7 · Pion noir sur case noire c7 · Pion noir sur case blanche d7 · Pion noir sur case blanche f7 · Pion noir sur case noire g7 · Pion noir sur case blanche h7 · Pion noir sur case noire b6 · Pion noir sur case blanche e6 · Cavalier noir sur case noire f6 · Pion blanc sur case blanche c4 · Pion blanc sur case noire d4 · Pion blanc sur case noire a3 · Cavalier blanc sur case blanche f3 · Pion blanc sur case noire b2 · Pion blanc sur case blanche e2 · Pion blanc sur case noire f2 · Pion blanc sur case blanche g2 · Pion blanc sur case noire h2 · Tour blanche sur case noire a1 · Cavalier blanc sur case blanche b1 · Fou blanc sur case noire c1 · Dame blanche sur case blanche d1 · Roi blanc sur case noire e1 · Fou blanc sur case blanche f1 · Tour blanche sur case blanche h1 | Tour noire sur case blanche a8 · Cavalier noir sur case noire b8 · Dame noire sur case noire d8 · Roi noir sur case blanche e8 · Fou noir sur case noire f8 · Tour noire sur case noire h8 · Pion noir sur case noire a7 · Fou noir sur case blanche b7 · Pion noir sur case noire c7 · Pion noir sur case blanche d7 · Pion noir sur case blanche f7 · Pion noir sur case noire g7 · Pion noir sur case blanche h7 · Pion noir sur case noire b6 · Pion noir sur case blanche e6 · Cavalier noir sur case noire f6 · Pion blanc sur case blanche c4 · Pion blanc sur case noire d4 · Pion blanc sur case noire a3 · Cavalier blanc sur case blanche f3 · Pion blanc sur case noire b2 · Pion blanc sur case blanche e2 · Pion blanc sur case noire f2 · Pion blanc sur case blanche g2 · Pion blanc sur case noire h2 · Tour blanche sur case noire a1 · Cavalier blanc sur case blanche b1 · Fou blanc sur case noire c1 · Dame blanche sur case blanche d1 · Roi blanc sur case noire e1 · Fou blanc sur case blanche f1 · Tour blanche sur case blanche h1 | Tour noire sur case blanche a8 · Cavalier noir sur case noire b8 · Dame noire sur case noire d8 · Roi noir sur case blanche e8 · Fou noir sur case noire f8 · Tour noire sur case noire h8 · Pion noir sur case noire a7 · Fou noir sur case blanche b7 · Pion noir sur case noire c7 · Pion noir sur case blanche d7 · Pion noir sur case blanche f7 · Pion noir sur case noire g7 · Pion noir sur case blanche h7 · Pion noir sur case noire b6 · Pion noir sur case blanche e6 · Cavalier noir sur case noire f6 · Pion blanc sur case blanche c4 · Pion blanc sur case noire d4 · Pion blanc sur case noire a3 · Cavalier blanc sur case blanche f3 · Pion blanc sur case noire b2 · Pion blanc sur case blanche e2 · Pion blanc sur case noire f2 · Pion blanc sur case blanche g2 · Pion blanc sur case noire h2 · Tour blanche sur case noire a1 · Cavalier blanc sur case blanche b1 · Fou blanc sur case noire c1 · Dame blanche sur case blanche d1 · Roi blanc sur case noire e1 · Fou blanc sur case blanche f1 · Tour blanche sur case blanche h1 | 8 |
| 7 | Tour noire sur case blanche a8 · Cavalier noir sur case noire b8 · Dame noire sur case noire d8 · Roi noir sur case blanche e8 · Fou noir sur case noire f8 · Tour noire sur case noire h8 · Pion noir sur case noire a7 · Fou noir sur case blanche b7 · Pion noir sur case noire c7 · Pion noir sur case blanche d7 · Pion noir sur case blanche f7 · Pion noir sur case noire g7 · Pion noir sur case blanche h7 · Pion noir sur case noire b6 · Pion noir sur case blanche e6 · Cavalier noir sur case noire f6 · Pion blanc sur case blanche c4 · Pion blanc sur case noire d4 · Pion blanc sur case noire a3 · Cavalier blanc sur case blanche f3 · Pion blanc sur case noire b2 · Pion blanc sur case blanche e2 · Pion blanc sur case noire f2 · Pion blanc sur case blanche g2 · Pion blanc sur case noire h2 · Tour blanche sur case noire a1 · Cavalier blanc sur case blanche b1 · Fou blanc sur case noire c1 · Dame blanche sur case blanche d1 · Roi blanc sur case noire e1 · Fou blanc sur case blanche f1 · Tour blanche sur case blanche h1 | Tour noire sur case blanche a8 · Cavalier noir sur case noire b8 · Dame noire sur case noire d8 · Roi noir sur case blanche e8 · Fou noir sur case noire f8 · Tour noire sur case noire h8 · Pion noir sur case noire a7 · Fou noir sur case blanche b7 · Pion noir sur case noire c7 · Pion noir sur case blanche d7 · Pion noir sur case blanche f7 · Pion noir sur case noire g7 · Pion noir sur case blanche h7 · Pion noir sur case noire b6 · Pion noir sur case blanche e6 · Cavalier noir sur case noire f6 · Pion blanc sur case blanche c4 · Pion blanc sur case noire d4 · Pion blanc sur case noire a3 · Cavalier blanc sur case blanche f3 · Pion blanc sur case noire b2 · Pion blanc sur case blanche e2 · Pion blanc sur case noire f2 · Pion blanc sur case blanche g2 · Pion blanc sur case noire h2 · Tour blanche sur case noire a1 · Cavalier blanc sur case blanche b1 · Fou blanc sur case noire c1 · Dame blanche sur case blanche d1 · Roi blanc sur case noire e1 · Fou blanc sur case blanche f1 · Tour blanche sur case blanche h1 | Tour noire sur case blanche a8 · Cavalier noir sur case noire b8 · Dame noire sur case noire d8 · Roi noir sur case blanche e8 · Fou noir sur case noire f8 · Tour noire sur case noire h8 · Pion noir sur case noire a7 · Fou noir sur case blanche b7 · Pion noir sur case noire c7 · Pion noir sur case blanche d7 · Pion noir sur case blanche f7 · Pion noir sur case noire g7 · Pion noir sur case blanche h7 · Pion noir sur case noire b6 · Pion noir sur case blanche e6 · Cavalier noir sur case noire f6 · Pion blanc sur case blanche c4 · Pion blanc sur case noire d4 · Pion blanc sur case noire a3 · Cavalier blanc sur case blanche f3 · Pion blanc sur case noire b2 · Pion blanc sur case blanche e2 · Pion blanc sur case noire f2 · Pion blanc sur case blanche g2 · Pion blanc sur case noire h2 · Tour blanche sur case noire a1 · Cavalier blanc sur case blanche b1 · Fou blanc sur case noire c1 · Dame blanche sur case blanche d1 · Roi blanc sur case noire e1 · Fou blanc sur case blanche f1 · Tour blanche sur case blanche h1 | Tour noire sur case blanche a8 · Cavalier noir sur case noire b8 · Dame noire sur case noire d8 · Roi noir sur case blanche e8 · Fou noir sur case noire f8 · Tour noire sur case noire h8 · Pion noir sur case noire a7 · Fou noir sur case blanche b7 · Pion noir sur case noire c7 · Pion noir sur case blanche d7 · Pion noir sur case blanche f7 · Pion noir sur case noire g7 · Pion noir sur case blanche h7 · Pion noir sur case noire b6 · Pion noir sur case blanche e6 · Cavalier noir sur case noire f6 · Pion blanc sur case blanche c4 · Pion blanc sur case noire d4 · Pion blanc sur case noire a3 · Cavalier blanc sur case blanche f3 · Pion blanc sur case noire b2 · Pion blanc sur case blanche e2 · Pion blanc sur case noire f2 · Pion blanc sur case blanche g2 · Pion blanc sur case noire h2 · Tour blanche sur case noire a1 · Cavalier blanc sur case blanche b1 · Fou blanc sur case noire c1 · Dame blanche sur case blanche d1 · Roi blanc sur case noire e1 · Fou blanc sur case blanche f1 · Tour blanche sur case blanche h1 | Tour noire sur case blanche a8 · Cavalier noir sur case noire b8 · Dame noire sur case noire d8 · Roi noir sur case blanche e8 · Fou noir sur case noire f8 · Tour noire sur case noire h8 · Pion noir sur case noire a7 · Fou noir sur case blanche b7 · Pion noir sur case noire c7 · Pion noir sur case blanche d7 · Pion noir sur case blanche f7 · Pion noir sur case noire g7 · Pion noir sur case blanche h7 · Pion noir sur case noire b6 · Pion noir sur case blanche e6 · Cavalier noir sur case noire f6 · Pion blanc sur case blanche c4 · Pion blanc sur case noire d4 · Pion blanc sur case noire a3 · Cavalier blanc sur case blanche f3 · Pion blanc sur case noire b2 · Pion blanc sur case blanche e2 · Pion blanc sur case noire f2 · Pion blanc sur case blanche g2 · Pion blanc sur case noire h2 · Tour blanche sur case noire a1 · Cavalier blanc sur case blanche b1 · Fou blanc sur case noire c1 · Dame blanche sur case blanche d1 · Roi blanc sur case noire e1 · Fou blanc sur case blanche f1 · Tour blanche sur case blanche h1 | Tour noire sur case blanche a8 · Cavalier noir sur case noire b8 · Dame noire sur case noire d8 · Roi noir sur case blanche e8 · Fou noir sur case noire f8 · Tour noire sur case noire h8 · Pion noir sur case noire a7 · Fou noir sur case blanche b7 · Pion noir sur case noire c7 · Pion noir sur case blanche d7 · Pion noir sur case blanche f7 · Pion noir sur case noire g7 · Pion noir sur case blanche h7 · Pion noir sur case noire b6 · Pion noir sur case blanche e6 · Cavalier noir sur case noire f6 · Pion blanc sur case blanche c4 · Pion blanc sur case noire d4 · Pion blanc sur case noire a3 · Cavalier blanc sur case blanche f3 · Pion blanc sur case noire b2 · Pion blanc sur case blanche e2 · Pion blanc sur case noire f2 · Pion blanc sur case blanche g2 · Pion blanc sur case noire h2 · Tour blanche sur case noire a1 · Cavalier blanc sur case blanche b1 · Fou blanc sur case noire c1 · Dame blanche sur case blanche d1 · Roi blanc sur case noire e1 · Fou blanc sur case blanche f1 · Tour blanche sur case blanche h1 | Tour noire sur case blanche a8 · Cavalier noir sur case noire b8 · Dame noire sur case noire d8 · Roi noir sur case blanche e8 · Fou noir sur case noire f8 · Tour noire sur case noire h8 · Pion noir sur case noire a7 · Fou noir sur case blanche b7 · Pion noir sur case noire c7 · Pion noir sur case blanche d7 · Pion noir sur case blanche f7 · Pion noir sur case noire g7 · Pion noir sur case blanche h7 · Pion noir sur case noire b6 · Pion noir sur case blanche e6 · Cavalier noir sur case noire f6 · Pion blanc sur case blanche c4 · Pion blanc sur case noire d4 · Pion blanc sur case noire a3 · Cavalier blanc sur case blanche f3 · Pion blanc sur case noire b2 · Pion blanc sur case blanche e2 · Pion blanc sur case noire f2 · Pion blanc sur case blanche g2 · Pion blanc sur case noire h2 · Tour blanche sur case noire a1 · Cavalier blanc sur case blanche b1 · Fou blanc sur case noire c1 · Dame blanche sur case blanche d1 · Roi blanc sur case noire e1 · Fou blanc sur case blanche f1 · Tour blanche sur case blanche h1 | Tour noire sur case blanche a8 · Cavalier noir sur case noire b8 · Dame noire sur case noire d8 · Roi noir sur case blanche e8 · Fou noir sur case noire f8 · Tour noire sur case noire h8 · Pion noir sur case noire a7 · Fou noir sur case blanche b7 · Pion noir sur case noire c7 · Pion noir sur case blanche d7 · Pion noir sur case blanche f7 · Pion noir sur case noire g7 · Pion noir sur case blanche h7 · Pion noir sur case noire b6 · Pion noir sur case blanche e6 · Cavalier noir sur case noire f6 · Pion blanc sur case blanche c4 · Pion blanc sur case noire d4 · Pion blanc sur case noire a3 · Cavalier blanc sur case blanche f3 · Pion blanc sur case noire b2 · Pion blanc sur case blanche e2 · Pion blanc sur case noire f2 · Pion blanc sur case blanche g2 · Pion blanc sur case noire h2 · Tour blanche sur case noire a1 · Cavalier blanc sur case blanche b1 · Fou blanc sur case noire c1 · Dame blanche sur case blanche d1 · Roi blanc sur case noire e1 · Fou blanc sur case blanche f1 · Tour blanche sur case blanche h1 | 7 |
| 6 | Tour noire sur case blanche a8 · Cavalier noir sur case noire b8 · Dame noire sur case noire d8 · Roi noir sur case blanche e8 · Fou noir sur case noire f8 · Tour noire sur case noire h8 · Pion noir sur case noire a7 · Fou noir sur case blanche b7 · Pion noir sur case noire c7 · Pion noir sur case blanche d7 · Pion noir sur case blanche f7 · Pion noir sur case noire g7 · Pion noir sur case blanche h7 · Pion noir sur case noire b6 · Pion noir sur case blanche e6 · Cavalier noir sur case noire f6 · Pion blanc sur case blanche c4 · Pion blanc sur case noire d4 · Pion blanc sur case noire a3 · Cavalier blanc sur case blanche f3 · Pion blanc sur case noire b2 · Pion blanc sur case blanche e2 · Pion blanc sur case noire f2 · Pion blanc sur case blanche g2 · Pion blanc sur case noire h2 · Tour blanche sur case noire a1 · Cavalier blanc sur case blanche b1 · Fou blanc sur case noire c1 · Dame blanche sur case blanche d1 · Roi blanc sur case noire e1 · Fou blanc sur case blanche f1 · Tour blanche sur case blanche h1 | Tour noire sur case blanche a8 · Cavalier noir sur case noire b8 · Dame noire sur case noire d8 · Roi noir sur case blanche e8 · Fou noir sur case noire f8 · Tour noire sur case noire h8 · Pion noir sur case noire a7 · Fou noir sur case blanche b7 · Pion noir sur case noire c7 · Pion noir sur case blanche d7 · Pion noir sur case blanche f7 · Pion noir sur case noire g7 · Pion noir sur case blanche h7 · Pion noir sur case noire b6 · Pion noir sur case blanche e6 · Cavalier noir sur case noire f6 · Pion blanc sur case blanche c4 · Pion blanc sur case noire d4 · Pion blanc sur case noire a3 · Cavalier blanc sur case blanche f3 · Pion blanc sur case noire b2 · Pion blanc sur case blanche e2 · Pion blanc sur case noire f2 · Pion blanc sur case blanche g2 · Pion blanc sur case noire h2 · Tour blanche sur case noire a1 · Cavalier blanc sur case blanche b1 · Fou blanc sur case noire c1 · Dame blanche sur case blanche d1 · Roi blanc sur case noire e1 · Fou blanc sur case blanche f1 · Tour blanche sur case blanche h1 | Tour noire sur case blanche a8 · Cavalier noir sur case noire b8 · Dame noire sur case noire d8 · Roi noir sur case blanche e8 · Fou noir sur case noire f8 · Tour noire sur case noire h8 · Pion noir sur case noire a7 · Fou noir sur case blanche b7 · Pion noir sur case noire c7 · Pion noir sur case blanche d7 · Pion noir sur case blanche f7 · Pion noir sur case noire g7 · Pion noir sur case blanche h7 · Pion noir sur case noire b6 · Pion noir sur case blanche e6 · Cavalier noir sur case noire f6 · Pion blanc sur case blanche c4 · Pion blanc sur case noire d4 · Pion blanc sur case noire a3 · Cavalier blanc sur case blanche f3 · Pion blanc sur case noire b2 · Pion blanc sur case blanche e2 · Pion blanc sur case noire f2 · Pion blanc sur case blanche g2 · Pion blanc sur case noire h2 · Tour blanche sur case noire a1 · Cavalier blanc sur case blanche b1 · Fou blanc sur case noire c1 · Dame blanche sur case blanche d1 · Roi blanc sur case noire e1 · Fou blanc sur case blanche f1 · Tour blanche sur case blanche h1 | Tour noire sur case blanche a8 · Cavalier noir sur case noire b8 · Dame noire sur case noire d8 · Roi noir sur case blanche e8 · Fou noir sur case noire f8 · Tour noire sur case noire h8 · Pion noir sur case noire a7 · Fou noir sur case blanche b7 · Pion noir sur case noire c7 · Pion noir sur case blanche d7 · Pion noir sur case blanche f7 · Pion noir sur case noire g7 · Pion noir sur case blanche h7 · Pion noir sur case noire b6 · Pion noir sur case blanche e6 · Cavalier noir sur case noire f6 · Pion blanc sur case blanche c4 · Pion blanc sur case noire d4 · Pion blanc sur case noire a3 · Cavalier blanc sur case blanche f3 · Pion blanc sur case noire b2 · Pion blanc sur case blanche e2 · Pion blanc sur case noire f2 · Pion blanc sur case blanche g2 · Pion blanc sur case noire h2 · Tour blanche sur case noire a1 · Cavalier blanc sur case blanche b1 · Fou blanc sur case noire c1 · Dame blanche sur case blanche d1 · Roi blanc sur case noire e1 · Fou blanc sur case blanche f1 · Tour blanche sur case blanche h1 | Tour noire sur case blanche a8 · Cavalier noir sur case noire b8 · Dame noire sur case noire d8 · Roi noir sur case blanche e8 · Fou noir sur case noire f8 · Tour noire sur case noire h8 · Pion noir sur case noire a7 · Fou noir sur case blanche b7 · Pion noir sur case noire c7 · Pion noir sur case blanche d7 · Pion noir sur case blanche f7 · Pion noir sur case noire g7 · Pion noir sur case blanche h7 · Pion noir sur case noire b6 · Pion noir sur case blanche e6 · Cavalier noir sur case noire f6 · Pion blanc sur case blanche c4 · Pion blanc sur case noire d4 · Pion blanc sur case noire a3 · Cavalier blanc sur case blanche f3 · Pion blanc sur case noire b2 · Pion blanc sur case blanche e2 · Pion blanc sur case noire f2 · Pion blanc sur case blanche g2 · Pion blanc sur case noire h2 · Tour blanche sur case noire a1 · Cavalier blanc sur case blanche b1 · Fou blanc sur case noire c1 · Dame blanche sur case blanche d1 · Roi blanc sur case noire e1 · Fou blanc sur case blanche f1 · Tour blanche sur case blanche h1 | Tour noire sur case blanche a8 · Cavalier noir sur case noire b8 · Dame noire sur case noire d8 · Roi noir sur case blanche e8 · Fou noir sur case noire f8 · Tour noire sur case noire h8 · Pion noir sur case noire a7 · Fou noir sur case blanche b7 · Pion noir sur case noire c7 · Pion noir sur case blanche d7 · Pion noir sur case blanche f7 · Pion noir sur case noire g7 · Pion noir sur case blanche h7 · Pion noir sur case noire b6 · Pion noir sur case blanche e6 · Cavalier noir sur case noire f6 · Pion blanc sur case blanche c4 · Pion blanc sur case noire d4 · Pion blanc sur case noire a3 · Cavalier blanc sur case blanche f3 · Pion blanc sur case noire b2 · Pion blanc sur case blanche e2 · Pion blanc sur case noire f2 · Pion blanc sur case blanche g2 · Pion blanc sur case noire h2 · Tour blanche sur case noire a1 · Cavalier blanc sur case blanche b1 · Fou blanc sur case noire c1 · Dame blanche sur case blanche d1 · Roi blanc sur case noire e1 · Fou blanc sur case blanche f1 · Tour blanche sur case blanche h1 | Tour noire sur case blanche a8 · Cavalier noir sur case noire b8 · Dame noire sur case noire d8 · Roi noir sur case blanche e8 · Fou noir sur case noire f8 · Tour noire sur case noire h8 · Pion noir sur case noire a7 · Fou noir sur case blanche b7 · Pion noir sur case noire c7 · Pion noir sur case blanche d7 · Pion noir sur case blanche f7 · Pion noir sur case noire g7 · Pion noir sur case blanche h7 · Pion noir sur case noire b6 · Pion noir sur case blanche e6 · Cavalier noir sur case noire f6 · Pion blanc sur case blanche c4 · Pion blanc sur case noire d4 · Pion blanc sur case noire a3 · Cavalier blanc sur case blanche f3 · Pion blanc sur case noire b2 · Pion blanc sur case blanche e2 · Pion blanc sur case noire f2 · Pion blanc sur case blanche g2 · Pion blanc sur case noire h2 · Tour blanche sur case noire a1 · Cavalier blanc sur case blanche b1 · Fou blanc sur case noire c1 · Dame blanche sur case blanche d1 · Roi blanc sur case noire e1 · Fou blanc sur case blanche f1 · Tour blanche sur case blanche h1 | Tour noire sur case blanche a8 · Cavalier noir sur case noire b8 · Dame noire sur case noire d8 · Roi noir sur case blanche e8 · Fou noir sur case noire f8 · Tour noire sur case noire h8 · Pion noir sur case noire a7 · Fou noir sur case blanche b7 · Pion noir sur case noire c7 · Pion noir sur case blanche d7 · Pion noir sur case blanche f7 · Pion noir sur case noire g7 · Pion noir sur case blanche h7 · Pion noir sur case noire b6 · Pion noir sur case blanche e6 · Cavalier noir sur case noire f6 · Pion blanc sur case blanche c4 · Pion blanc sur case noire d4 · Pion blanc sur case noire a3 · Cavalier blanc sur case blanche f3 · Pion blanc sur case noire b2 · Pion blanc sur case blanche e2 · Pion blanc sur case noire f2 · Pion blanc sur case blanche g2 · Pion blanc sur case noire h2 · Tour blanche sur case noire a1 · Cavalier blanc sur case blanche b1 · Fou blanc sur case noire c1 · Dame blanche sur case blanche d1 · Roi blanc sur case noire e1 · Fou blanc sur case blanche f1 · Tour blanche sur case blanche h1 | 6 |
| 5 | Tour noire sur case blanche a8 · Cavalier noir sur case noire b8 · Dame noire sur case noire d8 · Roi noir sur case blanche e8 · Fou noir sur case noire f8 · Tour noire sur case noire h8 · Pion noir sur case noire a7 · Fou noir sur case blanche b7 · Pion noir sur case noire c7 · Pion noir sur case blanche d7 · Pion noir sur case blanche f7 · Pion noir sur case noire g7 · Pion noir sur case blanche h7 · Pion noir sur case noire b6 · Pion noir sur case blanche e6 · Cavalier noir sur case noire f6 · Pion blanc sur case blanche c4 · Pion blanc sur case noire d4 · Pion blanc sur case noire a3 · Cavalier blanc sur case blanche f3 · Pion blanc sur case noire b2 · Pion blanc sur case blanche e2 · Pion blanc sur case noire f2 · Pion blanc sur case blanche g2 · Pion blanc sur case noire h2 · Tour blanche sur case noire a1 · Cavalier blanc sur case blanche b1 · Fou blanc sur case noire c1 · Dame blanche sur case blanche d1 · Roi blanc sur case noire e1 · Fou blanc sur case blanche f1 · Tour blanche sur case blanche h1 | Tour noire sur case blanche a8 · Cavalier noir sur case noire b8 · Dame noire sur case noire d8 · Roi noir sur case blanche e8 · Fou noir sur case noire f8 · Tour noire sur case noire h8 · Pion noir sur case noire a7 · Fou noir sur case blanche b7 · Pion noir sur case noire c7 · Pion noir sur case blanche d7 · Pion noir sur case blanche f7 · Pion noir sur case noire g7 · Pion noir sur case blanche h7 · Pion noir sur case noire b6 · Pion noir sur case blanche e6 · Cavalier noir sur case noire f6 · Pion blanc sur case blanche c4 · Pion blanc sur case noire d4 · Pion blanc sur case noire a3 · Cavalier blanc sur case blanche f3 · Pion blanc sur case noire b2 · Pion blanc sur case blanche e2 · Pion blanc sur case noire f2 · Pion blanc sur case blanche g2 · Pion blanc sur case noire h2 · Tour blanche sur case noire a1 · Cavalier blanc sur case blanche b1 · Fou blanc sur case noire c1 · Dame blanche sur case blanche d1 · Roi blanc sur case noire e1 · Fou blanc sur case blanche f1 · Tour blanche sur case blanche h1 | Tour noire sur case blanche a8 · Cavalier noir sur case noire b8 · Dame noire sur case noire d8 · Roi noir sur case blanche e8 · Fou noir sur case noire f8 · Tour noire sur case noire h8 · Pion noir sur case noire a7 · Fou noir sur case blanche b7 · Pion noir sur case noire c7 · Pion noir sur case blanche d7 · Pion noir sur case blanche f7 · Pion noir sur case noire g7 · Pion noir sur case blanche h7 · Pion noir sur case noire b6 · Pion noir sur case blanche e6 · Cavalier noir sur case noire f6 · Pion blanc sur case blanche c4 · Pion blanc sur case noire d4 · Pion blanc sur case noire a3 · Cavalier blanc sur case blanche f3 · Pion blanc sur case noire b2 · Pion blanc sur case blanche e2 · Pion blanc sur case noire f2 · Pion blanc sur case blanche g2 · Pion blanc sur case noire h2 · Tour blanche sur case noire a1 · Cavalier blanc sur case blanche b1 · Fou blanc sur case noire c1 · Dame blanche sur case blanche d1 · Roi blanc sur case noire e1 · Fou blanc sur case blanche f1 · Tour blanche sur case blanche h1 | Tour noire sur case blanche a8 · Cavalier noir sur case noire b8 · Dame noire sur case noire d8 · Roi noir sur case blanche e8 · Fou noir sur case noire f8 · Tour noire sur case noire h8 · Pion noir sur case noire a7 · Fou noir sur case blanche b7 · Pion noir sur case noire c7 · Pion noir sur case blanche d7 · Pion noir sur case blanche f7 · Pion noir sur case noire g7 · Pion noir sur case blanche h7 · Pion noir sur case noire b6 · Pion noir sur case blanche e6 · Cavalier noir sur case noire f6 · Pion blanc sur case blanche c4 · Pion blanc sur case noire d4 · Pion blanc sur case noire a3 · Cavalier blanc sur case blanche f3 · Pion blanc sur case noire b2 · Pion blanc sur case blanche e2 · Pion blanc sur case noire f2 · Pion blanc sur case blanche g2 · Pion blanc sur case noire h2 · Tour blanche sur case noire a1 · Cavalier blanc sur case blanche b1 · Fou blanc sur case noire c1 · Dame blanche sur case blanche d1 · Roi blanc sur case noire e1 · Fou blanc sur case blanche f1 · Tour blanche sur case blanche h1 | Tour noire sur case blanche a8 · Cavalier noir sur case noire b8 · Dame noire sur case noire d8 · Roi noir sur case blanche e8 · Fou noir sur case noire f8 · Tour noire sur case noire h8 · Pion noir sur case noire a7 · Fou noir sur case blanche b7 · Pion noir sur case noire c7 · Pion noir sur case blanche d7 · Pion noir sur case blanche f7 · Pion noir sur case noire g7 · Pion noir sur case blanche h7 · Pion noir sur case noire b6 · Pion noir sur case blanche e6 · Cavalier noir sur case noire f6 · Pion blanc sur case blanche c4 · Pion blanc sur case noire d4 · Pion blanc sur case noire a3 · Cavalier blanc sur case blanche f3 · Pion blanc sur case noire b2 · Pion blanc sur case blanche e2 · Pion blanc sur case noire f2 · Pion blanc sur case blanche g2 · Pion blanc sur case noire h2 · Tour blanche sur case noire a1 · Cavalier blanc sur case blanche b1 · Fou blanc sur case noire c1 · Dame blanche sur case blanche d1 · Roi blanc sur case noire e1 · Fou blanc sur case blanche f1 · Tour blanche sur case blanche h1 | Tour noire sur case blanche a8 · Cavalier noir sur case noire b8 · Dame noire sur case noire d8 · Roi noir sur case blanche e8 · Fou noir sur case noire f8 · Tour noire sur case noire h8 · Pion noir sur case noire a7 · Fou noir sur case blanche b7 · Pion noir sur case noire c7 · Pion noir sur case blanche d7 · Pion noir sur case blanche f7 · Pion noir sur case noire g7 · Pion noir sur case blanche h7 · Pion noir sur case noire b6 · Pion noir sur case blanche e6 · Cavalier noir sur case noire f6 · Pion blanc sur case blanche c4 · Pion blanc sur case noire d4 · Pion blanc sur case noire a3 · Cavalier blanc sur case blanche f3 · Pion blanc sur case noire b2 · Pion blanc sur case blanche e2 · Pion blanc sur case noire f2 · Pion blanc sur case blanche g2 · Pion blanc sur case noire h2 · Tour blanche sur case noire a1 · Cavalier blanc sur case blanche b1 · Fou blanc sur case noire c1 · Dame blanche sur case blanche d1 · Roi blanc sur case noire e1 · Fou blanc sur case blanche f1 · Tour blanche sur case blanche h1 | Tour noire sur case blanche a8 · Cavalier noir sur case noire b8 · Dame noire sur case noire d8 · Roi noir sur case blanche e8 · Fou noir sur case noire f8 · Tour noire sur case noire h8 · Pion noir sur case noire a7 · Fou noir sur case blanche b7 · Pion noir sur case noire c7 · Pion noir sur case blanche d7 · Pion noir sur case blanche f7 · Pion noir sur case noire g7 · Pion noir sur case blanche h7 · Pion noir sur case noire b6 · Pion noir sur case blanche e6 · Cavalier noir sur case noire f6 · Pion blanc sur case blanche c4 · Pion blanc sur case noire d4 · Pion blanc sur case noire a3 · Cavalier blanc sur case blanche f3 · Pion blanc sur case noire b2 · Pion blanc sur case blanche e2 · Pion blanc sur case noire f2 · Pion blanc sur case blanche g2 · Pion blanc sur case noire h2 · Tour blanche sur case noire a1 · Cavalier blanc sur case blanche b1 · Fou blanc sur case noire c1 · Dame blanche sur case blanche d1 · Roi blanc sur case noire e1 · Fou blanc sur case blanche f1 · Tour blanche sur case blanche h1 | Tour noire sur case blanche a8 · Cavalier noir sur case noire b8 · Dame noire sur case noire d8 · Roi noir sur case blanche e8 · Fou noir sur case noire f8 · Tour noire sur case noire h8 · Pion noir sur case noire a7 · Fou noir sur case blanche b7 · Pion noir sur case noire c7 · Pion noir sur case blanche d7 · Pion noir sur case blanche f7 · Pion noir sur case noire g7 · Pion noir sur case blanche h7 · Pion noir sur case noire b6 · Pion noir sur case blanche e6 · Cavalier noir sur case noire f6 · Pion blanc sur case blanche c4 · Pion blanc sur case noire d4 · Pion blanc sur case noire a3 · Cavalier blanc sur case blanche f3 · Pion blanc sur case noire b2 · Pion blanc sur case blanche e2 · Pion blanc sur case noire f2 · Pion blanc sur case blanche g2 · Pion blanc sur case noire h2 · Tour blanche sur case noire a1 · Cavalier blanc sur case blanche b1 · Fou blanc sur case noire c1 · Dame blanche sur case blanche d1 · Roi blanc sur case noire e1 · Fou blanc sur case blanche f1 · Tour blanche sur case blanche h1 | 5 |
| 4 | Tour noire sur case blanche a8 · Cavalier noir sur case noire b8 · Dame noire sur case noire d8 · Roi noir sur case blanche e8 · Fou noir sur case noire f8 · Tour noire sur case noire h8 · Pion noir sur case noire a7 · Fou noir sur case blanche b7 · Pion noir sur case noire c7 · Pion noir sur case blanche d7 · Pion noir sur case blanche f7 · Pion noir sur case noire g7 · Pion noir sur case blanche h7 · Pion noir sur case noire b6 · Pion noir sur case blanche e6 · Cavalier noir sur case noire f6 · Pion blanc sur case blanche c4 · Pion blanc sur case noire d4 · Pion blanc sur case noire a3 · Cavalier blanc sur case blanche f3 · Pion blanc sur case noire b2 · Pion blanc sur case blanche e2 · Pion blanc sur case noire f2 · Pion blanc sur case blanche g2 · Pion blanc sur case noire h2 · Tour blanche sur case noire a1 · Cavalier blanc sur case blanche b1 · Fou blanc sur case noire c1 · Dame blanche sur case blanche d1 · Roi blanc sur case noire e1 · Fou blanc sur case blanche f1 · Tour blanche sur case blanche h1 | Tour noire sur case blanche a8 · Cavalier noir sur case noire b8 · Dame noire sur case noire d8 · Roi noir sur case blanche e8 · Fou noir sur case noire f8 · Tour noire sur case noire h8 · Pion noir sur case noire a7 · Fou noir sur case blanche b7 · Pion noir sur case noire c7 · Pion noir sur case blanche d7 · Pion noir sur case blanche f7 · Pion noir sur case noire g7 · Pion noir sur case blanche h7 · Pion noir sur case noire b6 · Pion noir sur case blanche e6 · Cavalier noir sur case noire f6 · Pion blanc sur case blanche c4 · Pion blanc sur case noire d4 · Pion blanc sur case noire a3 · Cavalier blanc sur case blanche f3 · Pion blanc sur case noire b2 · Pion blanc sur case blanche e2 · Pion blanc sur case noire f2 · Pion blanc sur case blanche g2 · Pion blanc sur case noire h2 · Tour blanche sur case noire a1 · Cavalier blanc sur case blanche b1 · Fou blanc sur case noire c1 · Dame blanche sur case blanche d1 · Roi blanc sur case noire e1 · Fou blanc sur case blanche f1 · Tour blanche sur case blanche h1 | Tour noire sur case blanche a8 · Cavalier noir sur case noire b8 · Dame noire sur case noire d8 · Roi noir sur case blanche e8 · Fou noir sur case noire f8 · Tour noire sur case noire h8 · Pion noir sur case noire a7 · Fou noir sur case blanche b7 · Pion noir sur case noire c7 · Pion noir sur case blanche d7 · Pion noir sur case blanche f7 · Pion noir sur case noire g7 · Pion noir sur case blanche h7 · Pion noir sur case noire b6 · Pion noir sur case blanche e6 · Cavalier noir sur case noire f6 · Pion blanc sur case blanche c4 · Pion blanc sur case noire d4 · Pion blanc sur case noire a3 · Cavalier blanc sur case blanche f3 · Pion blanc sur case noire b2 · Pion blanc sur case blanche e2 · Pion blanc sur case noire f2 · Pion blanc sur case blanche g2 · Pion blanc sur case noire h2 · Tour blanche sur case noire a1 · Cavalier blanc sur case blanche b1 · Fou blanc sur case noire c1 · Dame blanche sur case blanche d1 · Roi blanc sur case noire e1 · Fou blanc sur case blanche f1 · Tour blanche sur case blanche h1 | Tour noire sur case blanche a8 · Cavalier noir sur case noire b8 · Dame noire sur case noire d8 · Roi noir sur case blanche e8 · Fou noir sur case noire f8 · Tour noire sur case noire h8 · Pion noir sur case noire a7 · Fou noir sur case blanche b7 · Pion noir sur case noire c7 · Pion noir sur case blanche d7 · Pion noir sur case blanche f7 · Pion noir sur case noire g7 · Pion noir sur case blanche h7 · Pion noir sur case noire b6 · Pion noir sur case blanche e6 · Cavalier noir sur case noire f6 · Pion blanc sur case blanche c4 · Pion blanc sur case noire d4 · Pion blanc sur case noire a3 · Cavalier blanc sur case blanche f3 · Pion blanc sur case noire b2 · Pion blanc sur case blanche e2 · Pion blanc sur case noire f2 · Pion blanc sur case blanche g2 · Pion blanc sur case noire h2 · Tour blanche sur case noire a1 · Cavalier blanc sur case blanche b1 · Fou blanc sur case noire c1 · Dame blanche sur case blanche d1 · Roi blanc sur case noire e1 · Fou blanc sur case blanche f1 · Tour blanche sur case blanche h1 | Tour noire sur case blanche a8 · Cavalier noir sur case noire b8 · Dame noire sur case noire d8 · Roi noir sur case blanche e8 · Fou noir sur case noire f8 · Tour noire sur case noire h8 · Pion noir sur case noire a7 · Fou noir sur case blanche b7 · Pion noir sur case noire c7 · Pion noir sur case blanche d7 · Pion noir sur case blanche f7 · Pion noir sur case noire g7 · Pion noir sur case blanche h7 · Pion noir sur case noire b6 · Pion noir sur case blanche e6 · Cavalier noir sur case noire f6 · Pion blanc sur case blanche c4 · Pion blanc sur case noire d4 · Pion blanc sur case noire a3 · Cavalier blanc sur case blanche f3 · Pion blanc sur case noire b2 · Pion blanc sur case blanche e2 · Pion blanc sur case noire f2 · Pion blanc sur case blanche g2 · Pion blanc sur case noire h2 · Tour blanche sur case noire a1 · Cavalier blanc sur case blanche b1 · Fou blanc sur case noire c1 · Dame blanche sur case blanche d1 · Roi blanc sur case noire e1 · Fou blanc sur case blanche f1 · Tour blanche sur case blanche h1 | Tour noire sur case blanche a8 · Cavalier noir sur case noire b8 · Dame noire sur case noire d8 · Roi noir sur case blanche e8 · Fou noir sur case noire f8 · Tour noire sur case noire h8 · Pion noir sur case noire a7 · Fou noir sur case blanche b7 · Pion noir sur case noire c7 · Pion noir sur case blanche d7 · Pion noir sur case blanche f7 · Pion noir sur case noire g7 · Pion noir sur case blanche h7 · Pion noir sur case noire b6 · Pion noir sur case blanche e6 · Cavalier noir sur case noire f6 · Pion blanc sur case blanche c4 · Pion blanc sur case noire d4 · Pion blanc sur case noire a3 · Cavalier blanc sur case blanche f3 · Pion blanc sur case noire b2 · Pion blanc sur case blanche e2 · Pion blanc sur case noire f2 · Pion blanc sur case blanche g2 · Pion blanc sur case noire h2 · Tour blanche sur case noire a1 · Cavalier blanc sur case blanche b1 · Fou blanc sur case noire c1 · Dame blanche sur case blanche d1 · Roi blanc sur case noire e1 · Fou blanc sur case blanche f1 · Tour blanche sur case blanche h1 | Tour noire sur case blanche a8 · Cavalier noir sur case noire b8 · Dame noire sur case noire d8 · Roi noir sur case blanche e8 · Fou noir sur case noire f8 · Tour noire sur case noire h8 · Pion noir sur case noire a7 · Fou noir sur case blanche b7 · Pion noir sur case noire c7 · Pion noir sur case blanche d7 · Pion noir sur case blanche f7 · Pion noir sur case noire g7 · Pion noir sur case blanche h7 · Pion noir sur case noire b6 · Pion noir sur case blanche e6 · Cavalier noir sur case noire f6 · Pion blanc sur case blanche c4 · Pion blanc sur case noire d4 · Pion blanc sur case noire a3 · Cavalier blanc sur case blanche f3 · Pion blanc sur case noire b2 · Pion blanc sur case blanche e2 · Pion blanc sur case noire f2 · Pion blanc sur case blanche g2 · Pion blanc sur case noire h2 · Tour blanche sur case noire a1 · Cavalier blanc sur case blanche b1 · Fou blanc sur case noire c1 · Dame blanche sur case blanche d1 · Roi blanc sur case noire e1 · Fou blanc sur case blanche f1 · Tour blanche sur case blanche h1 | Tour noire sur case blanche a8 · Cavalier noir sur case noire b8 · Dame noire sur case noire d8 · Roi noir sur case blanche e8 · Fou noir sur case noire f8 · Tour noire sur case noire h8 · Pion noir sur case noire a7 · Fou noir sur case blanche b7 · Pion noir sur case noire c7 · Pion noir sur case blanche d7 · Pion noir sur case blanche f7 · Pion noir sur case noire g7 · Pion noir sur case blanche h7 · Pion noir sur case noire b6 · Pion noir sur case blanche e6 · Cavalier noir sur case noire f6 · Pion blanc sur case blanche c4 · Pion blanc sur case noire d4 · Pion blanc sur case noire a3 · Cavalier blanc sur case blanche f3 · Pion blanc sur case noire b2 · Pion blanc sur case blanche e2 · Pion blanc sur case noire f2 · Pion blanc sur case blanche g2 · Pion blanc sur case noire h2 · Tour blanche sur case noire a1 · Cavalier blanc sur case blanche b1 · Fou blanc sur case noire c1 · Dame blanche sur case blanche d1 · Roi blanc sur case noire e1 · Fou blanc sur case blanche f1 · Tour blanche sur case blanche h1 | 4 |
| 3 | Tour noire sur case blanche a8 · Cavalier noir sur case noire b8 · Dame noire sur case noire d8 · Roi noir sur case blanche e8 · Fou noir sur case noire f8 · Tour noire sur case noire h8 · Pion noir sur case noire a7 · Fou noir sur case blanche b7 · Pion noir sur case noire c7 · Pion noir sur case blanche d7 · Pion noir sur case blanche f7 · Pion noir sur case noire g7 · Pion noir sur case blanche h7 · Pion noir sur case noire b6 · Pion noir sur case blanche e6 · Cavalier noir sur case noire f6 · Pion blanc sur case blanche c4 · Pion blanc sur case noire d4 · Pion blanc sur case noire a3 · Cavalier blanc sur case blanche f3 · Pion blanc sur case noire b2 · Pion blanc sur case blanche e2 · Pion blanc sur case noire f2 · Pion blanc sur case blanche g2 · Pion blanc sur case noire h2 · Tour blanche sur case noire a1 · Cavalier blanc sur case blanche b1 · Fou blanc sur case noire c1 · Dame blanche sur case blanche d1 · Roi blanc sur case noire e1 · Fou blanc sur case blanche f1 · Tour blanche sur case blanche h1 | Tour noire sur case blanche a8 · Cavalier noir sur case noire b8 · Dame noire sur case noire d8 · Roi noir sur case blanche e8 · Fou noir sur case noire f8 · Tour noire sur case noire h8 · Pion noir sur case noire a7 · Fou noir sur case blanche b7 · Pion noir sur case noire c7 · Pion noir sur case blanche d7 · Pion noir sur case blanche f7 · Pion noir sur case noire g7 · Pion noir sur case blanche h7 · Pion noir sur case noire b6 · Pion noir sur case blanche e6 · Cavalier noir sur case noire f6 · Pion blanc sur case blanche c4 · Pion blanc sur case noire d4 · Pion blanc sur case noire a3 · Cavalier blanc sur case blanche f3 · Pion blanc sur case noire b2 · Pion blanc sur case blanche e2 · Pion blanc sur case noire f2 · Pion blanc sur case blanche g2 · Pion blanc sur case noire h2 · Tour blanche sur case noire a1 · Cavalier blanc sur case blanche b1 · Fou blanc sur case noire c1 · Dame blanche sur case blanche d1 · Roi blanc sur case noire e1 · Fou blanc sur case blanche f1 · Tour blanche sur case blanche h1 | Tour noire sur case blanche a8 · Cavalier noir sur case noire b8 · Dame noire sur case noire d8 · Roi noir sur case blanche e8 · Fou noir sur case noire f8 · Tour noire sur case noire h8 · Pion noir sur case noire a7 · Fou noir sur case blanche b7 · Pion noir sur case noire c7 · Pion noir sur case blanche d7 · Pion noir sur case blanche f7 · Pion noir sur case noire g7 · Pion noir sur case blanche h7 · Pion noir sur case noire b6 · Pion noir sur case blanche e6 · Cavalier noir sur case noire f6 · Pion blanc sur case blanche c4 · Pion blanc sur case noire d4 · Pion blanc sur case noire a3 · Cavalier blanc sur case blanche f3 · Pion blanc sur case noire b2 · Pion blanc sur case blanche e2 · Pion blanc sur case noire f2 · Pion blanc sur case blanche g2 · Pion blanc sur case noire h2 · Tour blanche sur case noire a1 · Cavalier blanc sur case blanche b1 · Fou blanc sur case noire c1 · Dame blanche sur case blanche d1 · Roi blanc sur case noire e1 · Fou blanc sur case blanche f1 · Tour blanche sur case blanche h1 | Tour noire sur case blanche a8 · Cavalier noir sur case noire b8 · Dame noire sur case noire d8 · Roi noir sur case blanche e8 · Fou noir sur case noire f8 · Tour noire sur case noire h8 · Pion noir sur case noire a7 · Fou noir sur case blanche b7 · Pion noir sur case noire c7 · Pion noir sur case blanche d7 · Pion noir sur case blanche f7 · Pion noir sur case noire g7 · Pion noir sur case blanche h7 · Pion noir sur case noire b6 · Pion noir sur case blanche e6 · Cavalier noir sur case noire f6 · Pion blanc sur case blanche c4 · Pion blanc sur case noire d4 · Pion blanc sur case noire a3 · Cavalier blanc sur case blanche f3 · Pion blanc sur case noire b2 · Pion blanc sur case blanche e2 · Pion blanc sur case noire f2 · Pion blanc sur case blanche g2 · Pion blanc sur case noire h2 · Tour blanche sur case noire a1 · Cavalier blanc sur case blanche b1 · Fou blanc sur case noire c1 · Dame blanche sur case blanche d1 · Roi blanc sur case noire e1 · Fou blanc sur case blanche f1 · Tour blanche sur case blanche h1 | Tour noire sur case blanche a8 · Cavalier noir sur case noire b8 · Dame noire sur case noire d8 · Roi noir sur case blanche e8 · Fou noir sur case noire f8 · Tour noire sur case noire h8 · Pion noir sur case noire a7 · Fou noir sur case blanche b7 · Pion noir sur case noire c7 · Pion noir sur case blanche d7 · Pion noir sur case blanche f7 · Pion noir sur case noire g7 · Pion noir sur case blanche h7 · Pion noir sur case noire b6 · Pion noir sur case blanche e6 · Cavalier noir sur case noire f6 · Pion blanc sur case blanche c4 · Pion blanc sur case noire d4 · Pion blanc sur case noire a3 · Cavalier blanc sur case blanche f3 · Pion blanc sur case noire b2 · Pion blanc sur case blanche e2 · Pion blanc sur case noire f2 · Pion blanc sur case blanche g2 · Pion blanc sur case noire h2 · Tour blanche sur case noire a1 · Cavalier blanc sur case blanche b1 · Fou blanc sur case noire c1 · Dame blanche sur case blanche d1 · Roi blanc sur case noire e1 · Fou blanc sur case blanche f1 · Tour blanche sur case blanche h1 | Tour noire sur case blanche a8 · Cavalier noir sur case noire b8 · Dame noire sur case noire d8 · Roi noir sur case blanche e8 · Fou noir sur case noire f8 · Tour noire sur case noire h8 · Pion noir sur case noire a7 · Fou noir sur case blanche b7 · Pion noir sur case noire c7 · Pion noir sur case blanche d7 · Pion noir sur case blanche f7 · Pion noir sur case noire g7 · Pion noir sur case blanche h7 · Pion noir sur case noire b6 · Pion noir sur case blanche e6 · Cavalier noir sur case noire f6 · Pion blanc sur case blanche c4 · Pion blanc sur case noire d4 · Pion blanc sur case noire a3 · Cavalier blanc sur case blanche f3 · Pion blanc sur case noire b2 · Pion blanc sur case blanche e2 · Pion blanc sur case noire f2 · Pion blanc sur case blanche g2 · Pion blanc sur case noire h2 · Tour blanche sur case noire a1 · Cavalier blanc sur case blanche b1 · Fou blanc sur case noire c1 · Dame blanche sur case blanche d1 · Roi blanc sur case noire e1 · Fou blanc sur case blanche f1 · Tour blanche sur case blanche h1 | Tour noire sur case blanche a8 · Cavalier noir sur case noire b8 · Dame noire sur case noire d8 · Roi noir sur case blanche e8 · Fou noir sur case noire f8 · Tour noire sur case noire h8 · Pion noir sur case noire a7 · Fou noir sur case blanche b7 · Pion noir sur case noire c7 · Pion noir sur case blanche d7 · Pion noir sur case blanche f7 · Pion noir sur case noire g7 · Pion noir sur case blanche h7 · Pion noir sur case noire b6 · Pion noir sur case blanche e6 · Cavalier noir sur case noire f6 · Pion blanc sur case blanche c4 · Pion blanc sur case noire d4 · Pion blanc sur case noire a3 · Cavalier blanc sur case blanche f3 · Pion blanc sur case noire b2 · Pion blanc sur case blanche e2 · Pion blanc sur case noire f2 · Pion blanc sur case blanche g2 · Pion blanc sur case noire h2 · Tour blanche sur case noire a1 · Cavalier blanc sur case blanche b1 · Fou blanc sur case noire c1 · Dame blanche sur case blanche d1 · Roi blanc sur case noire e1 · Fou blanc sur case blanche f1 · Tour blanche sur case blanche h1 | Tour noire sur case blanche a8 · Cavalier noir sur case noire b8 · Dame noire sur case noire d8 · Roi noir sur case blanche e8 · Fou noir sur case noire f8 · Tour noire sur case noire h8 · Pion noir sur case noire a7 · Fou noir sur case blanche b7 · Pion noir sur case noire c7 · Pion noir sur case blanche d7 · Pion noir sur case blanche f7 · Pion noir sur case noire g7 · Pion noir sur case blanche h7 · Pion noir sur case noire b6 · Pion noir sur case blanche e6 · Cavalier noir sur case noire f6 · Pion blanc sur case blanche c4 · Pion blanc sur case noire d4 · Pion blanc sur case noire a3 · Cavalier blanc sur case blanche f3 · Pion blanc sur case noire b2 · Pion blanc sur case blanche e2 · Pion blanc sur case noire f2 · Pion blanc sur case blanche g2 · Pion blanc sur case noire h2 · Tour blanche sur case noire a1 · Cavalier blanc sur case blanche b1 · Fou blanc sur case noire c1 · Dame blanche sur case blanche d1 · Roi blanc sur case noire e1 · Fou blanc sur case blanche f1 · Tour blanche sur case blanche h1 | 3 |
| 2 | Tour noire sur case blanche a8 · Cavalier noir sur case noire b8 · Dame noire sur case noire d8 · Roi noir sur case blanche e8 · Fou noir sur case noire f8 · Tour noire sur case noire h8 · Pion noir sur case noire a7 · Fou noir sur case blanche b7 · Pion noir sur case noire c7 · Pion noir sur case blanche d7 · Pion noir sur case blanche f7 · Pion noir sur case noire g7 · Pion noir sur case blanche h7 · Pion noir sur case noire b6 · Pion noir sur case blanche e6 · Cavalier noir sur case noire f6 · Pion blanc sur case blanche c4 · Pion blanc sur case noire d4 · Pion blanc sur case noire a3 · Cavalier blanc sur case blanche f3 · Pion blanc sur case noire b2 · Pion blanc sur case blanche e2 · Pion blanc sur case noire f2 · Pion blanc sur case blanche g2 · Pion blanc sur case noire h2 · Tour blanche sur case noire a1 · Cavalier blanc sur case blanche b1 · Fou blanc sur case noire c1 · Dame blanche sur case blanche d1 · Roi blanc sur case noire e1 · Fou blanc sur case blanche f1 · Tour blanche sur case blanche h1 | Tour noire sur case blanche a8 · Cavalier noir sur case noire b8 · Dame noire sur case noire d8 · Roi noir sur case blanche e8 · Fou noir sur case noire f8 · Tour noire sur case noire h8 · Pion noir sur case noire a7 · Fou noir sur case blanche b7 · Pion noir sur case noire c7 · Pion noir sur case blanche d7 · Pion noir sur case blanche f7 · Pion noir sur case noire g7 · Pion noir sur case blanche h7 · Pion noir sur case noire b6 · Pion noir sur case blanche e6 · Cavalier noir sur case noire f6 · Pion blanc sur case blanche c4 · Pion blanc sur case noire d4 · Pion blanc sur case noire a3 · Cavalier blanc sur case blanche f3 · Pion blanc sur case noire b2 · Pion blanc sur case blanche e2 · Pion blanc sur case noire f2 · Pion blanc sur case blanche g2 · Pion blanc sur case noire h2 · Tour blanche sur case noire a1 · Cavalier blanc sur case blanche b1 · Fou blanc sur case noire c1 · Dame blanche sur case blanche d1 · Roi blanc sur case noire e1 · Fou blanc sur case blanche f1 · Tour blanche sur case blanche h1 | Tour noire sur case blanche a8 · Cavalier noir sur case noire b8 · Dame noire sur case noire d8 · Roi noir sur case blanche e8 · Fou noir sur case noire f8 · Tour noire sur case noire h8 · Pion noir sur case noire a7 · Fou noir sur case blanche b7 · Pion noir sur case noire c7 · Pion noir sur case blanche d7 · Pion noir sur case blanche f7 · Pion noir sur case noire g7 · Pion noir sur case blanche h7 · Pion noir sur case noire b6 · Pion noir sur case blanche e6 · Cavalier noir sur case noire f6 · Pion blanc sur case blanche c4 · Pion blanc sur case noire d4 · Pion blanc sur case noire a3 · Cavalier blanc sur case blanche f3 · Pion blanc sur case noire b2 · Pion blanc sur case blanche e2 · Pion blanc sur case noire f2 · Pion blanc sur case blanche g2 · Pion blanc sur case noire h2 · Tour blanche sur case noire a1 · Cavalier blanc sur case blanche b1 · Fou blanc sur case noire c1 · Dame blanche sur case blanche d1 · Roi blanc sur case noire e1 · Fou blanc sur case blanche f1 · Tour blanche sur case blanche h1 | Tour noire sur case blanche a8 · Cavalier noir sur case noire b8 · Dame noire sur case noire d8 · Roi noir sur case blanche e8 · Fou noir sur case noire f8 · Tour noire sur case noire h8 · Pion noir sur case noire a7 · Fou noir sur case blanche b7 · Pion noir sur case noire c7 · Pion noir sur case blanche d7 · Pion noir sur case blanche f7 · Pion noir sur case noire g7 · Pion noir sur case blanche h7 · Pion noir sur case noire b6 · Pion noir sur case blanche e6 · Cavalier noir sur case noire f6 · Pion blanc sur case blanche c4 · Pion blanc sur case noire d4 · Pion blanc sur case noire a3 · Cavalier blanc sur case blanche f3 · Pion blanc sur case noire b2 · Pion blanc sur case blanche e2 · Pion blanc sur case noire f2 · Pion blanc sur case blanche g2 · Pion blanc sur case noire h2 · Tour blanche sur case noire a1 · Cavalier blanc sur case blanche b1 · Fou blanc sur case noire c1 · Dame blanche sur case blanche d1 · Roi blanc sur case noire e1 · Fou blanc sur case blanche f1 · Tour blanche sur case blanche h1 | Tour noire sur case blanche a8 · Cavalier noir sur case noire b8 · Dame noire sur case noire d8 · Roi noir sur case blanche e8 · Fou noir sur case noire f8 · Tour noire sur case noire h8 · Pion noir sur case noire a7 · Fou noir sur case blanche b7 · Pion noir sur case noire c7 · Pion noir sur case blanche d7 · Pion noir sur case blanche f7 · Pion noir sur case noire g7 · Pion noir sur case blanche h7 · Pion noir sur case noire b6 · Pion noir sur case blanche e6 · Cavalier noir sur case noire f6 · Pion blanc sur case blanche c4 · Pion blanc sur case noire d4 · Pion blanc sur case noire a3 · Cavalier blanc sur case blanche f3 · Pion blanc sur case noire b2 · Pion blanc sur case blanche e2 · Pion blanc sur case noire f2 · Pion blanc sur case blanche g2 · Pion blanc sur case noire h2 · Tour blanche sur case noire a1 · Cavalier blanc sur case blanche b1 · Fou blanc sur case noire c1 · Dame blanche sur case blanche d1 · Roi blanc sur case noire e1 · Fou blanc sur case blanche f1 · Tour blanche sur case blanche h1 | Tour noire sur case blanche a8 · Cavalier noir sur case noire b8 · Dame noire sur case noire d8 · Roi noir sur case blanche e8 · Fou noir sur case noire f8 · Tour noire sur case noire h8 · Pion noir sur case noire a7 · Fou noir sur case blanche b7 · Pion noir sur case noire c7 · Pion noir sur case blanche d7 · Pion noir sur case blanche f7 · Pion noir sur case noire g7 · Pion noir sur case blanche h7 · Pion noir sur case noire b6 · Pion noir sur case blanche e6 · Cavalier noir sur case noire f6 · Pion blanc sur case blanche c4 · Pion blanc sur case noire d4 · Pion blanc sur case noire a3 · Cavalier blanc sur case blanche f3 · Pion blanc sur case noire b2 · Pion blanc sur case blanche e2 · Pion blanc sur case noire f2 · Pion blanc sur case blanche g2 · Pion blanc sur case noire h2 · Tour blanche sur case noire a1 · Cavalier blanc sur case blanche b1 · Fou blanc sur case noire c1 · Dame blanche sur case blanche d1 · Roi blanc sur case noire e1 · Fou blanc sur case blanche f1 · Tour blanche sur case blanche h1 | Tour noire sur case blanche a8 · Cavalier noir sur case noire b8 · Dame noire sur case noire d8 · Roi noir sur case blanche e8 · Fou noir sur case noire f8 · Tour noire sur case noire h8 · Pion noir sur case noire a7 · Fou noir sur case blanche b7 · Pion noir sur case noire c7 · Pion noir sur case blanche d7 · Pion noir sur case blanche f7 · Pion noir sur case noire g7 · Pion noir sur case blanche h7 · Pion noir sur case noire b6 · Pion noir sur case blanche e6 · Cavalier noir sur case noire f6 · Pion blanc sur case blanche c4 · Pion blanc sur case noire d4 · Pion blanc sur case noire a3 · Cavalier blanc sur case blanche f3 · Pion blanc sur case noire b2 · Pion blanc sur case blanche e2 · Pion blanc sur case noire f2 · Pion blanc sur case blanche g2 · Pion blanc sur case noire h2 · Tour blanche sur case noire a1 · Cavalier blanc sur case blanche b1 · Fou blanc sur case noire c1 · Dame blanche sur case blanche d1 · Roi blanc sur case noire e1 · Fou blanc sur case blanche f1 · Tour blanche sur case blanche h1 | Tour noire sur case blanche a8 · Cavalier noir sur case noire b8 · Dame noire sur case noire d8 · Roi noir sur case blanche e8 · Fou noir sur case noire f8 · Tour noire sur case noire h8 · Pion noir sur case noire a7 · Fou noir sur case blanche b7 · Pion noir sur case noire c7 · Pion noir sur case blanche d7 · Pion noir sur case blanche f7 · Pion noir sur case noire g7 · Pion noir sur case blanche h7 · Pion noir sur case noire b6 · Pion noir sur case blanche e6 · Cavalier noir sur case noire f6 · Pion blanc sur case blanche c4 · Pion blanc sur case noire d4 · Pion blanc sur case noire a3 · Cavalier blanc sur case blanche f3 · Pion blanc sur case noire b2 · Pion blanc sur case blanche e2 · Pion blanc sur case noire f2 · Pion blanc sur case blanche g2 · Pion blanc sur case noire h2 · Tour blanche sur case noire a1 · Cavalier blanc sur case blanche b1 · Fou blanc sur case noire c1 · Dame blanche sur case blanche d1 · Roi blanc sur case noire e1 · Fou blanc sur case blanche f1 · Tour blanche sur case blanche h1 | 2 |
| 1 | Tour noire sur case blanche a8 · Cavalier noir sur case noire b8 · Dame noire sur case noire d8 · Roi noir sur case blanche e8 · Fou noir sur case noire f8 · Tour noire sur case noire h8 · Pion noir sur case noire a7 · Fou noir sur case blanche b7 · Pion noir sur case noire c7 · Pion noir sur case blanche d7 · Pion noir sur case blanche f7 · Pion noir sur case noire g7 · Pion noir sur case blanche h7 · Pion noir sur case noire b6 · Pion noir sur case blanche e6 · Cavalier noir sur case noire f6 · Pion blanc sur case blanche c4 · Pion blanc sur case noire d4 · Pion blanc sur case noire a3 · Cavalier blanc sur case blanche f3 · Pion blanc sur case noire b2 · Pion blanc sur case blanche e2 · Pion blanc sur case noire f2 · Pion blanc sur case blanche g2 · Pion blanc sur case noire h2 · Tour blanche sur case noire a1 · Cavalier blanc sur case blanche b1 · Fou blanc sur case noire c1 · Dame blanche sur case blanche d1 · Roi blanc sur case noire e1 · Fou blanc sur case blanche f1 · Tour blanche sur case blanche h1 | Tour noire sur case blanche a8 · Cavalier noir sur case noire b8 · Dame noire sur case noire d8 · Roi noir sur case blanche e8 · Fou noir sur case noire f8 · Tour noire sur case noire h8 · Pion noir sur case noire a7 · Fou noir sur case blanche b7 · Pion noir sur case noire c7 · Pion noir sur case blanche d7 · Pion noir sur case blanche f7 · Pion noir sur case noire g7 · Pion noir sur case blanche h7 · Pion noir sur case noire b6 · Pion noir sur case blanche e6 · Cavalier noir sur case noire f6 · Pion blanc sur case blanche c4 · Pion blanc sur case noire d4 · Pion blanc sur case noire a3 · Cavalier blanc sur case blanche f3 · Pion blanc sur case noire b2 · Pion blanc sur case blanche e2 · Pion blanc sur case noire f2 · Pion blanc sur case blanche g2 · Pion blanc sur case noire h2 · Tour blanche sur case noire a1 · Cavalier blanc sur case blanche b1 · Fou blanc sur case noire c1 · Dame blanche sur case blanche d1 · Roi blanc sur case noire e1 · Fou blanc sur case blanche f1 · Tour blanche sur case blanche h1 | Tour noire sur case blanche a8 · Cavalier noir sur case noire b8 · Dame noire sur case noire d8 · Roi noir sur case blanche e8 · Fou noir sur case noire f8 · Tour noire sur case noire h8 · Pion noir sur case noire a7 · Fou noir sur case blanche b7 · Pion noir sur case noire c7 · Pion noir sur case blanche d7 · Pion noir sur case blanche f7 · Pion noir sur case noire g7 · Pion noir sur case blanche h7 · Pion noir sur case noire b6 · Pion noir sur case blanche e6 · Cavalier noir sur case noire f6 · Pion blanc sur case blanche c4 · Pion blanc sur case noire d4 · Pion blanc sur case noire a3 · Cavalier blanc sur case blanche f3 · Pion blanc sur case noire b2 · Pion blanc sur case blanche e2 · Pion blanc sur case noire f2 · Pion blanc sur case blanche g2 · Pion blanc sur case noire h2 · Tour blanche sur case noire a1 · Cavalier blanc sur case blanche b1 · Fou blanc sur case noire c1 · Dame blanche sur case blanche d1 · Roi blanc sur case noire e1 · Fou blanc sur case blanche f1 · Tour blanche sur case blanche h1 | Tour noire sur case blanche a8 · Cavalier noir sur case noire b8 · Dame noire sur case noire d8 · Roi noir sur case blanche e8 · Fou noir sur case noire f8 · Tour noire sur case noire h8 · Pion noir sur case noire a7 · Fou noir sur case blanche b7 · Pion noir sur case noire c7 · Pion noir sur case blanche d7 · Pion noir sur case blanche f7 · Pion noir sur case noire g7 · Pion noir sur case blanche h7 · Pion noir sur case noire b6 · Pion noir sur case blanche e6 · Cavalier noir sur case noire f6 · Pion blanc sur case blanche c4 · Pion blanc sur case noire d4 · Pion blanc sur case noire a3 · Cavalier blanc sur case blanche f3 · Pion blanc sur case noire b2 · Pion blanc sur case blanche e2 · Pion blanc sur case noire f2 · Pion blanc sur case blanche g2 · Pion blanc sur case noire h2 · Tour blanche sur case noire a1 · Cavalier blanc sur case blanche b1 · Fou blanc sur case noire c1 · Dame blanche sur case blanche d1 · Roi blanc sur case noire e1 · Fou blanc sur case blanche f1 · Tour blanche sur case blanche h1 | Tour noire sur case blanche a8 · Cavalier noir sur case noire b8 · Dame noire sur case noire d8 · Roi noir sur case blanche e8 · Fou noir sur case noire f8 · Tour noire sur case noire h8 · Pion noir sur case noire a7 · Fou noir sur case blanche b7 · Pion noir sur case noire c7 · Pion noir sur case blanche d7 · Pion noir sur case blanche f7 · Pion noir sur case noire g7 · Pion noir sur case blanche h7 · Pion noir sur case noire b6 · Pion noir sur case blanche e6 · Cavalier noir sur case noire f6 · Pion blanc sur case blanche c4 · Pion blanc sur case noire d4 · Pion blanc sur case noire a3 · Cavalier blanc sur case blanche f3 · Pion blanc sur case noire b2 · Pion blanc sur case blanche e2 · Pion blanc sur case noire f2 · Pion blanc sur case blanche g2 · Pion blanc sur case noire h2 · Tour blanche sur case noire a1 · Cavalier blanc sur case blanche b1 · Fou blanc sur case noire c1 · Dame blanche sur case blanche d1 · Roi blanc sur case noire e1 · Fou blanc sur case blanche f1 · Tour blanche sur case blanche h1 | Tour noire sur case blanche a8 · Cavalier noir sur case noire b8 · Dame noire sur case noire d8 · Roi noir sur case blanche e8 · Fou noir sur case noire f8 · Tour noire sur case noire h8 · Pion noir sur case noire a7 · Fou noir sur case blanche b7 · Pion noir sur case noire c7 · Pion noir sur case blanche d7 · Pion noir sur case blanche f7 · Pion noir sur case noire g7 · Pion noir sur case blanche h7 · Pion noir sur case noire b6 · Pion noir sur case blanche e6 · Cavalier noir sur case noire f6 · Pion blanc sur case blanche c4 · Pion blanc sur case noire d4 · Pion blanc sur case noire a3 · Cavalier blanc sur case blanche f3 · Pion blanc sur case noire b2 · Pion blanc sur case blanche e2 · Pion blanc sur case noire f2 · Pion blanc sur case blanche g2 · Pion blanc sur case noire h2 · Tour blanche sur case noire a1 · Cavalier blanc sur case blanche b1 · Fou blanc sur case noire c1 · Dame blanche sur case blanche d1 · Roi blanc sur case noire e1 · Fou blanc sur case blanche f1 · Tour blanche sur case blanche h1 | Tour noire sur case blanche a8 · Cavalier noir sur case noire b8 · Dame noire sur case noire d8 · Roi noir sur case blanche e8 · Fou noir sur case noire f8 · Tour noire sur case noire h8 · Pion noir sur case noire a7 · Fou noir sur case blanche b7 · Pion noir sur case noire c7 · Pion noir sur case blanche d7 · Pion noir sur case blanche f7 · Pion noir sur case noire g7 · Pion noir sur case blanche h7 · Pion noir sur case noire b6 · Pion noir sur case blanche e6 · Cavalier noir sur case noire f6 · Pion blanc sur case blanche c4 · Pion blanc sur case noire d4 · Pion blanc sur case noire a3 · Cavalier blanc sur case blanche f3 · Pion blanc sur case noire b2 · Pion blanc sur case blanche e2 · Pion blanc sur case noire f2 · Pion blanc sur case blanche g2 · Pion blanc sur case noire h2 · Tour blanche sur case noire a1 · Cavalier blanc sur case blanche b1 · Fou blanc sur case noire c1 · Dame blanche sur case blanche d1 · Roi blanc sur case noire e1 · Fou blanc sur case blanche f1 · Tour blanche sur case blanche h1 | Tour noire sur case blanche a8 · Cavalier noir sur case noire b8 · Dame noire sur case noire d8 · Roi noir sur case blanche e8 · Fou noir sur case noire f8 · Tour noire sur case noire h8 · Pion noir sur case noire a7 · Fou noir sur case blanche b7 · Pion noir sur case noire c7 · Pion noir sur case blanche d7 · Pion noir sur case blanche f7 · Pion noir sur case noire g7 · Pion noir sur case blanche h7 · Pion noir sur case noire b6 · Pion noir sur case blanche e6 · Cavalier noir sur case noire f6 · Pion blanc sur case blanche c4 · Pion blanc sur case noire d4 · Pion blanc sur case noire a3 · Cavalier blanc sur case blanche f3 · Pion blanc sur case noire b2 · Pion blanc sur case blanche e2 · Pion blanc sur case noire f2 · Pion blanc sur case blanche g2 · Pion blanc sur case noire h2 · Tour blanche sur case noire a1 · Cavalier blanc sur case blanche b1 · Fou blanc sur case noire c1 · Dame blanche sur case blanche d1 · Roi blanc sur case noire e1 · Fou blanc sur case blanche f1 · Tour blanche sur case blanche h1 | 1 |
|   | a | b | c | d | e | f | g | h |   |